# Morlaix
Cet article possède un paronyme, voir Morlet.
Morlaix (prononcé : /mɔʁlɛ/,  est une commune française de Bretagne, située dans le nord-est du département du Finistère.
Elle est une sous-préfecture et par conséquent chef-lieu de l'arrondissement de Morlaix, dont elle est la commune la plus peuplée avec 15 220 habitants en 2022, ce qui la place au 6e rang départemental (derrière Guipavas), au 20e rang régional et au 657e rang national (hors Mayotte, ce dernier chiffre étant valable pour l'année 2017). Elle est au centre d'une aire d'attraction rassemblant 62 538 habitants (2022) et de la communauté d'agglomération Morlaix Communauté.
Située en retrait de la côte nord du Finistère, en fond de ria, cette ville-pont est souvent victime d'inondations (les dernières graves inondations sont survenues en 1974, 1995, 2013 et 2018) car elle est au confluent de deux rivières, le Queffleut et le Jarlot, qui forment le Dosenn (ou rivière de Morlaix) qui se jette dans la Manche, en baie de Morlaix. Elle fait partie du Trégor et du Léon, deux pays historiques délimités par le Dosenn. Ils sont séparés même en ville, comme en témoigne l'existence du quai de Tréguier et du quai du Léon. La ville est notamment connue pour son viaduc : construit au XIXe siècle en plein centre-ville, il lui vaut le surnom de « Cité du Viaduc ».
Ses habitants sont appelés les Morlaisiens et les Morlaisiennes.

## Géographie

### Localisation
Morlaix se situe dans le nord du département du Finistère, au confluent de deux rivières, le Jarlot et le Queffleut, qui forment le Dossen ou rivière de Morlaix. L'estuaire de la rivière de Morlaix, en fait une ria ou aber, séparant le Léon à l'ouest et le Trégor à l'est, s'étend sur 15 kilomètres entre l'écluse et l'embouchure en baie de Morlaix à hauteur de Carantec. Cette voie est navigable uniquement à marée haute, mais, en dépit des contraintes et difficultés de navigation pour accéder au port de Morlaix, elle fut longtemps un atout majeur du développement de la ville.
| - Carte OpenStreetMap - Carte topographique - Baie de Morlaix. |

Le territoire de la commune est limitrophe de ceux de 6 autres communes :
| Rivière de Morlaix      | Plouezoc'h          | Garlan     |
| Saint-Martin-des-Champs | Morlaix             | Plouigneau |
| Saint-Martin-des-Champs | Plourin-lès-Morlaix | Plougonven |

### Relief

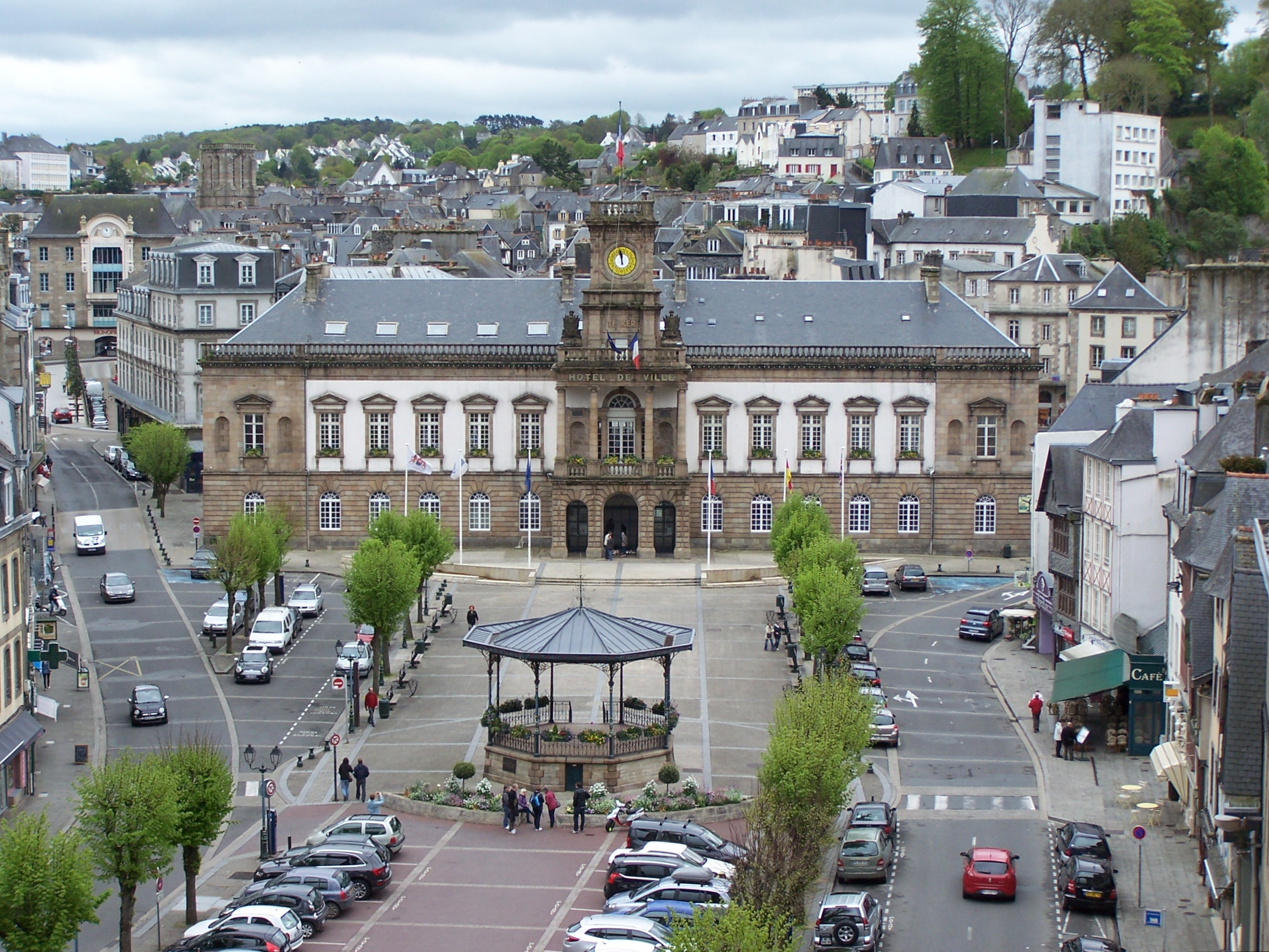
Vue générale de Morlaix, et de la mairie, depuis le viaduc.

Le site de Morlaix forme un entonnoir en raison de la confluence des cours d'eau précités et de l'encaissement prononcé de la vallée aux versants en pente très forte : les dénivelés sont importants, allant d'une centaine de mètres pour les lambeaux de plateaux avoisinants jusqu'au niveau de la mer. Ces pentes fortes expliquent les deux ouvrages d'art qui marquent le paysage de la ville : le viaduc ferroviaire, construit dans la seconde moitié du XIXe siècle pour permettre le passage de la ligne ferroviaire Paris-Brest, et celui de la route nationale 12, une voie express, dans la seconde moitié du XXe siècle.
Pour s'adapter aux vallées encaissées de 60 à 80 mètres et qui n'excèdent pas 200 à 300 mètres de largeur, l'urbanisation s'est faite, aux XVIIe siècle et XVIIIe siècle, en étages reliés par des escaliers, des rampes et des rues en lacets ; ce n'est que dans la seconde moitié du XXe siècle que l'extension de l'agglomération s'est faite sur les plateaux avoisinants.

### Transports
- Aéroport de Morlaix Ploujean ;
- Gare SNCF de Morlaix desservie par les TGV Paris - Brest et par les TER Bretagne ;
- Linéotim est le réseau de transport en commun de Morlaix Communauté.

### Hydrographie

#### Réseau hydrographique
Pour un article plus général, voir Réseau hydrographique du Finistère.
La commune est située dans le bassin Loire-Bretagne. Elle est drainée par le Dourduff, le Jarlot, le Queffleuth, le Tromorgant et divers autres petits cours d'eau,.
Le Dourduff, d'une longueur de 21 km, prend sa source dans la commune de Plouigneau et se jette  dans la baie de Morlaix entre les communes de Plouezoc'h et de Taulé, après avoir traversé six communes.
Le Jarlot, d'une longueur de 24 km, prend sa source dans la commune de Plougonven et se jette  dans la baie de Morlaix entre les communes de Plouezoc'h et de Taulé, après avoir traversé cinq communes. Les caractéristiques hydrologiques du Jarlot sont données par la station hydrologique située sur la commune de Plougonven. Le débit moyen mensuel est de 0,732 m3/s. Le débit moyen journalier maximum est de 7,81 m3/s, atteint lors de la crue du 11 février 1974. Le débit instantané maximal est quant à lui de 13,2 m3/s, atteint le 3 juin 2018.

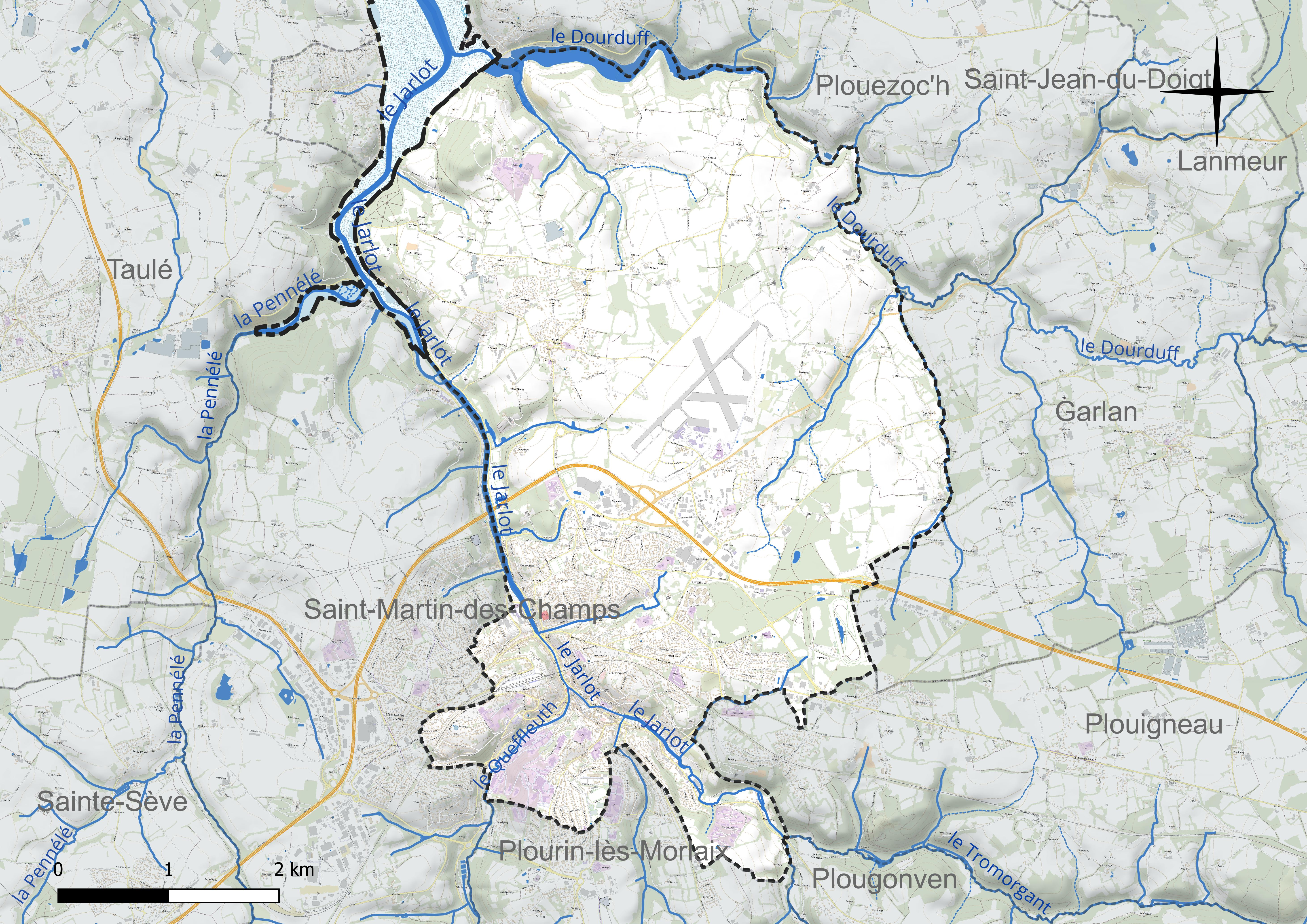
Réseau hydrographique de Morlaix.

Le Queffleuth, d'une longueur de 21 km, prend sa source dans la commune de Plounéour-Ménez et se jette  dans le Jarlot sur la commune, après avoir traversé six communes. Les caractéristiques hydrologiques du Queffleuth sont données par la station hydrologique située sur la commune de Plourin-lès-Morlaix. Le débit moyen mensuel est de 1,73 m3/s. Le débit moyen journalier maximum est de 25,7 m3/s, atteint lors de la crue du 26 janvier 1995. Le débit instantané maximal est quant à lui de 43,5 m3/s, atteint le 12 décembre 2000.
Le Tromorgant, d'une longueur de 17 km, prend sa source dans la commune de Lannéanou et se jette  dans le Jarlot à Plougonven, après avoir traversé quatre communes. Les caractéristiques hydrologiques du Tromorgant sont données par la station hydrologique située sur la commune de Plougonven. Le débit moyen mensuel est de 0,617 m3/s. Le débit moyen journalier maximum est de 7,58 m3/s, atteint lors de la crue du 26 janvier 1995. Le débit instantané maximal est quant à lui de 9,68 m3/s, atteint le 6 février 2014.

#### Inondations
En raison de cette situation géographique, Morlaix est périodiquement victime d'importantes inondations (particulièrement en 1880, 1883, 1925, 1974 ; celle du 11 février 1974 fut l'inondation la plus importante de son histoire ), 2000, 2012, 2013 et 2014, probablement aggravées par la couverture de la rivière de Morlaix et du port. La suppression du bocage en amont du bassin versant du fait de la modernisation des pratiques agricoles renforce également le ruissellement vers les cours d'eau et accentue la vitesse de montée des eaux en aval.
Un reprofilage des galeries souterraines permettrait, selon le bureau d'études Egis Eau, de parer aux risques des inondations trentennales.

#### Recouvrement progressif de la Rivière de Morlaix
Afin de gagner de la place, la ville de Morlaix a fait le choix de recouvrir la Rivière de Morlaix : en 1728 les premiers travaux créent, devant l'actuel hôtel de ville la place de l'Éperon ; un recouvrement supplémentaire jusqu'à l'église Saint-Mélaine crée l'actuelle place des Otages.
En 1897 le bassin à flot subsistant est encore réduit, ce qui permet la construction de la place Cornic. Enfin en 1961 un nouveau recouvrement entraîne la destruction du pont tournant pour piétons qui datait de 1858 et permet d'édifier la place De Gaulle.
Confrontée à des inondations chroniques, la communauté d'agglomération a commandé en 2021 une étude qui conclut que la solution la plus efficace serait de redécouvrir une partie des galeries souterraines qui canalise l'eau du Jarlot et du Queffleuth entre le kiosque à musique et le bassin à flot, tout en maintenant couvert près du pied du viaduc et au niveau de la place Charles-de-Gaulle.

### Climat
Le climat qui caractérise la commune est qualifié, en 2010, de « climat océanique franc », selon la typologie des climats de la France qui compte alors huit grands types de climats en métropole. En 2020, la commune ressort du type « climat océanique » dans la classification établie par Météo-France, qui ne compte désormais, en première approche, que cinq grands types de climats en métropole. Ce type de climat se traduit par des températures douces et une pluviométrie relativement abondante (en liaison avec les perturbations venant de l'Atlantique), répartie tout au long de l'année avec un léger maximum d'octobre à février.
Les paramètres climatiques qui ont permis d'établir la typologie de 2010 comportent six variables pour les températures et huit pour les précipitations, dont les valeurs correspondent à la normale 1971-2000. Les sept principales variables caractérisant la commune sont présentées dans l'encadré ci-après.
| Paramètres climatiques communaux sur la période 1971-2000 - Moyenne annuelle de température : 11,4 °C - Nombre de jours avec une température inférieure à −5 °C : 0,6 j - Nombre de jours avec une température supérieure à 30 °C : 0,5 j - Amplitude thermique annuelle : 9,8 °C - Cumuls annuels de précipitation : 922 mm - Nombre de jours de précipitation en janvier : 14,8 j - Nombre de jours de précipitation en juillet : 7,6 j |

Avec le changement climatique, ces variables ont évolué. Une étude réalisée en 2014 par la Direction générale de l'Énergie et du Climat complétée par des études régionales prévoit en effet que la température moyenne devrait croître et la pluviométrie moyenne baisser, avec toutefois de fortes variations régionales. La station météorologique de Météo-France installée sur la commune et mise en service en 1977 permet de connaître l'évolution des indicateurs météorologiques. Le tableau détaillé pour la période 1981-2010 est présenté ci-après.
| Mois                                  | jan.            | fév.            | mars          | avril           | mai           | juin          | jui.          | août          | sep.          | oct.            | nov.            | déc.            | année     |
| ------------------------------------- | --------------- | --------------- | ------------- | --------------- | ------------- | ------------- | ------------- | ------------- | ------------- | --------------- | --------------- | --------------- | --------- |
| Température minimale moyenne (°C)     | 3,8             | 3,4             | 4,6           | 5,1             | 8             | 10,5          | 12,5          | 12,4          | 10,5          | 8,7             | 5,9             | 4               | 7,5       |
| Température moyenne (°C)              | 6,7             | 6,7             | 8,4           | 9,5             | 12,5          | 15            | 17            | 17            | 15,2          | 12,6            | 9,2             | 7,1             | 11,4      |
| Température maximale moyenne (°C)     | 9,6             | 10              | 12,2          | 13,9            | 17,1          | 19,6          | 21,5          | 21,7          | 19,9          | 16,4            | 12,6            | 10,2            | 15,4      |
| Record de froid (°C) date du record   | −9,2 17.01.1985 | −9,5 19.02.1985 | −5,3 02.03.04 | −3,8 05.04.1990 | −1,3 13.05.10 | 2,2 01.06.06  | 4,5 02.07.11  | 3,1 30.08.11  | 0,2 20.09.12  | −4,6 29.10.1997 | −6 29.11.10     | −7,6 11.12.1991 | −9,5 1985 |
| Record de chaleur (°C) date du record | 16,5 26.01.1983 | 19,6 23.02.1990 | 25 20.03.05   | 27,2 20.04.11   | 29,5 30.05.03 | 33,4 26.06.11 | 36,6 18.07.06 | 36,5 08.08.03 | 31,2 20.09.03 | 30,4 01.10.11   | 21,4 02.11.1982 | 18,5 02.12.1985 | 36,6 2006 |
| Précipitations (mm)                   | 112,2           | 87,4            | 77,6          | 75,6            | 69,7          | 50            | 52            | 51,1          | 66,5          | 102,3           | 108,3           | 123,6           | 976,3     |

## Urbanisme

### Typologie
Au 1er janvier 2024, Morlaix est catégorisée centre urbain intermédiaire, selon la nouvelle grille communale de densité à 7 niveaux définie par l'Insee en 2022.
Elle appartient à l'unité urbaine de Morlaix, une agglomération intra-départementale dont elle est ville-centre,. Par ailleurs la commune fait partie de l'aire d'attraction de Morlaix, dont elle est la commune-centre,. Cette aire, qui regroupe 24 communes, est catégorisée dans les aires de 50 000 à moins de 200 000 habitants,.
La commune, bordée par la Manche, est également une commune littorale au sens de la loi du 3 janvier 1986, dite loi littoral. Des dispositions spécifiques d'urbanisme s'y appliquent dès lors afin de préserver les espaces naturels, les sites, les paysages et l'équilibre écologique du littoral, tel le principe d'inconstructibilité, en dehors des espaces urbanisés, sur la bande littorale des 100 mètres, ou plus si le plan local d'urbanisme le prévoit.

### Occupation des sols
L'occupation des sols de la commune, telle qu'elle ressort de la base de données européenne d'occupation biophysique des sols Corine Land Cover (CLC), est marquée par l'importance des territoires agricoles (51 % en 2018), en diminution par rapport à 1990 (54,1 %). La répartition détaillée en 2018 est la suivante : zones agricoles hétérogènes (35,8 %), zones urbanisées (25,5 %), terres arables (15,2 %), forêts (13,5 %), zones industrielles ou commerciales et réseaux de communication (9 %), espaces verts artificialisés, non agricoles (0,7 %), zones humides côtières (0,3 %). L'évolution de l'occupation des sols de la commune et de ses infrastructures peut être observée sur les différentes représentations cartographiques du territoire : la carte de Cassini (XVIIIe siècle), la carte d'état-major (1820-1866) et les cartes ou photos aériennes de l'IGN pour la période actuelle (1950 à aujourd'hui).

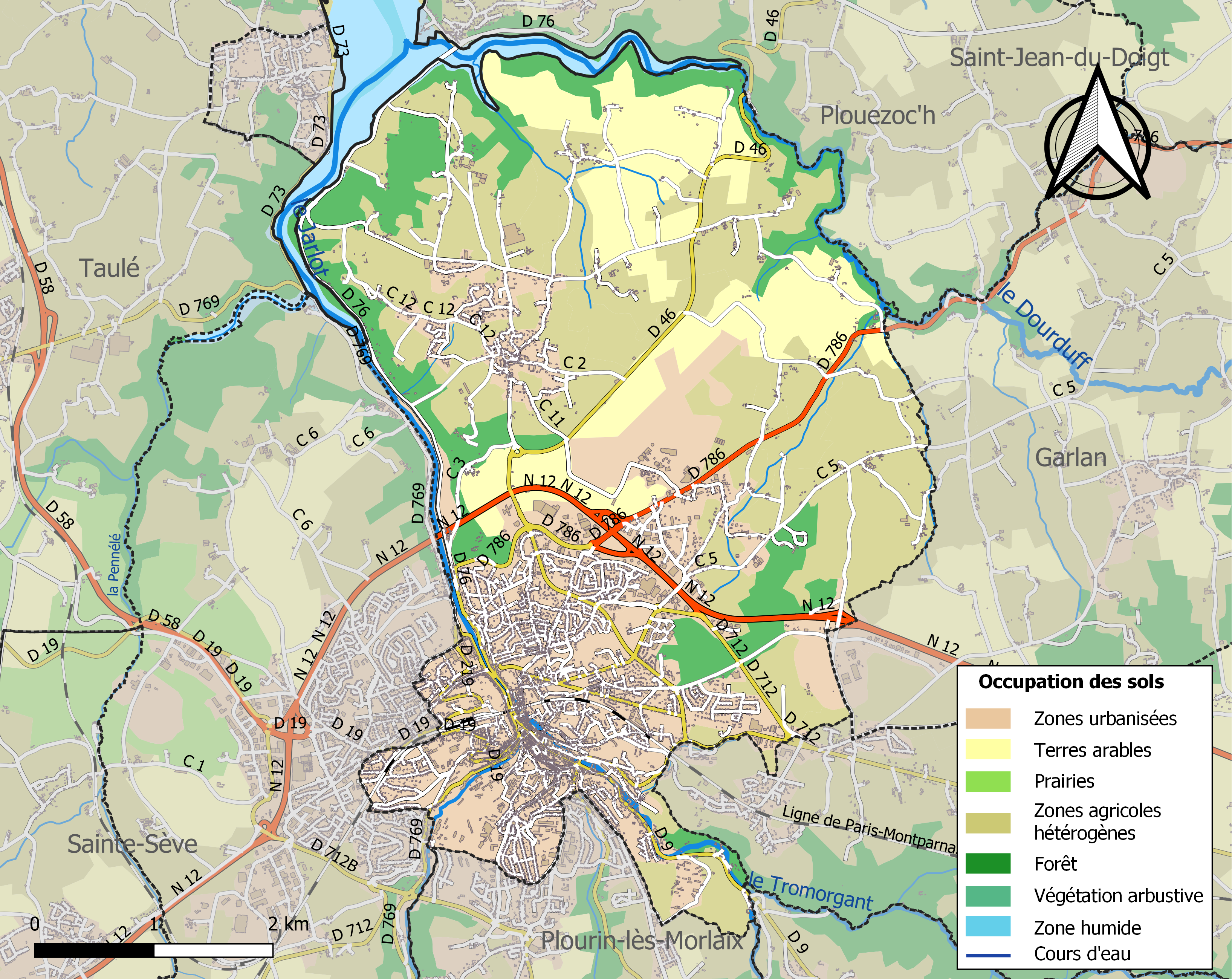
Carte des infrastructures et de l'occupation des sols de la commune en 2018 (CLC).

### Hameaux, lieux-dits et quartiers
Au nord du territoire communal se trouvent le bourg de Ploujean, Suscinio, l'aéroport de Morlaix Ploujean, la Boissière, Coatserho et la Vierge Noire sur le territoire de l'ancienne commune.
À l'ouest, à la limite avec Saint-Martin-des-Champs, se trouve le quartier de la gare, du Porsmeur et le quartier Saint Augustin.
Enfin, au sud, on retrouve le centre, le quartier Saint-Mathieu ainsi que le quartier de l'hôpital (pôle santé), partagé avec Plourin-lès-Morlaix.

### Logement
En 2022, le nombre total de logements dans la commune était de 9 924, alors qu'il était de 9 820 en 2016.
Parmi ces logements, 81,6 % étaient des résidences principales, 4,5 % des résidences secondaires et 13,9 % des logements vacants. Ces logements étaient pour 46,5 % d'entre eux des maisons individuelles et pour 52,9 % des appartements.
La proportion des résidences principales, propriétés de leurs occupants était en 2022 de 51,1 %, stable par rapport à 2016 (51,0 %). La part de logements HLM loués vides était de 15,0 % en 2022 contre 15,2 % en 2016, leur nombre étant cependant en légère hausse, 1 215 contre 1 185.
Ainsi, sur l'ensemble des résidences principales (soit 8 102), on observe 7,1 % de studios, 16,2 % de deux pièces, 21,9 % de trois pièces, 21,6 % de quatre pièces et 33,2 % de cinq pièces ou plus.
Toujours dans les résidences principales, le nombre moyen de pièces par maison en 2022 était de 5,0 (contre 4,8 en 2016) et était de 2,8 pour les appartements (équivalent par rapport à 2016), ce qui donne une moyenne d'environ 3,9 pièces par résidence principale en 2022 contre 3,8 en 2016.

### Risques naturels et technologiques

#### Risque inondation
La zone inondable comporte 350 logements et une centaine de commerces : 700 habitants sont concernés.

#### Risque tempête
En moyenne on observe chaque année deux à trois tempêtes dépassant les 110 km/h dans le Finistère.
La tempête se forme généralement sur l'Océan Atlantique, en automne et en hiver. Elle peut se traduire par des vents forts, des pluies potentiellement importantes, une hausse temporaire du niveau de la marée, des vagues.
Morlaix se situant en fond de ria, le phénomène des vagues n'a que peu d'incidence sur la commune, jusqu'à présent. Les pluies abondantes et les surcotes de marée favorisent cependant le risque inondation.

#### Risque de mouvements de terrains
On distingue deux types d'aléas :
- le retrait-gonflement argiles, les sols argileux se situant surtout dans le nord de la commune à l'est de Ploujean et près des rivières[35] ;
- les cavités souterraines : Morlaix comporte sept cavités dont six sont d'ouvrage militaire, celle restante étant d'ouvrage civil. Elles se situent toutes au nord de la commune[36].

#### Risque sismique, nucléaire, TMD
Ce type de risque n'est pas recensé à Morlaix.

## Toponymie
Le nom en breton est Montroulez [mɔ̃nˈtruːles]

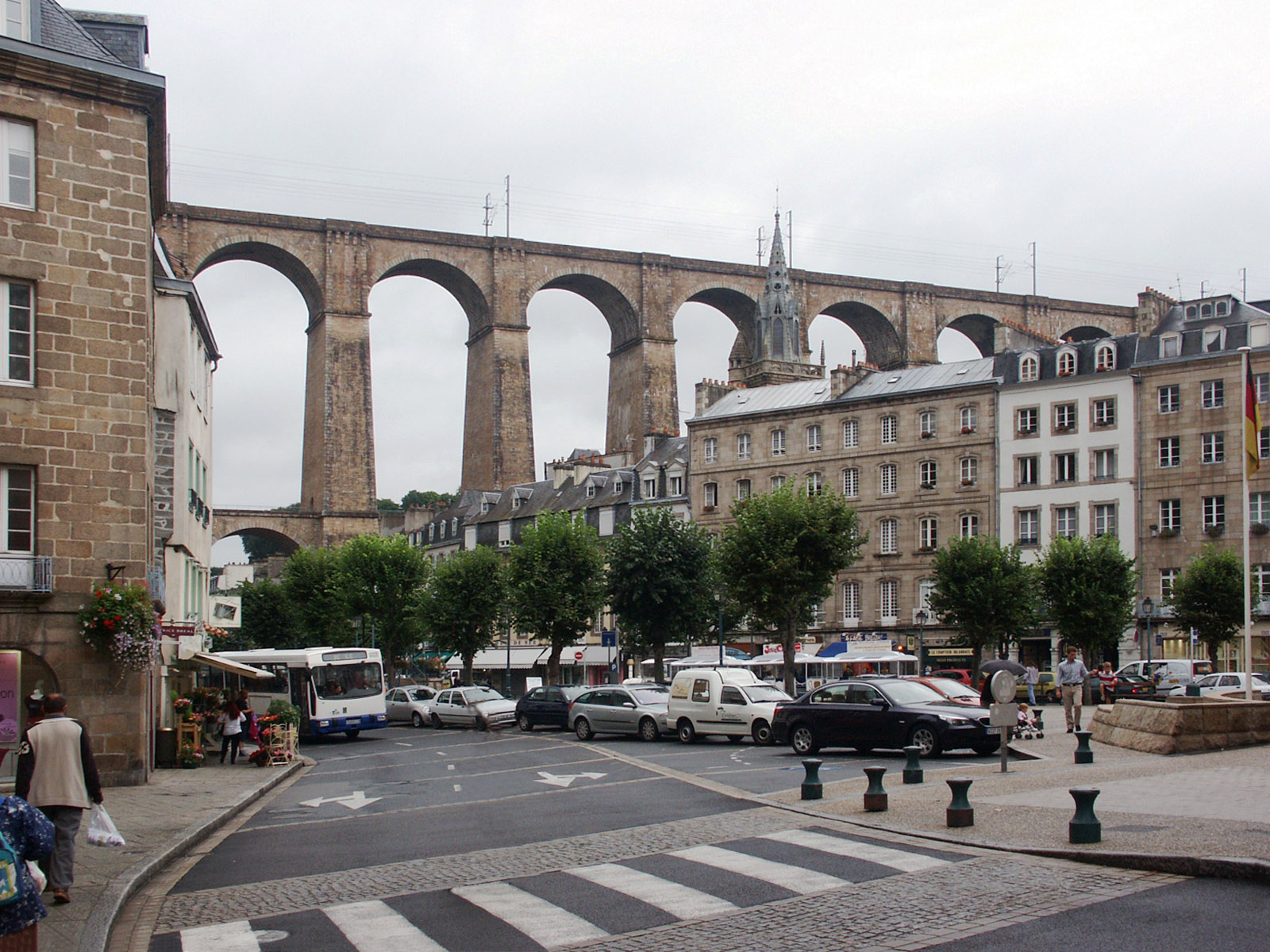
Viaduc, place des Otages.

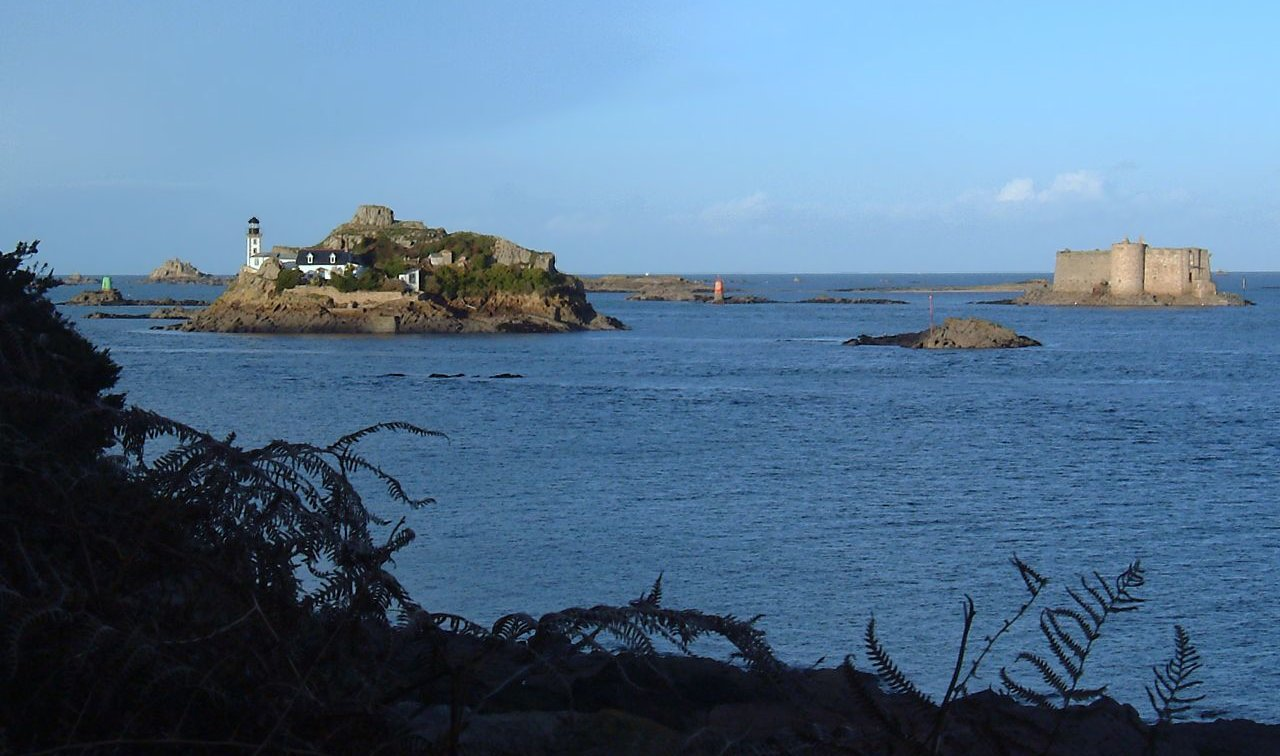
Baie de Morlaix, château du Taureau.

Le nom de la localité est attesté sous les formes [Hamon de] Mont Relays au XIIe siècle (Roman d'Aquin); Mons Relaxus en 1128; Montem Relaxum en 1154; Montrelais en 1215; Montereleis en 1217; Montrelez en 1304; Montrelais en 1304, 1316 : [Sancti Martini de] Monto Relaxo en 1316; Montrelez en 1352, Monte Relaxo en 1363; Morloys en 1371; Montrelez en 1381; Morlaix en 1420; Morleix en 1462, Morlais en 1719,.
Les anciens auteurs se sont plu à faire des jeux de mots à propos de cette étymologie : certains ont voulu lui donner une étymologie celtique, par exemple mor-lès ou mor-laez « près de la mer » ou « mer de lait ». Le Baron de Wismes donne au XIXe siècle une origine fantaisiste, estimant que le nom provient de l'expression « s'ils te mordent, mords-les », ce qui désigne les Anglais et fait référence à l'héroïque résistance de la cité face aux corsaires anglais en 1512 ; cela a été gardé comme devise officielle (à noter d'ailleurs que cette devise est quasiment unique en son genre)[pourquoi ?]. Dans un texte de 1128 (le plus ancien [?]) qui est rédigé en latin médiéval, le lieu est mentionné sous la forme Mons Relaxus (Acte de Fondation de Saint Martin). En effet, le 12 mars 1128, le vicomte Hervé de Léon fait don aux moines de Marmoutier d'une terre « juxta Castrum meum, quod vocatur Mons Relaxus » (« auprès de mon château fort qui est appelé Morlaix »). Cette forme, ainsi que les suivantes, est une latinisation médiévale à partir de l'ancien français.
Les toponymistes n'ont généralement pas tenu compte des formes latinisées pour pouvoir proposer, sans conviction, un toponyme en -(i)acum, précédé du nom de personne latin *Maurilius ou Maurellus,. Cette hypothèse a été rejetée, sur la base de son incompatibilité avec les formes anciennes. Une première explication mettant en avant la topographie à partir du stock de formes anciennes a été proposée, à savoir un « Mont Relais » au sens de en « mont découpé par des vallées », mais le mot latin relaxus (ou ancien français relais) n'a pas ce sens. En réalité, le toponyme Morlaix semble peu ancien et représenterait alors l'ancien français mont au sens de « colline » (le mot colline étant un emprunt de la renaissance à l'italien) et releis « délaissé, abandonné » ou relais « ce qui est laissé », substantif post-verbal, d'emploi technique depuis le XIIe siècle et qui a donné le français relais attesté en 1662 encore au sens de « terrain laissé à découvert par un fleuve, par la mer » (Colbert, Lett., 26 oct. ds DG). Il s'agit du déverbal du verbe relaisser. Il apparaîtrait alors comme une « colline délaissée » du moins quand elle a reçu ce nom, comprendre sans doute « colline délaissée, épargnée par le fleuve, la mer » ou « colline laissée à découvert par le fleuve ou la mer » plutôt que « par ses habitants ».

## Histoire

### Protohistoire
Entre le IVe et le IIIe millénaire av. J.-C., les hommes construisirent des cairns comme celui de Barnenez, non loin de Morlaix.

### Antiquité
Morlaix, qui faisait partie à l'époque gauloise du territoire des Osismes, fut à l'origine un oppidum transformé ensuite en castrum romain, situé sur la colline du "Parc-au-Duc", qui domine la ria du Dossen et est située au sud-ouest du centre de la ville actuelle, dans la partie ouest de la presqu'île de confluence formée par le Jarlot et le Queffleuth. La ville, à l'époque un village fortifié sous le Bas-Empire romain, s'est développée initialement au pied de cet oppidum, au niveau du premier gué permettant de traverser le Queffleuth en remontant depuis la ria, dans un site doc de fond d'estuaire, un passage obligé comme l'atteste le croisement en ce point ds six voies romaines venant de Landerneau, Vorganium (Kerilien en Plounéventer), Saint-Pol-de-Léon, Lannion, Fanum Martis (Corseul) et Vorgium (Carhaix-Plouguer).

### Moyen Âge
C'est vers l'an 1000 qu'un seigneur du Léon vient construire un château sur le site actuel de Morlaix, entre les rivières du Queffleuth et du Jarlot. Là, dans la presqu'île de confluence, naît un village à l'abri de la forteresse vivant principalement des activités liées à la pêche. Dès le XIe siècle, des moines venus de trois abbayes, celles de Saint-Mathieu de Fine-Terre, de Saint-Melaine de Rennes et de l'abbaye de Marmoutier, fondent les premiers établissements religieux de la ville, des prieurés, qui ont donné naissance aux trois faubourgs respectifs de Saint-Mathieu (au sud-est, alors sur le territoire de Plourin), de Saint-Melaine (au nord-est, alors sur le territoire de Ploujean) et de Saint-Martin (à l'ouest, alors sur le territoire de Pleyber-Christ),.

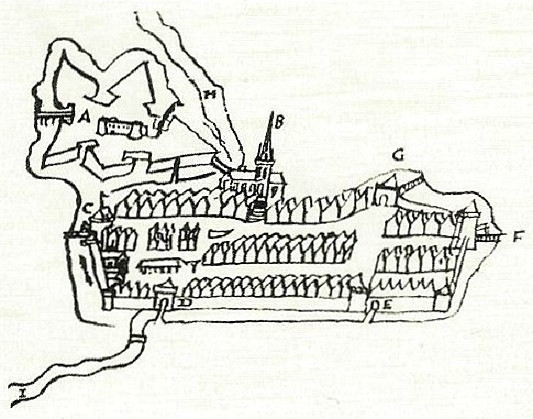
Plan de Morlaix en 1636 (mais c'est aussi le plan de la ville médiévale) par François-Nicolas Baudot Dubuisson-Aubenay.

La ville devient très convoitée entre les seigneurs du Léon et les ducs de Bretagne. En 1179, le duc de Bretagne Geoffroy prononce le rattachement de Morlaix au domaine ducal. Le vicomte du Léon Guyomarch provoque un soulèvement dans la ville et la récupère en 1186. L'année suivante, Henri II Plantagenêt met le siège devant la ville et s'en empare. Le duc Jean Ier le Roux met fin à ces querelles en attribuant une rente de 80 livres par an à Hervé IV de Léon. La ville connaît un premier essor économique au XIIIe siècle, marqué notamment par la construction du couvent des Dominicains en 1236 et la fondation par le duc Jean II de la collégiale Notre-Dame du Mur le 12 août 1295 pour servir de chapelle au château. Le duc Jean Ier le Roux a racheté la ville à Hervé IV de Léon en 1275 contre une rente de 80 livres.

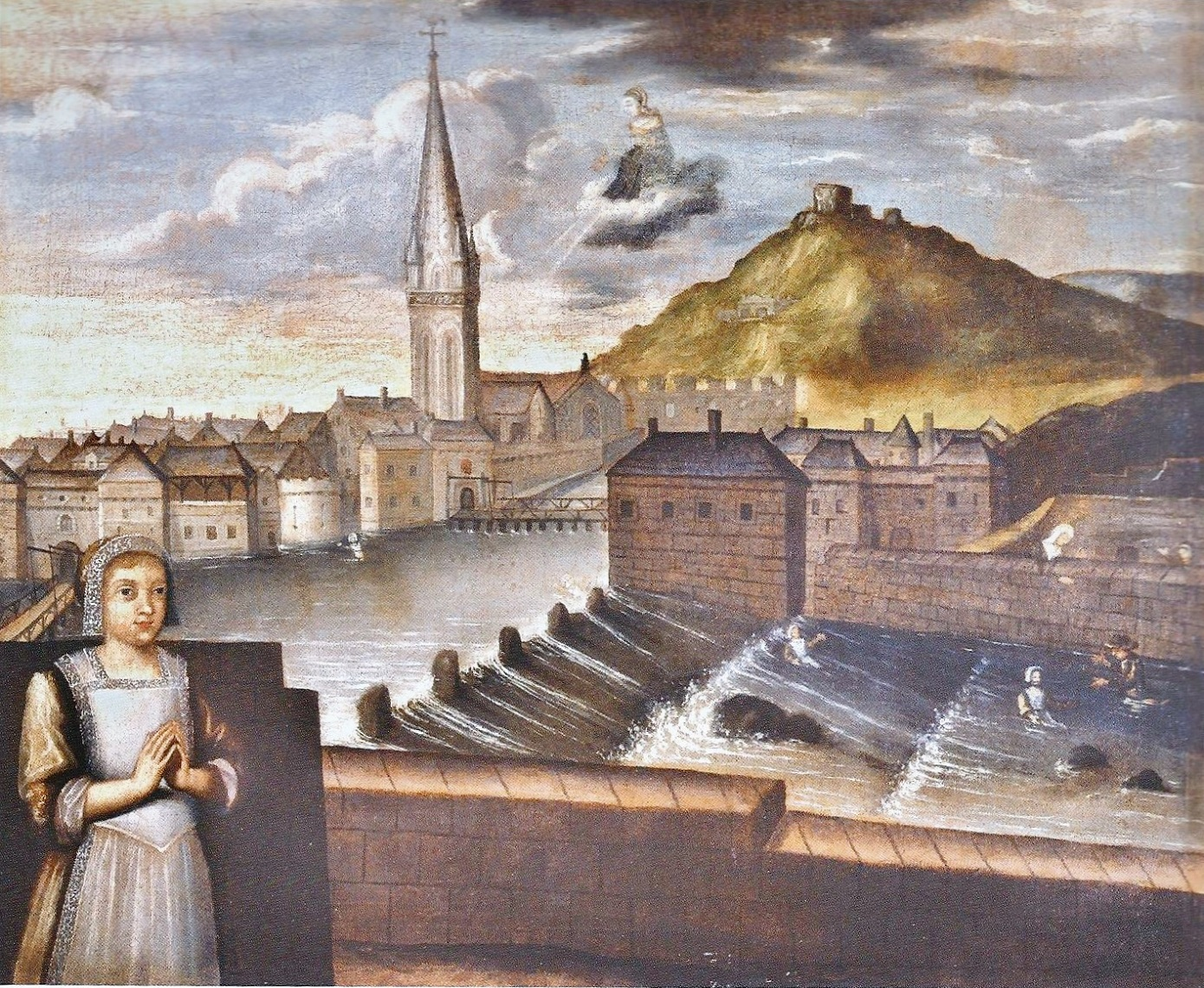
Ex-voto de Notre-Dame-du-Mur (ce tableau anonyme du XVIe siècle montre une partie de la ville intra-muros).

La ville, alors fortifiée (mais les murailles étaient d'importance modeste, la défense de la ville reposant essentiellement sur les deux cours d'eau qui l'enserraient et servaient de douves naturelles), possède cinq portes d'accès : les portes de Notre-Dame (au nord), de l'Hospital (au nord-est), de la Prison (au sud-est), de Saint-Mathieu (au sud) et de Bourret (à l'ouest). Intra-muros, la rue principale est un axe orienté du nord-ouest au sud-est allant de la porte Notre-Dame à la porte Saint-Mathieu, dite alors rue des Nobles (actuelle rue du Mur), la seconde rue importante lui étant perpendiculaire, allant de la porte de l'Hospital à la porte du Bourret (rue du Pavé, actuelle rue Carnot). Une chute d'eau aménagée à la jonction des deux cours d'eau alimentait les moulins du duc.
Morlaix est déjà une ville toilière au XIIe siècle : la confrérie de la Sainte-Trinité, qui regroupe les tisserands et marchands toiliers de la ville, est fondée en 1110 dans l'église Saint-Matthieu ; elle est transférée en 1295 dans l'église Notre-Dame-du-Mur, construite cette année-là, et jouissait de droits de préséance indiquant la place prépondérante qu'elle détenait dans la ville. La Vierge ouvrante de Notre-Dame-du-Mur fut commandée par cette puissante et riche confrérie au tout début du XVe siècle, qui disposait aussi dans cette église de la chapelle de la Trinité ornée d'un vitrail comportant leurs marques et insignes.
Pendant la guerre de Succession de Bretagne, en 1342, s'y déroule la bataille de Morlaix entre troupes françaises et anglaises.

### Renaissance

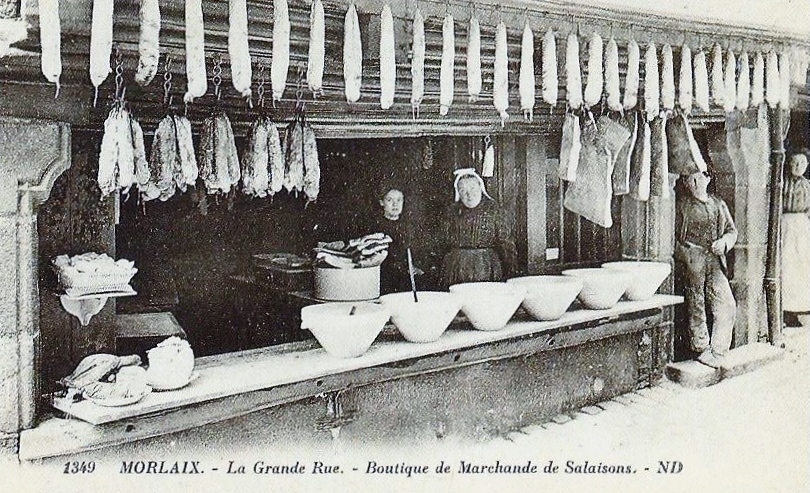
Ouvroir du 8, Grand Rue (maison construite vers 1530)

Alors que la duchesse Anne vient d'accéder à la couronne ducale, elle se voit isolée dans sa propre cour, qui en sa grande majorité ne lui accorde pas confiance. Contrairement aux dispositions du traité du Verger, signé en août 1488 par son père Louis XI et le duc de Bretagne François II (le père d'Anne, † dès septembre 1488), le roi de France Charles VIII envahit la Bretagne en janvier 1489. Des aides du roi Henri VII d'Angleterre débarquent donc à Morlaix pour aider la duchesse Anne en 1489, et elle se marie par procuration avec Maximilien d'Autriche en décembre 1490 à Rennes (formation d'un axe Angleterre-Habsbourg-Aragon-Castille contre la France). Mais finalement, Anne sera deux fois reine de France en épousant Charles VIII en décembre 1491 puis Louis XII en janvier 1499.
Lors d'un tour de Bretagne (qui différerait du Tro Breiz, pèlerinage traditionnel), la duchesse-reine de France Anne s'arrête à Morlaix et descend au couvent des Jacobins à l'été 1505 (sûrement le 4 septembre). Elle loge au couvent car le château doit être en réparation. Alors que la reine Anne fait son tour de Bretagne et remonte par le sud depuis Brest, la municipalité de Morlaix prépare l'entrée solennelle de la jeune reine. Cette entrée doit être l'occasion de somptueuses festivités. La ville organise alors l'édification d'un gigantesque arbre généalogique "vivant". Des figures représentaient la généalogie ancestrale et parfois mythique de la duchesse et reine. Au point culminant de cet arbre de Jessé, une femme incarnant la souveraine trônait. Cet arbre proclamait l'union entre le duché millénaire et le royaume de France, arborant des lys et des hermines, ce qui, d'après certains contemporains, ne manqua pas d'émouvoir la jeune femme. Elle y aurait fait célébrer le mariage (ou les fiançailles) de Jean de Laval et de Françoise de Foix-Lautrec, une parente (la mère d'Anne était Marguerite de Foix-Navarre). À l'occasion, on offre à la duchesse une hermine avec un collier de perles. Un mouvement brusque de l'animal effraie la reine. Pierre de Rohan s'adresse à la reine en ses mots : "Que craignez-vous, Madame ? Ce sont vos armes !".
Le roi François Ier, gendre de la duchesse-reine Anne, rendra également visite à la ville le 15 septembre 1518. En 1520, à la suite de l'échec de la rencontre du Camp du Drap d'Or, les relations entre les royaumes de France et d'Angleterre se dégradent et débouchent sur un rapprochement de cette dernière avec l'Espagne de Charles Quint. Ainsi, en 1522, une flotte anglaise attaque Cherbourg puis se dirige vers Morlaix où elle arrive début juillet. Le jour de l'attaque est choisi en fonction de la foire de Guingamp. Ainsi, tous les notables et surtout les soldats sont absents, laissant la ville sans défense. Une flotte de 60 navires, prévenue par un certain Latricle (lieutenant du capitaine de Morlaix), s'approche de la côte et débarque plusieurs centaines d'hommes déguisés en marchands pour ne pas éveiller la curiosité. La nuit venue, ils se dirigent vers la ville où ils ne rencontrent aucune résistance : une partie se dirige vers le château, une autre dans les faubourgs et une troisième reste cachée dans la forêt du Stivel. Dans le même temps, les navires remontent la rivière afin de débarquer directement des hommes dans la ville. Toutefois, ils sont bloqués par des arbres abattus dans le lit de la rivière. Ayant pris la ville, les Anglais se livrent au pillage, incendient les maisons et massacrent les habitants qui n'ont pu fuir. Le lendemain, prévenus par les habitants en fuite, les soldats de Guy XVI de Laval arrivent sur les lieux afin d'en chasser l'ennemi. Ce dernier, ayant découvert des victuailles et de nombreux fûts de vins, avait fêté la victoire toute la nuit et dormait, la plupart des soldats enivrés. Les Français massacrent tous les Anglais qu'ils trouvent, ces derniers offrant peu de résistance du fait des libations de la nuit précédente. À la suite de cet événement, il est décidé la construction du château du Taureau en baie de Morlaix en 1544. La résistance des habitants de Morlaix est rapidement colportée en un héroïque fait d'armes, probablement exagéré par rapport à une réalité vraisemblablement moins sanglante que ce qu'en dit un chroniqueur affirmant que « le sang des envahisseurs jaillissait des fontaines ».

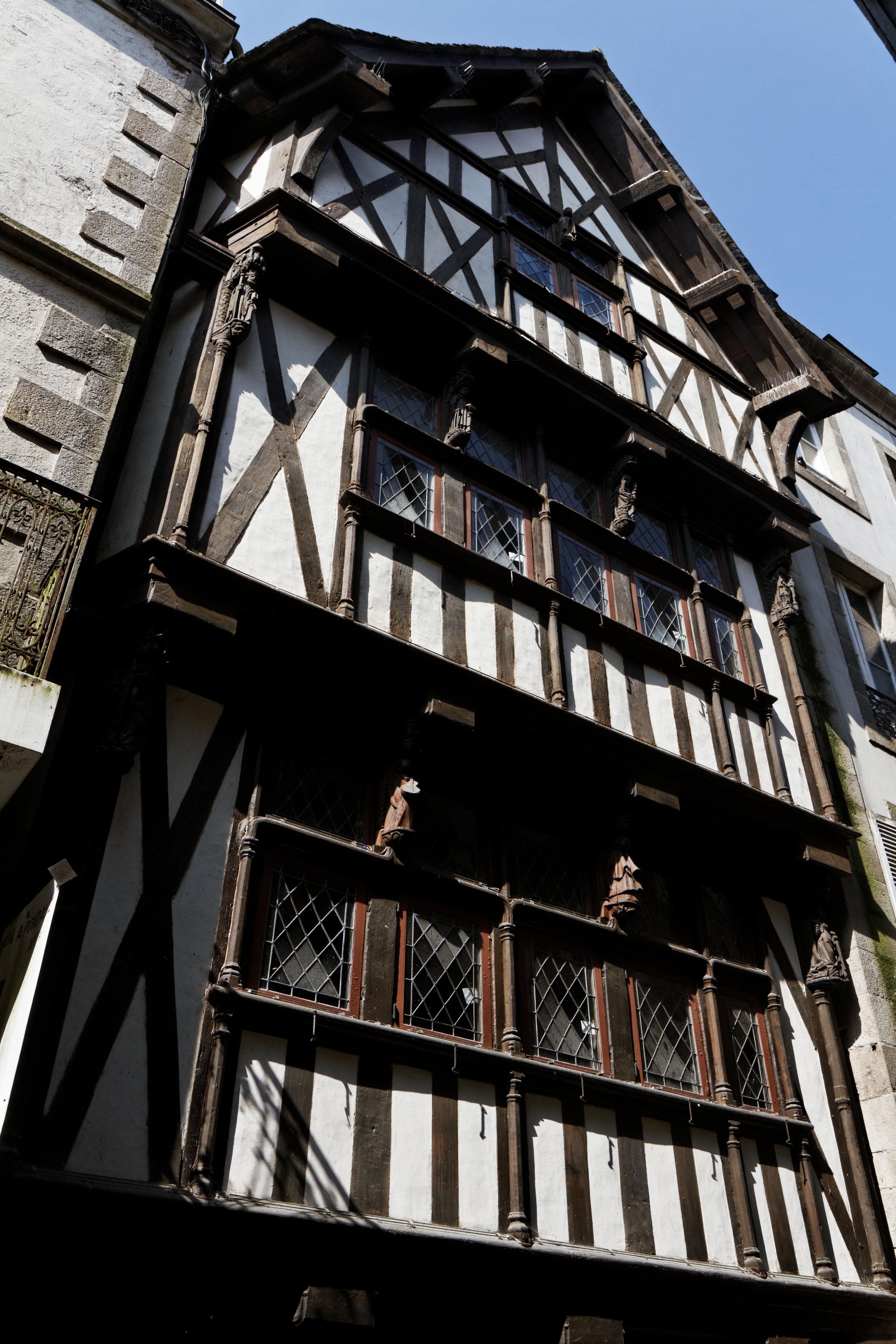
La maison à pondalez du 9, Grand-Rue

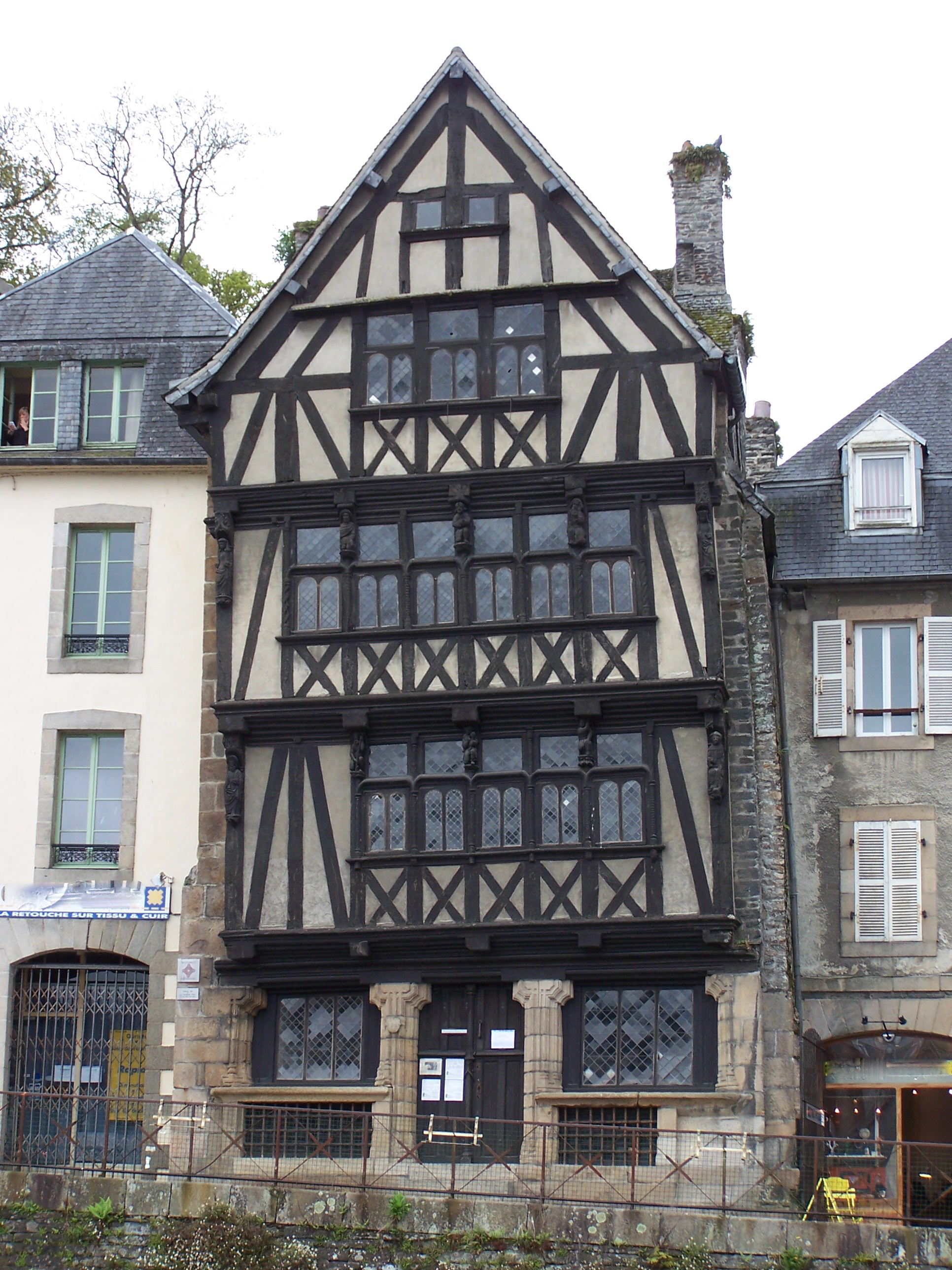
La maison dite de la duchesse Anne

Au début du XVIe siècle, autour de Morlaix, aussi bien en Léon qu'en Trégor, l'essor de la fabrication et de la vente des "crées", toiles de lin fort appréciées, notamment des Anglais, permit aux marchands morlaisiens de bâtir des fortunes colossales et facilita l'essor de la construction d'églises de style Beaumanoir, surtout défini par une façade à tour à court clocher ouvert, accolé d'une tourelle, et par un pignon à chevets multiples. De nombreux édifices religieux sont alors construits : la première pierre de l'église Saint-Melaine est posée en 1489, l'église Saint-Martin est achevée en 1514, la reconstruction de l'église Saint-Mathieu, commencée en 1498, s'achève en 1593 ; l'église du couvent des Cordeliers à Cuburien est achevée en 1530.
Les grands marchands morlaisiens construisirent, dans la Grand Rue, des maisons à pans de bois à façade étroite en raison d'un parcellaire lanièré dû au plan de lotissement établi pour la reconstruction après l'incendie de 1522, « de hautes maisons à pignon sur rue avec une entrée et couloir latéral, une boutique et une arrière-salle en enfilade, puis une cour et, dans l'étroite parcelle, un second logis. Pour faire communiquer le tout, un jeu de passages latéraux dans la cour et un escalier à vis qui les commande dans un angle (…). L'escalier a un noyau central fait d'une seule pièce (10  à   12 mètres) que rythme à chaque niveau des statues de la Vierge ou des saints d'excellente facture (…) ». Une dizaine de maisons à pans de bois possédant ou ayant possédé un escalier à pondalez sont encore recensées de nos jours à Morlaix (elles étaient plus nombreuses à l'époque, beaucoup ayant été détruites par la suite) dont la maison du 9, Grand-Rue (qui sert de musée) et celle dite de la Duchesse-Anne, bâtie vers 1530, sont de beaux exemples de ces maisons dites « à pondalez ».

« Du XVe siècle au XVIIe siècle, Morlaix écrit (…) l'une des pages les plus originales de l'histoire patrimoniale européenne en inventant un nouveau concept d'habitat, la maison à pondalez, véritable manoir urbain destiné à accueillir les marchands étrangers venant acheter les toiles locales dénommées "crées". (…) [Ces] maisons (…) [sont] remarquables par leur escalier en bois sculpté, leurs galeries donnant sur un vaste volume ouvert du rez-de-chaussée à la toiture, chauffé par une cheminée monumentale. (…) D'autres constructions originales, comme celles du quartier des Lances [sont] composées d'un alignement de maisons à porches. »

La plupart des marchands de Morlaix constructeurs de ces maisons appartiennent à la noblesse dormante, ce qui explique la présence d'écussons vierges, en attente d'être gravés, dans de nombreuses maisons à pondalez. Parmi eux, souvent issus de familles nobles de petite et moyenne extraction, Bernard Le Bihan, Hervé de Portzmoguer, François et Jean du Quélennec, Nicolas Coetanlem, Pierre L'Honoré, Jean de Kergus, etc. Ces maisons servent surtout à recevoir les marchands étrangers, leurs propriétaires préférant habiter dans des manoirs situés dans la campagne proche comme ceux de Kervézec en Garlan (François Rolland), de Coatserho et de Suscinio en Ploujean, de Penanvern en Plourin, de Kervern en Guimaëc, etc.

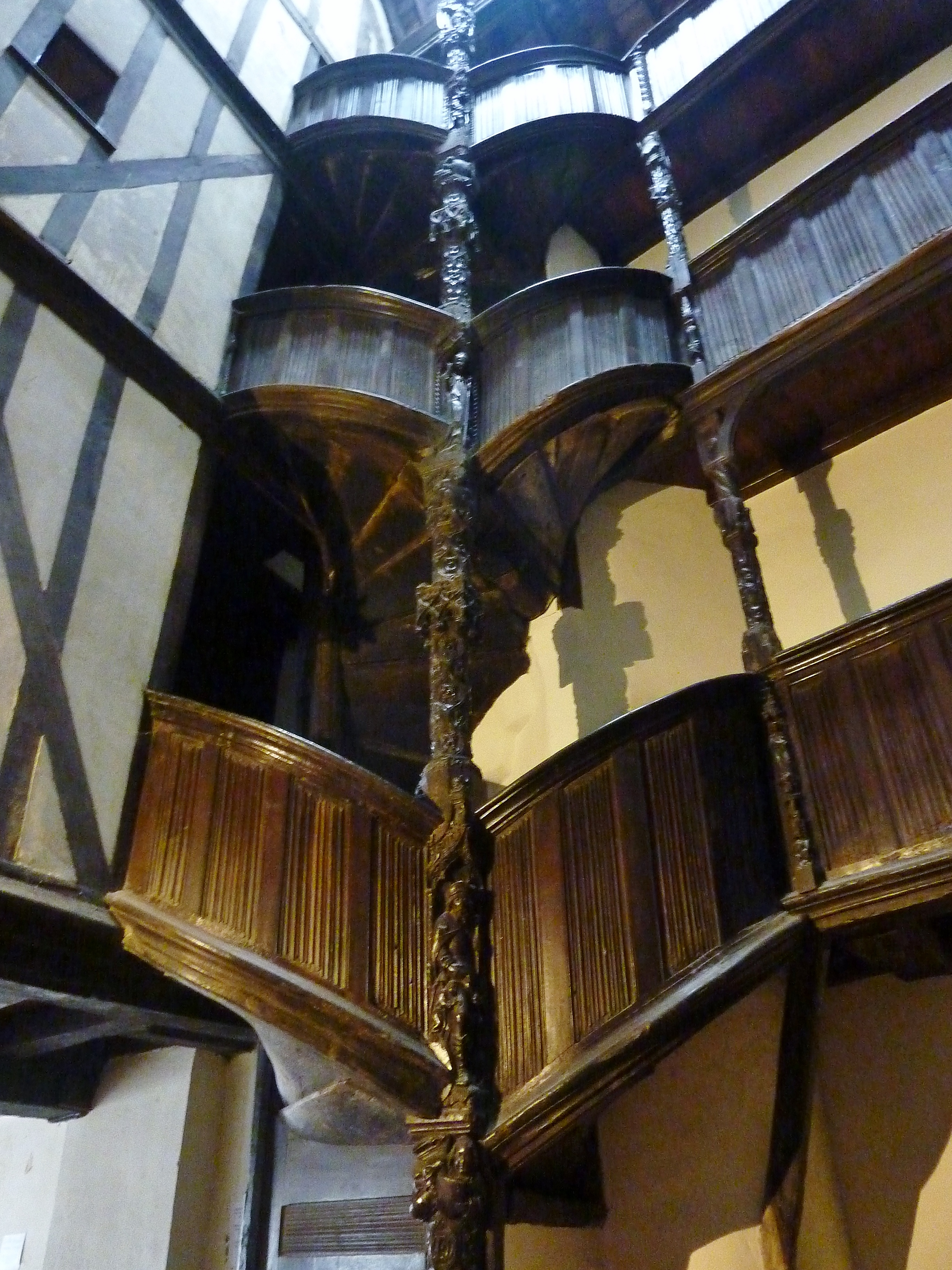
L'escalier de la maison à pondalez dite de la Duchesse Anne
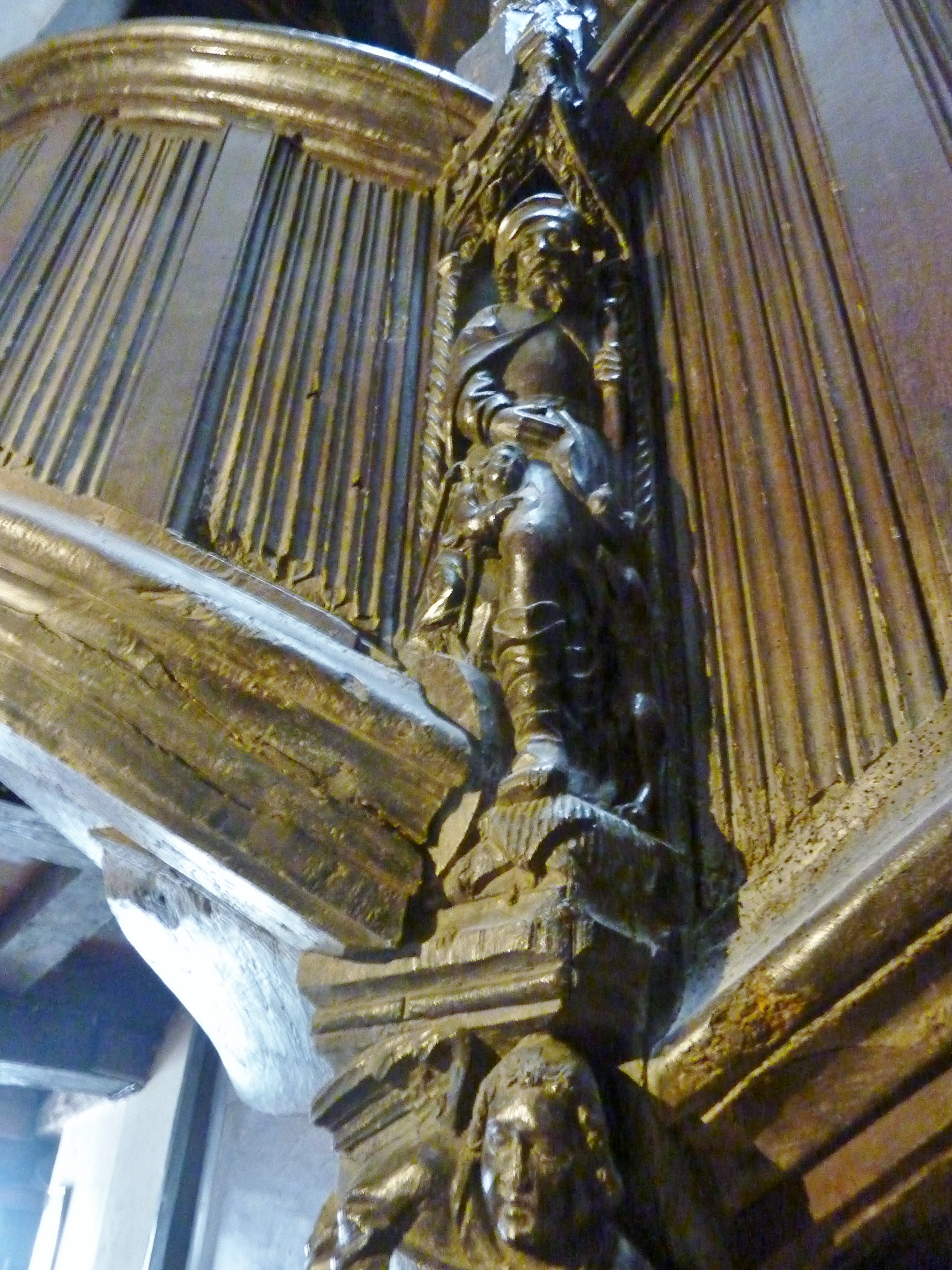
Détail de l'escalier de la maison à pondalez dite de la Duchesse Anne
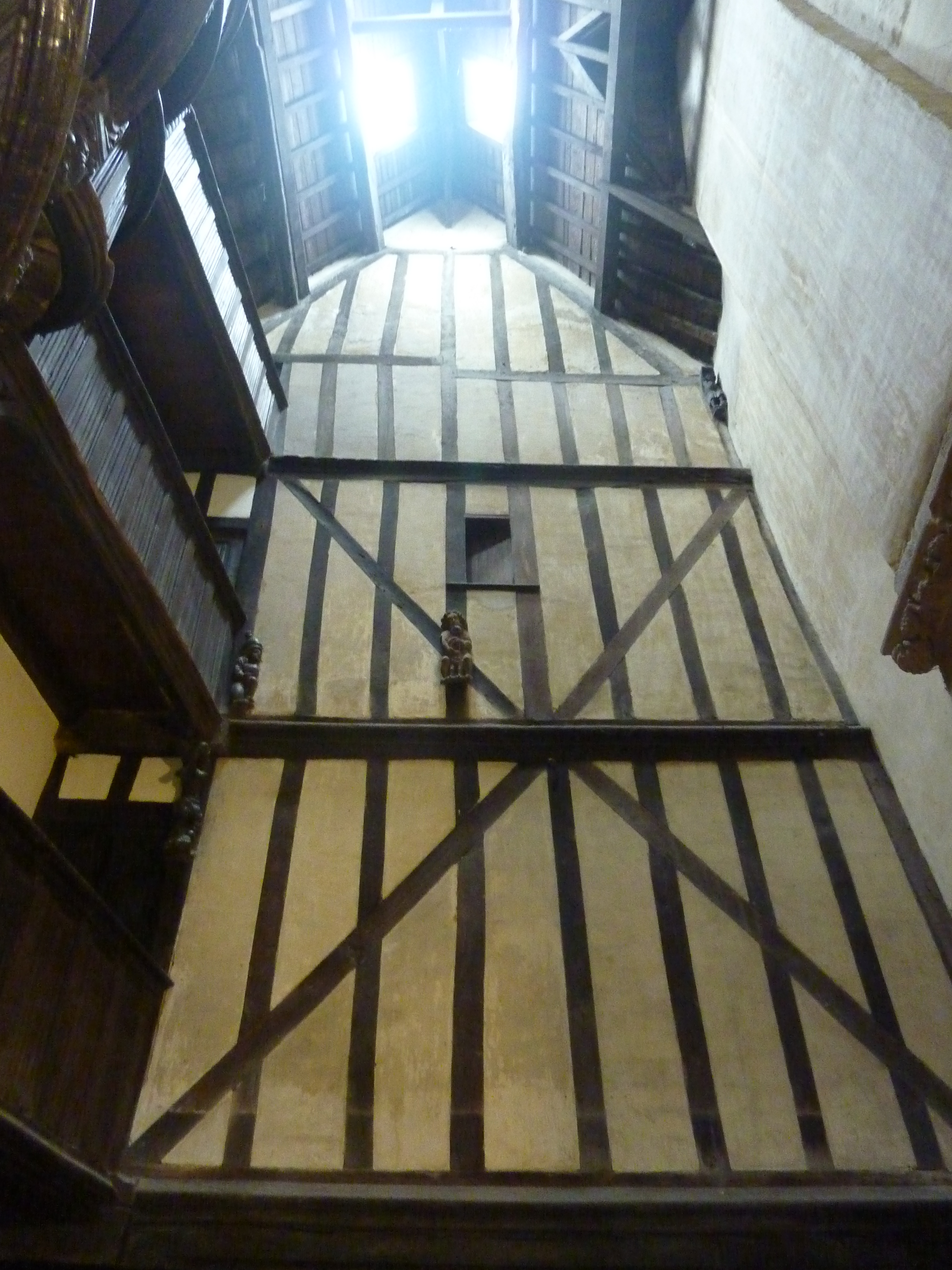
Maison à pondalez dite de la Duchesse Anne, vue intérieure
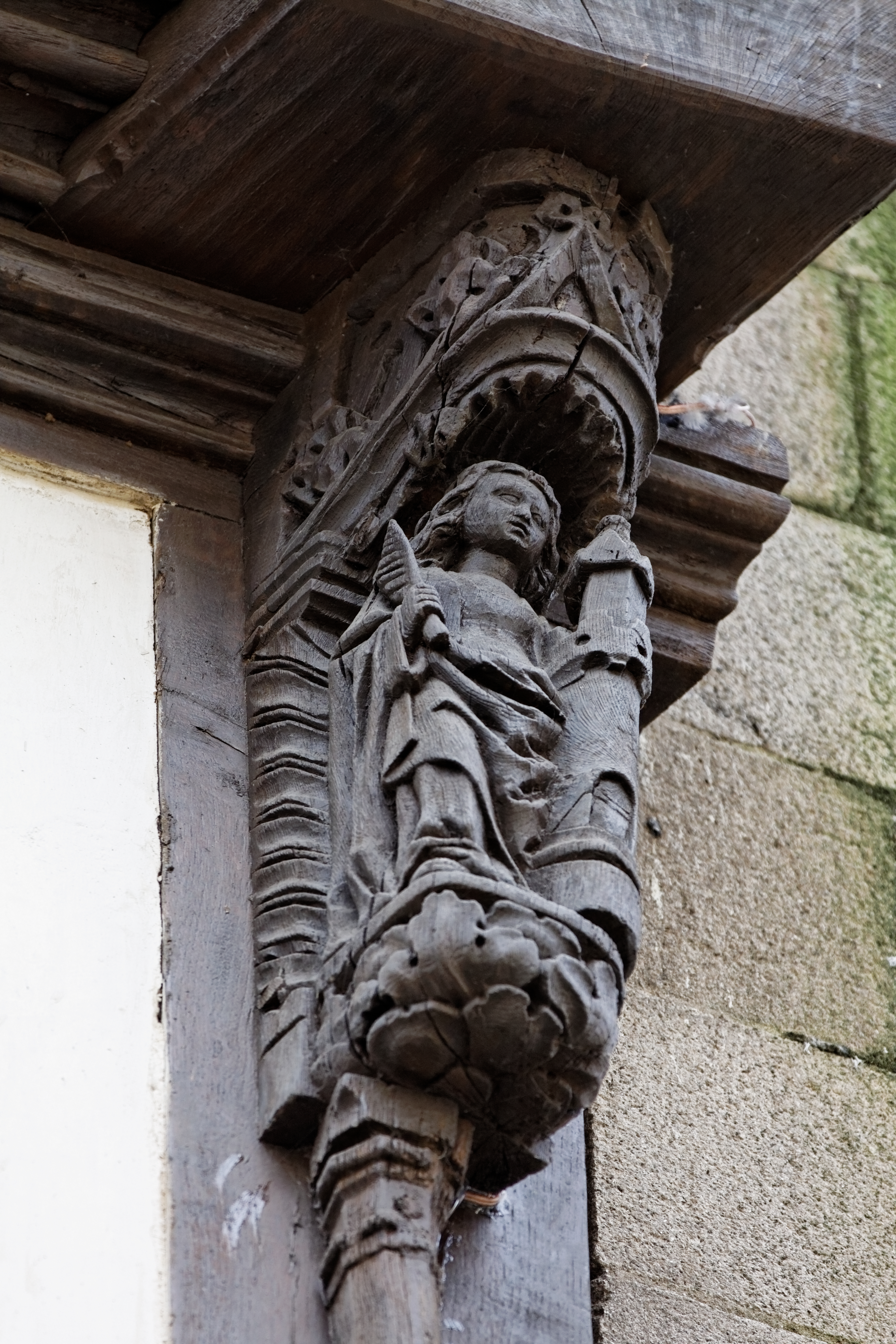
Statue de sainte Barbe (maison à pondalez du 9, Grand Rue)
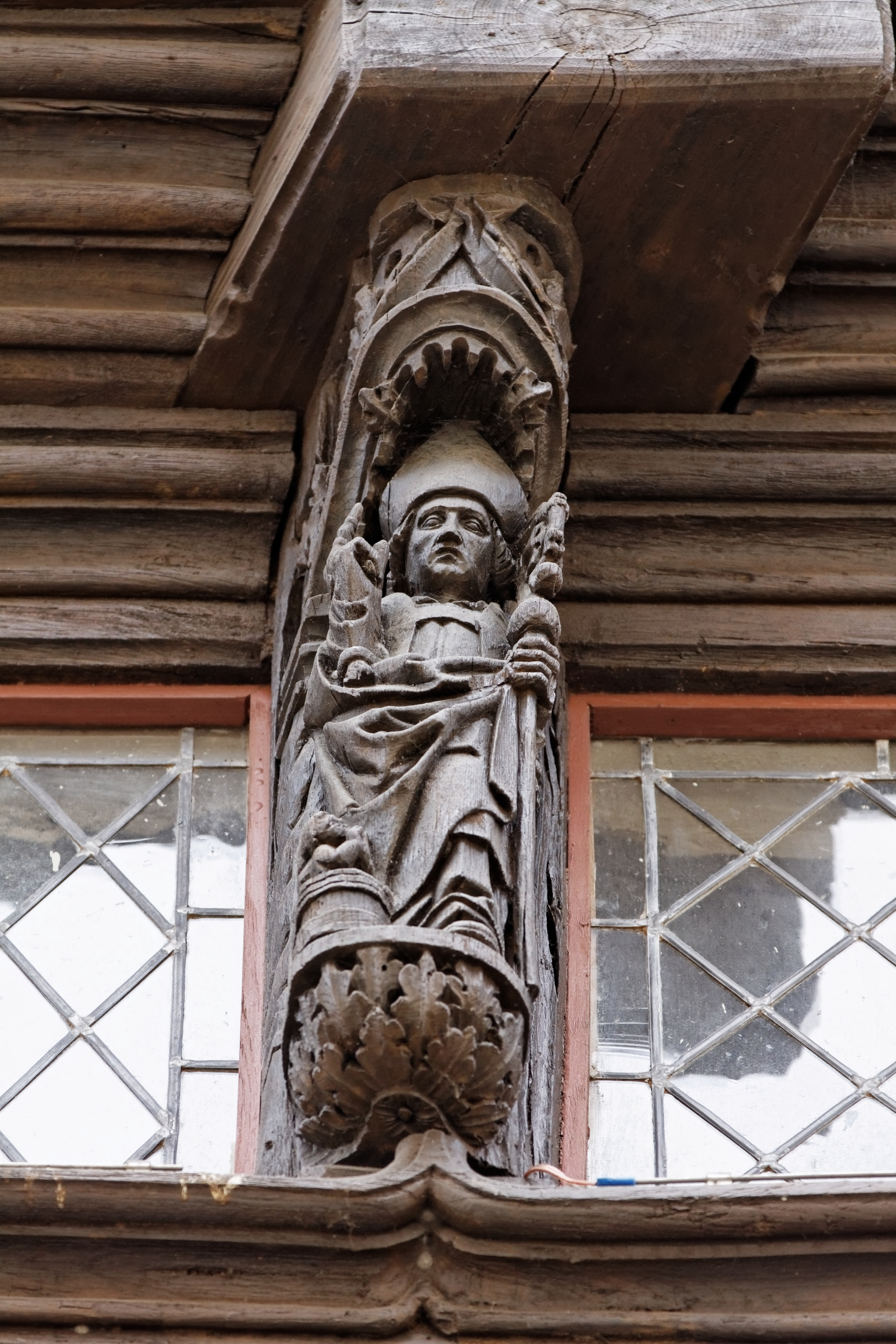
Statue de saint Nicolas (maison à pondalez du 9, Grand Rue)

Le 12 mars 1534, pendant la messe à l'église Saint-Melaine, Alain Guézennec, un protestant, « arracha le corps de Jésus-Christ [une hostie] des mains du prêtre, le jeta par terre et le foula aux pieds, pour lequel crime il fut brûlé vif ».
Par lettres patentes du roi Charles IX, Morlaix est autorisée à élire un corps de ville avec un maire en 1561. Après avoir débarqué à Roscoff, Marie Stuart fait une entrée triomphale à Morlaix en 1548. Après avoir assisté à un Te Deum en la collégiale Notre-Dame du Mur, Marie Stuart se rend au couvent où elle loge. Le pont-levis qu'elle emprunte s'écroule sous le poids du carrosse et des chevaliers écossais.
Le duc de Mercœur vient en 1583 à Morlaix pour recevoir des bourgeois l'hommage au roi. Après l'assassinat du second duc de Guise, Mercœur se sépare du roi Henri IV, proclame la Sainte Union et s'allie avec le gouverneur de la ville : Alexandre de Kergariou, qui avait été nommé à ce poste par le roi Henri III le 18 juillet 1586. Les ligueurs y règnent en maîtres. Mais la ville ne soutient pas les ligueurs qui se retrouvent obligés de prendre le château à la vue du renfort militaire français. Le maréchal d'Aumont vient alors en 1594 et assiège le château. Il fera porter sur la tour Saint-Matthieu des canons pour attaquer le château. Un membre de la communauté des orfèvres de Morlaix ouvre alors les portes pour faire entrer les soldats, évitant la destruction de la ville. C'est sous Pierre de Boiséon, gouverneur de Morlaix au début du XVIIe siècle, que commence la démolition du château ; les remparts, laissés à l'abandon au cours de ce même siècle, disparaissent progressivement et la démolition des portes de la ville est décidée le 14 mars 1687.
Morlaix au Moyen Âge a fait l'objet d'un article de l'historien Jean-Pierre Leguay.

### DuXVIIesiècleauXVIIIesiècle

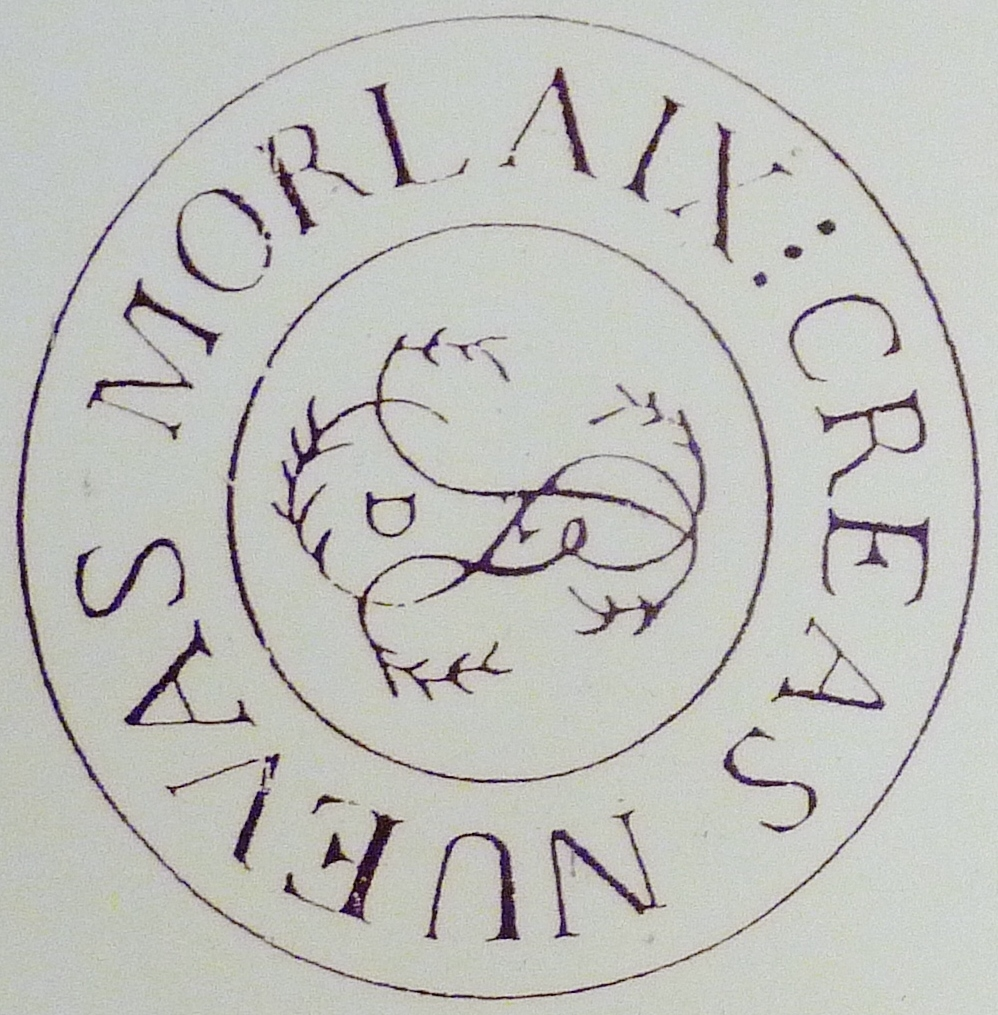
Timbre du bureau des toiles de Morlaix (fin du XVIIe siècle)

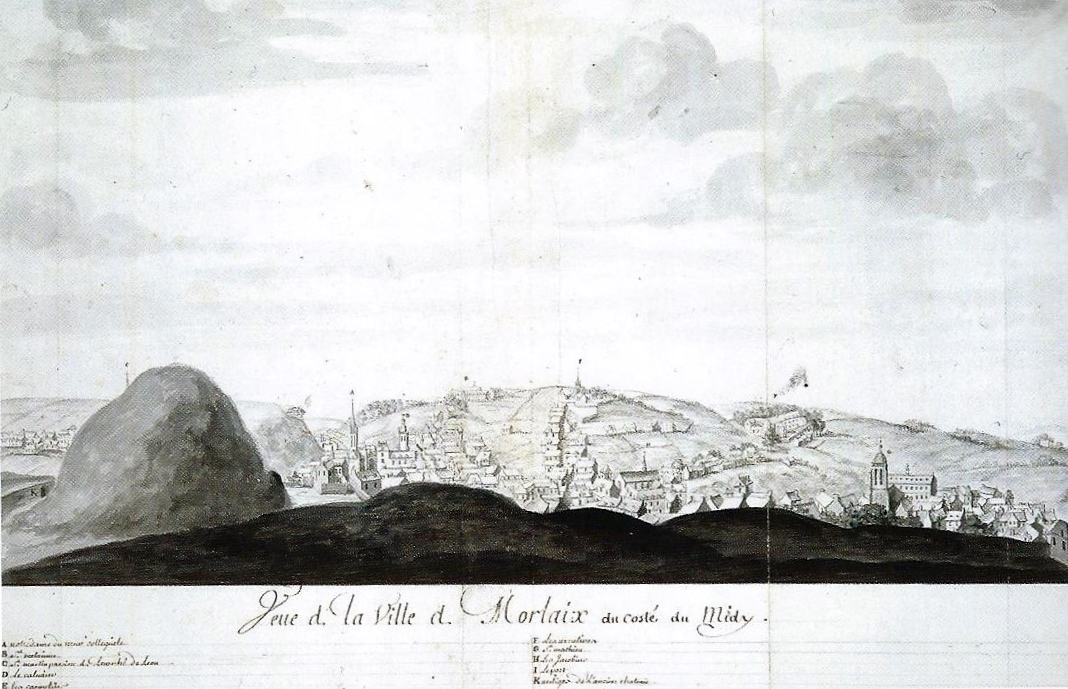
Dessin en perspective de la ville de Morlaix au milieu du XVIIIe siècle par Christophe-Paul de Robien

Après les guerres de religion, Morlaix profite pleinement de l'apogée du commerce de la toile de lin (les crées du Léon notamment, au XVIIe siècle, l'apogée se situant vers 1680 avec une production annuelle d'environ 66 000 pièces, avant de diminuer ensuite. La ville est le principal port d'exportation des toiles de lin de Basse-Bretagne vers l'Angleterre et de nombreux marchands britanniques s'installent sur ses quais. Il exporte aussi du papier produit également dans son arrière-pays et importe principalement du vin ; Charles Colbert de Croissy écrit en 1665 : « Le commerce de lad[ite] ville est assez considérable, et se fait tant des vins qu'ils tirent de Gascogne et autres lieux pour l'usage et la consommation du pays (…), plus le commerce des cuirs qui s'apprestent et se débitent dans le pais, comme aussi le commerce des chevaux, et enfin celluy des toiles qui est le plus considérable ». Mais, en raison des difficultés de navigation sur le Dossen, le trafic a déjà tendance à migrer en direction de ses avant-ports, Saint-Pol-de-Léon et surtout Roscoff.

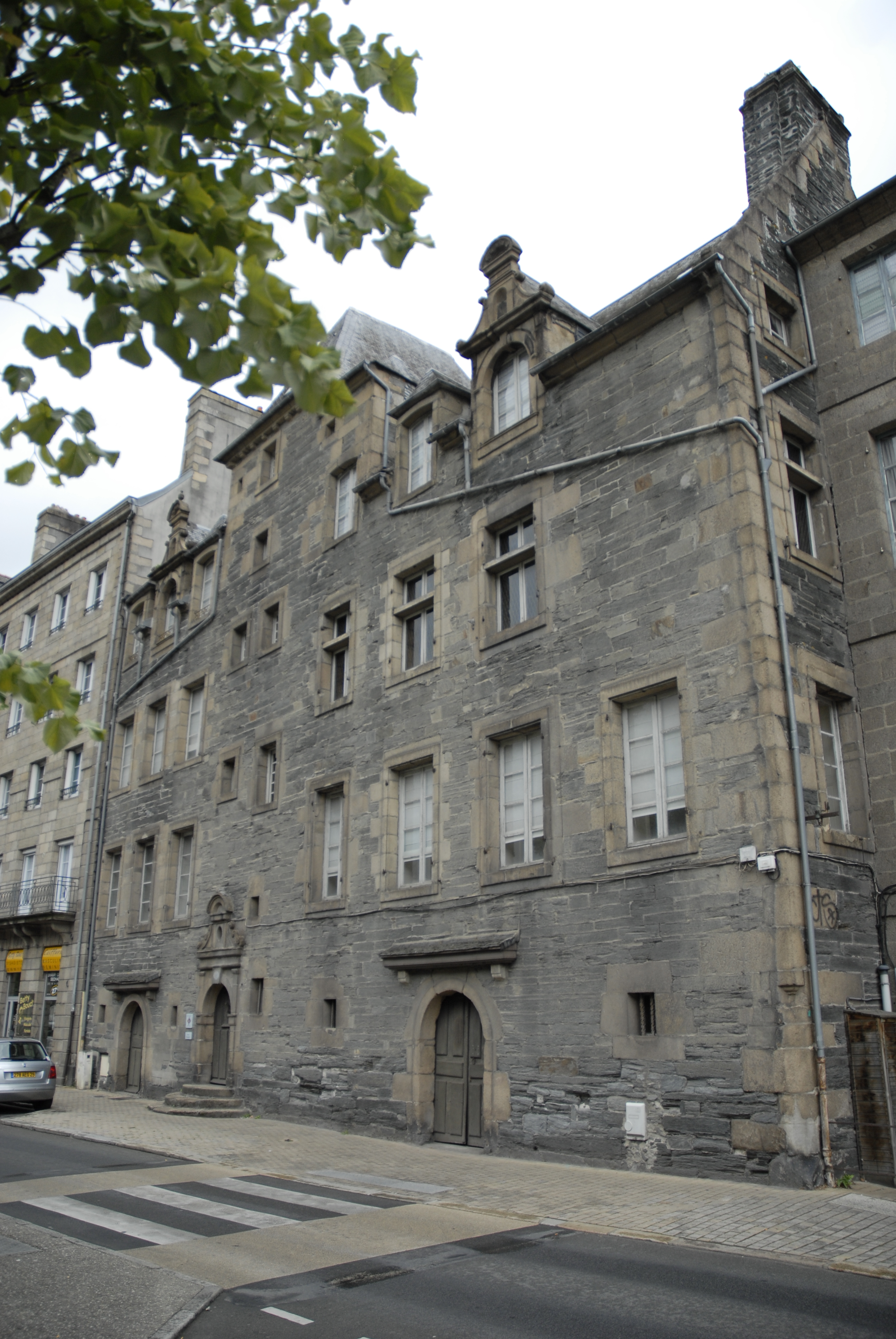
La maison Pénanault

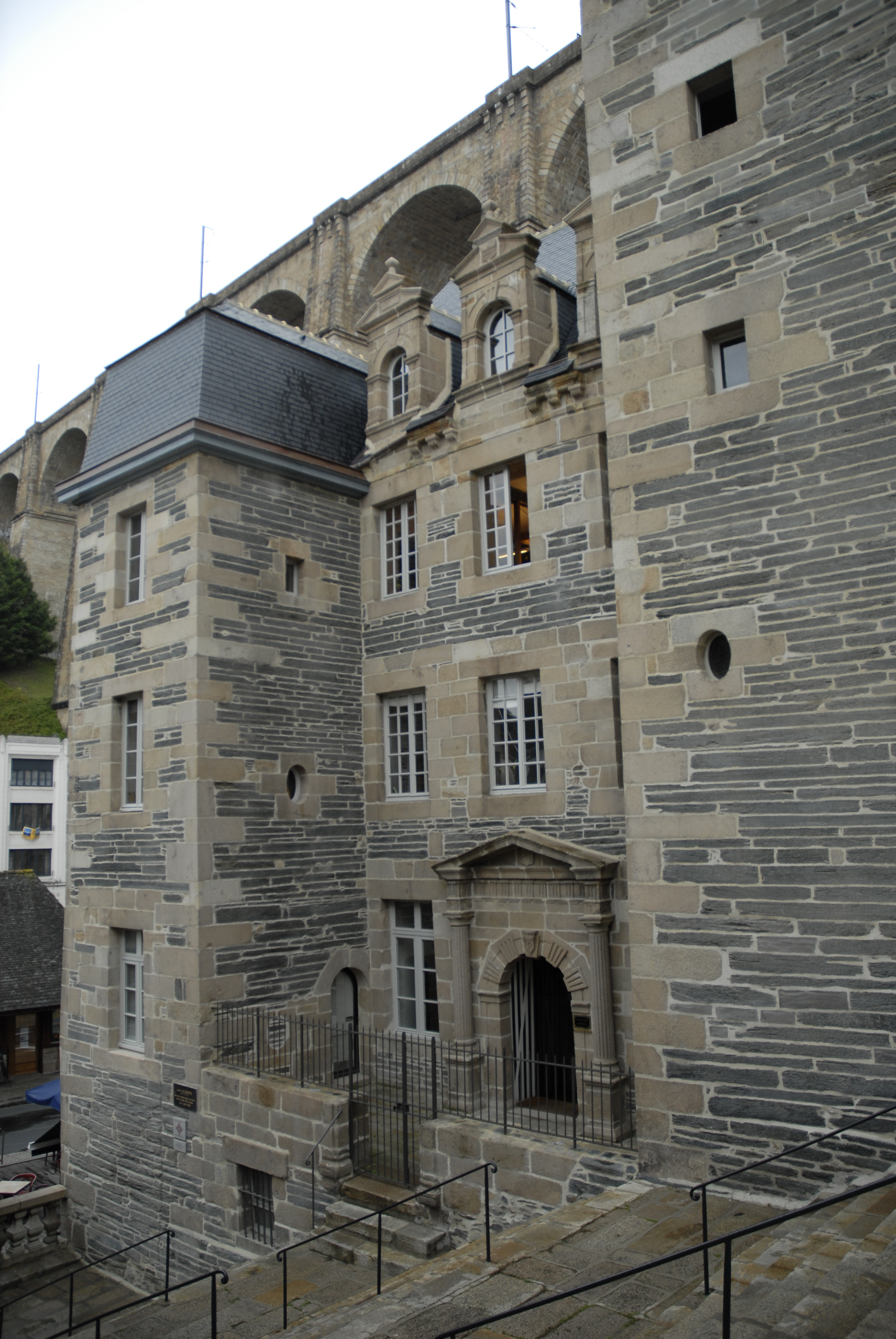
L'hôtel particulier de François du Parc

À partir de 1620 environ, les nobles marchands de Morlaix ne construisent plus de maisons à pondalez, mais des maisons en pierre à façade-rideau (une vingtaine subsistent, notamment rue Longue-de-Bourret et place des Otages), ainsi que des hôtels particuliers totalement en pierre comme la maison Pénanault et l'hôtel de François du Parc construit en schiste bleu et granite,.
Les bourgeois de la ville ne manquaient pas une occasion de s'amuser, comme à l'arrivée le lundi 10 novembre 1624 du duc de Vendôme, fils de Henri IV et de Gabrielle d'Estrées.
En 1675, les bourgeois de Morlaix ont craint d'être attaqués par les paysans de la région de Carhaix pendant la Révolte des Bonnets rouges ou Révolte du Papier timbré. La fabrication et commercialisation des toiles de lin atteint un pic vers 1687, avant que cette industrie ne décline, notamment du fait que les clients Anglais désertent les quais de la ville lors des guerres de Louis XIV.
Morlaix est une ville d'orfèvres ; en 1754, il s'agit de la plus importante communauté d'orfèvres de Bretagne. Jehan Grahant, François Lapous (père puis fils), Guillaume Desboys, Guillaume Floch, Thomas Maillard, Claude Barbe Guillou (veuve) ou Jean-Pierre Le Goff ont été identifiés comme ayant fabriqué des pièces présentes dans le trésor de Saint-Jean-du-Doigt, ou du trésor de Locarn.
Pendant la première moitié du XVIIIe siècle, Morlaix vit sa prospérité renaître après la guerre de Succession d'Espagne. La longue paix que donna le ministère du cardinal Fleury permit à Morlaix de tisser des liens avec des pays étrangers. Pourtant la misère reste grande pour le peuple. Après la guerre de Sept Ans, le commerce et le travail régnaient à nouveau. Mais le port de Morlaix entre progressivement en décadence : les navires, dont le tonnage augmente, ne peuvent plus remonter la rivière de Morlaic et son arrière-pays est durement touché par la crise de l'industrie des toiles en raison des mesures de rétorsion anglaises à la politique mercantiliste menée alors par la France, inspirée du colbertisme ; de 46 000 pièces en 1742, le nombre d'arrivées de « créées » à Morlaix, destinées à être exportées, passe à 20 500 pièces en 1788, la crise touchant principalement les paroisses toilières les plus éloignées de Morlaix, comme Sizun.
En mars 1772, le subdélégué de Morlaix écrit : « Quoique l'expérience ait assez prouvé que dans la maladie qui règne [il s'agit, semble-t-il, de la fièvre typhoïde] l'usage du vin et de l'eau-de-vie donné la mort, ou éloigné la guérison, il n'est presque pas possible d'engager les paysans à s'en abstenir ».
Selon Jacques Cambry « sur 50 moulins à papier établis dans le Finistère, il y en avait 45 près de Morlaix ; leurs produits se vendaient avant 1790 (…) en grande partie dans la Hollande et dans le Portugal ; il n'y a pas à présent plus de 25 moulins dans le district ».
La sénéchaussée de Morlaix comprenait les paroisses de Morlaix, ainsi que celles de Plougonven (y compris ses trèves de Lannéanou et Saint-Eutrope), Plourin, Ploujean, Plounérin, Plouigneau, Le Ponthou, Plouégat-Moysan et (en partie) Garlan, ainsi, probablement, que Plouzélambre et Saint-Michel-en-Grève.

### Révolution française
Au début de la Révolution française, des Sociétés des amis de la Constitution ou populaires se créent partout. Armand Joseph Dubernad, ancien député du Tiers à Rennes et maire de Morlaix, est le cofondateur du premier club jacobin de Bretagne en 1790 avec Jean-Jacques Bouestard de la Touche. Morlaix devient chef-lieu de district.
En avril 1791 la fermeture de la Manufacture des tabacs de Morlaix en raison de la politique de libéralisme économique alors décidée entre des révoltes des ouvriers licenciés, énergiquement réprimées par la Garde nationale.
Entre juin et décembre 1792, la municipalité dirigée par Jean-Nicolas Baudier est favorable aux Montagnards ; 76 suspects sont arrêtés, souvent des personnalités patriotes pourtant reconnues comme l'ancien député de Morlaix aux États généraux Mazurier de Pennanec'h.

### LeXIXesiècle

#### La destruction d'une partie du patrimoine
« Naguère on citait l'église Notre-Dame-du-Mur, à Morlaix, comme l'une des merveilles de la Bretagne. Son clocher avec sa flèche de pierre rivalisant avec celui du Creizker. (…) », a écrit Prosper Mérimée. La nef et le chevet de l'église Notre-Dame-du-Mur, laquelle avait été transformée en temple de la Raison pendant la Révolution française, furent vendus en 1805 afin de servir de carrière de pierres. Les travaux de démolition entraînèrent l'effondrement de la tour du clocher l'année suivante. Les halles en bois, qui dataient initialement du Moyen Âge, même si elles avaient été reconstruites sous le règne de Charles IX, furent démolies en 1865, remplacées par des halles métalliques, elles-mêmes démolies en 1971 et remplacées par un parking (actuelle place Allende).
Pendant la seconde moitié du XIXe siècle, la plupart des maisons à pans de bois de Morlaix sont détruites ; certains éléments de leur patrimoine sont victimes de l'elginisme comme l'escalier à pondalez du 14, Grand-Rue, remonté d'abord dans une boutique de Dinard avant d'être racheté par le Musée d'Art de Saint-Louis, ou celui du 15, Grand-Rue, racheté par un marchand d'art anglais qui en fit don au Victoria and Albert Museum ; la démolition de certaines maisons du patrimoine morlaisien se poursuit pendant la première moitié du XXe siècle, provoquant un véritable « désastre patrimonial »,.

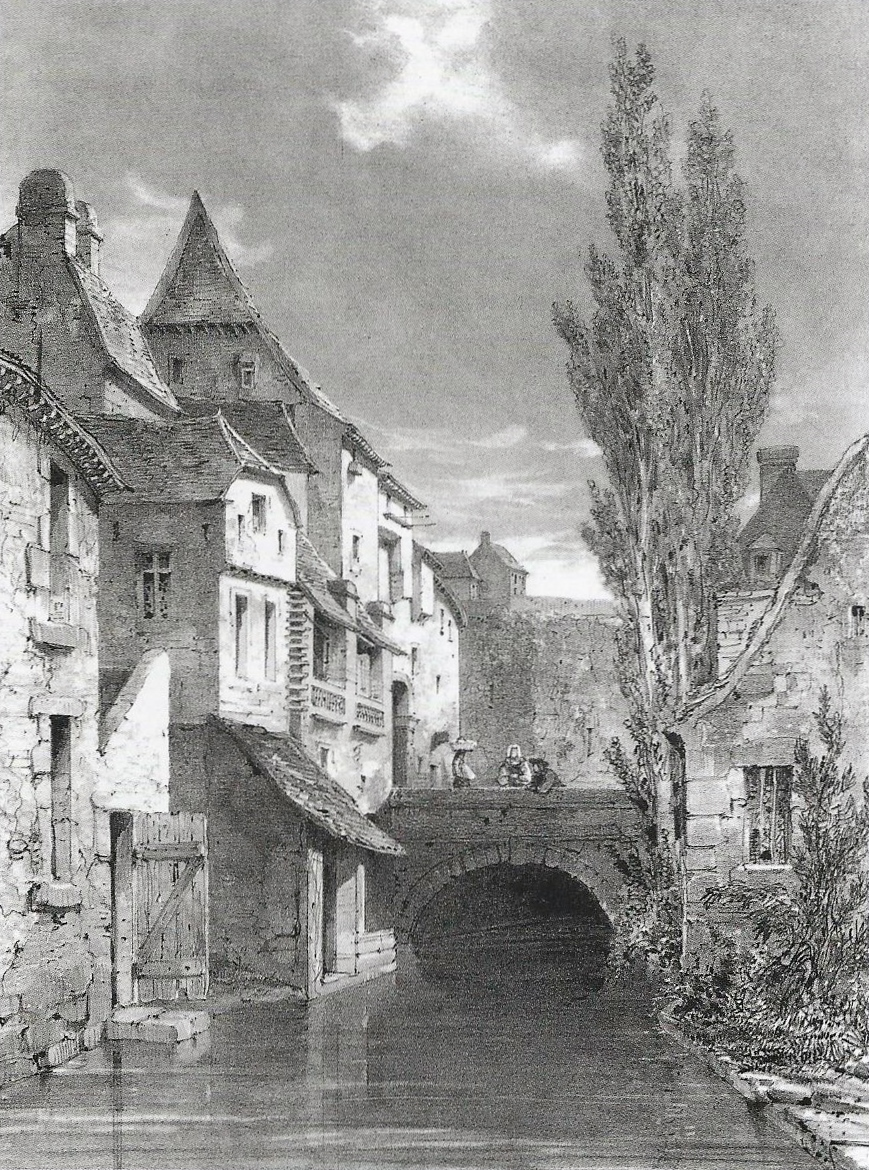
Auguste Mayer : La Porte Bourrette [en fait la Porte Bourret] (dessin de 1845-1846)
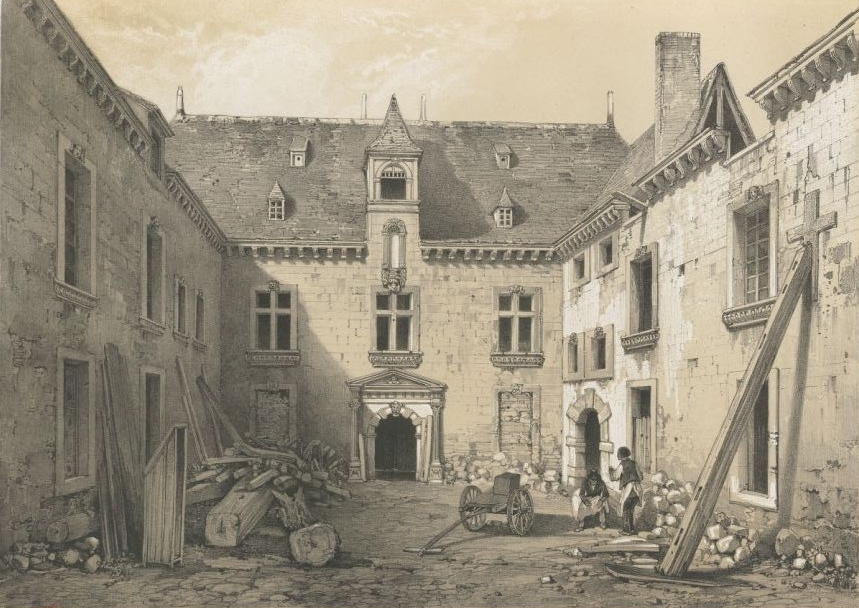
Auguste Mayer : L'ancien hôtel de ville de Morlaix (dessin de 1845-1846)
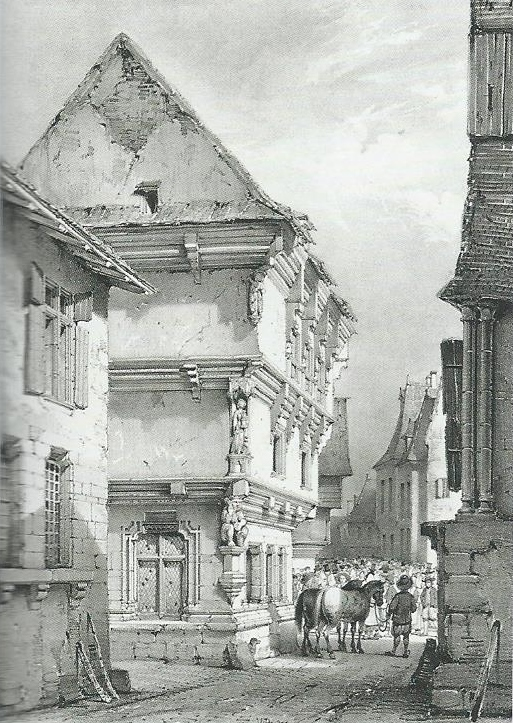
Auguste Mayer : La rue Noble (dessin de 1845-1846)
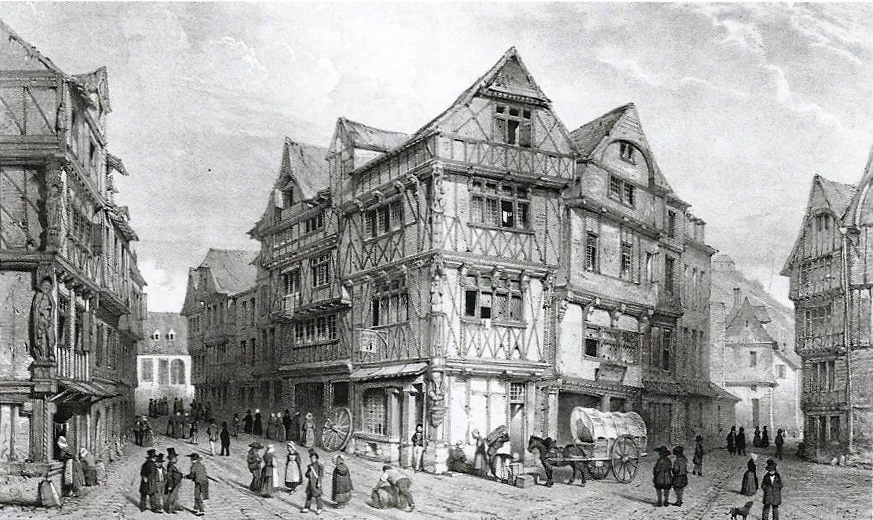
Auguste Mayer : Le pavé à Morlaix (dessin de 1845-1846)
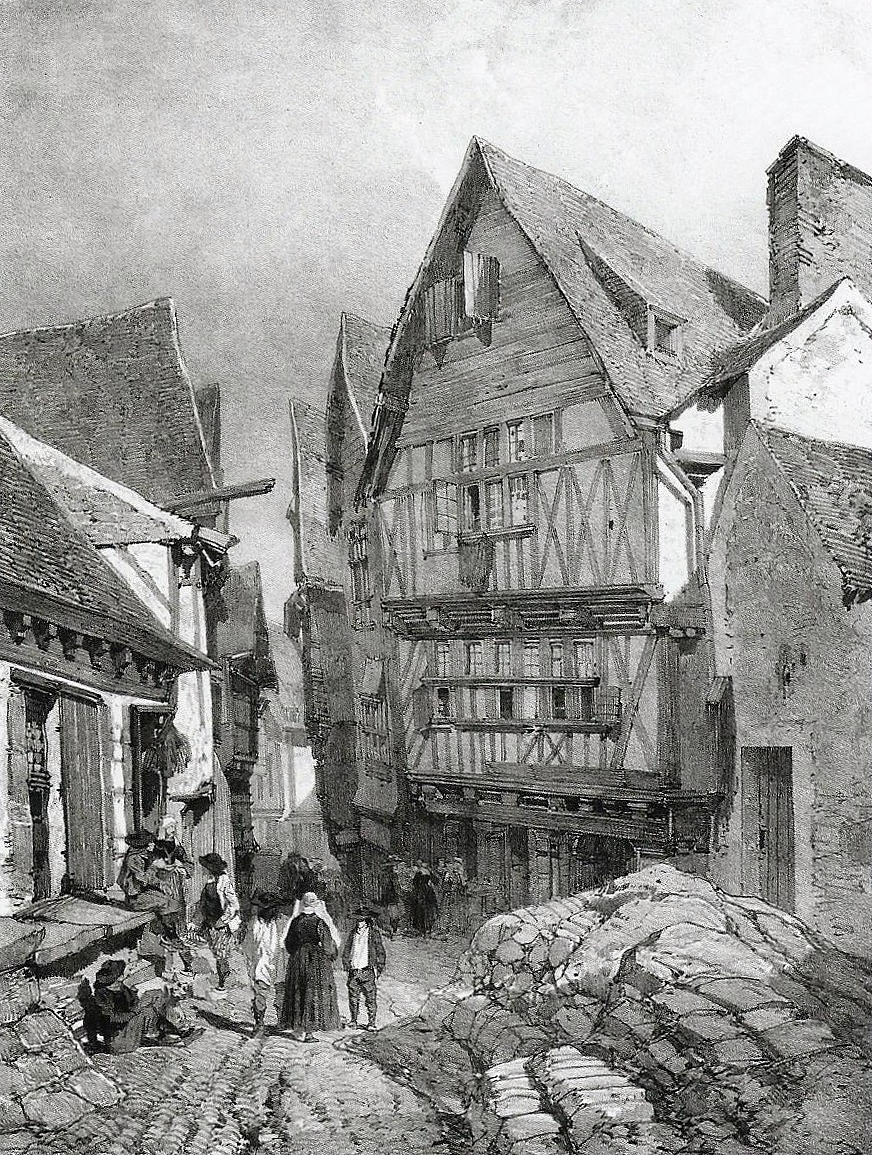
Eugène Cicéri : Une rue (dessin de 1845-1846)
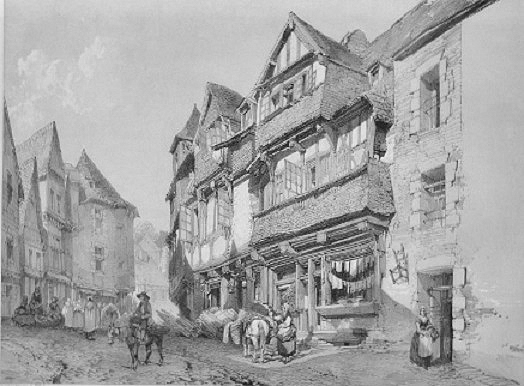
Eugène Cicéri : Morlaix (dessin de 1845-1846) 1
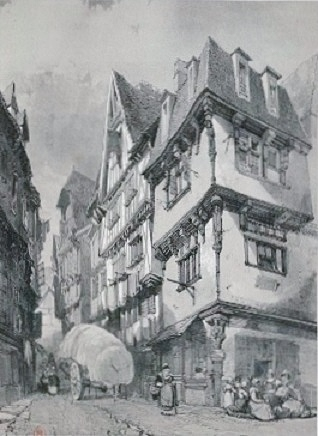
Eugène Cicéri : Morlaix (dessin de 1845-1846) 2
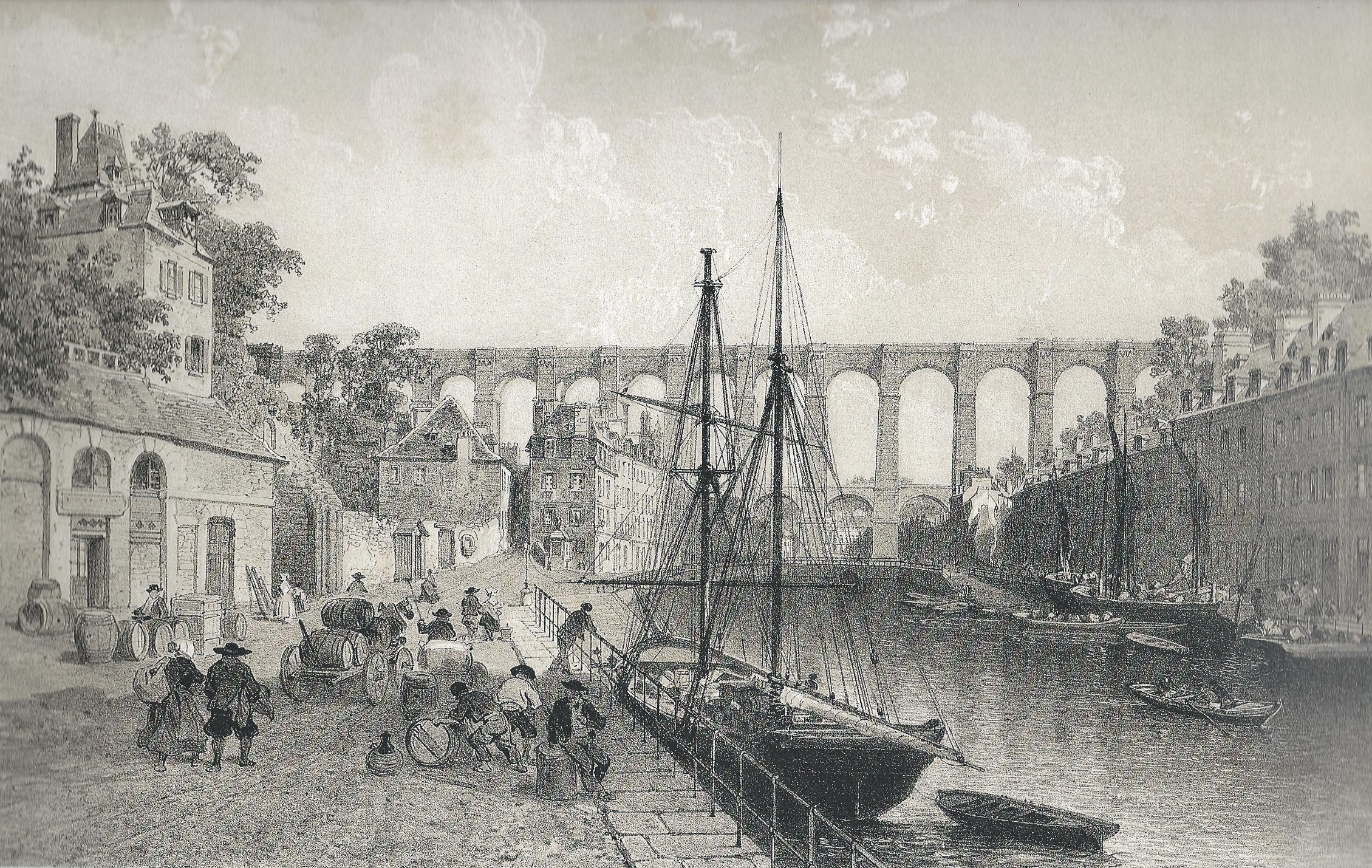
Félix Benoist : Le viaduc du chemin de fer et le fond du port (dessin de 1865)

Le viaduc de Morlaix voit sa première pierre posée le 21 juillet 1861. Sa construction se finit en 1864. La libération des maisons nécessaires à sa construction entraîne la démolition de la plupart des maisons à pondalez et à porche (maisons sur pilotis et hautes de trois ou quatre étages situées le long du port) du quartier des Lances, les maisons subsistantes étant démolies entre 1880 et 1907, la dernière en 1969.

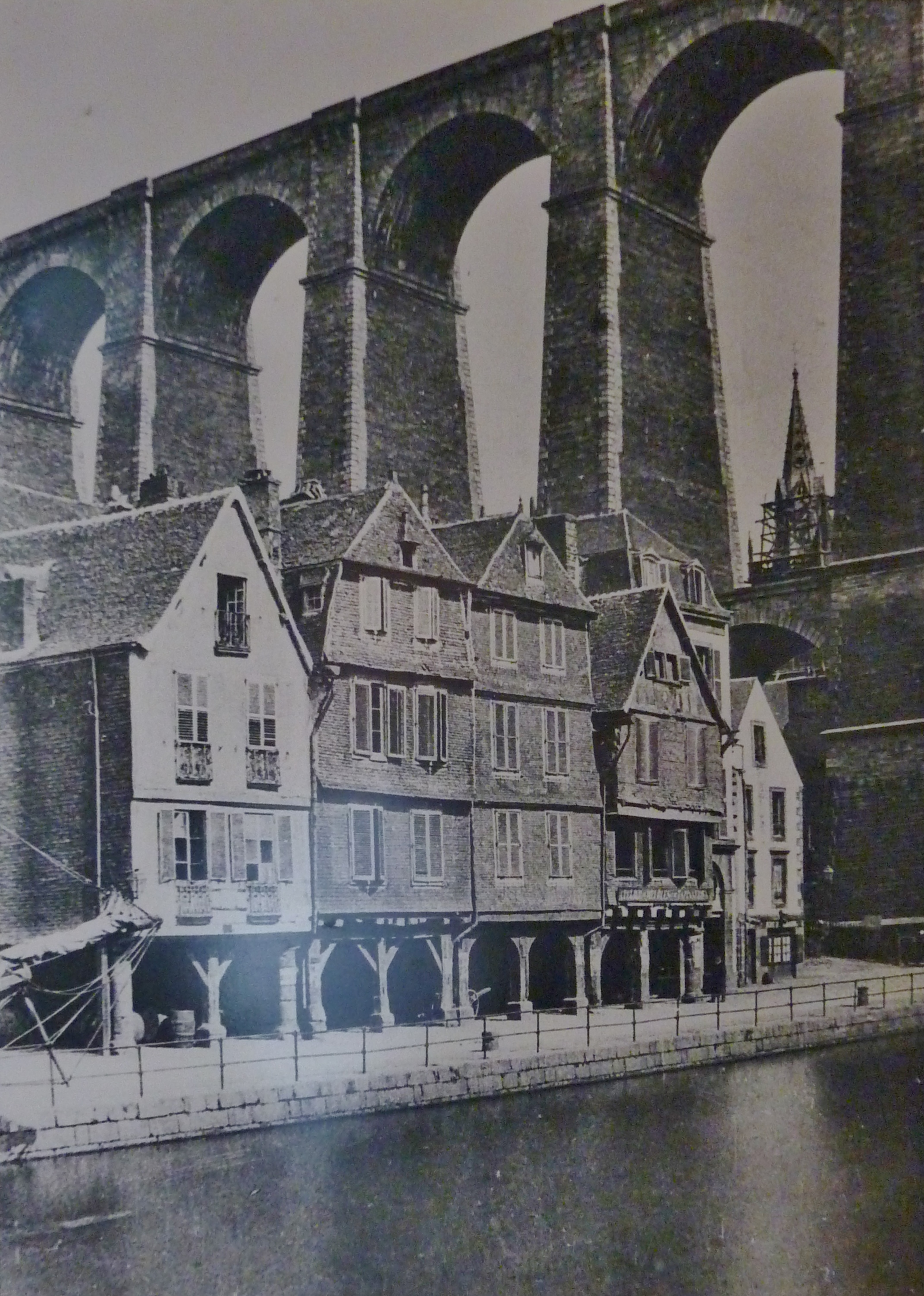
Maisons du quartier des Lances à Morlaix avant leur destruction
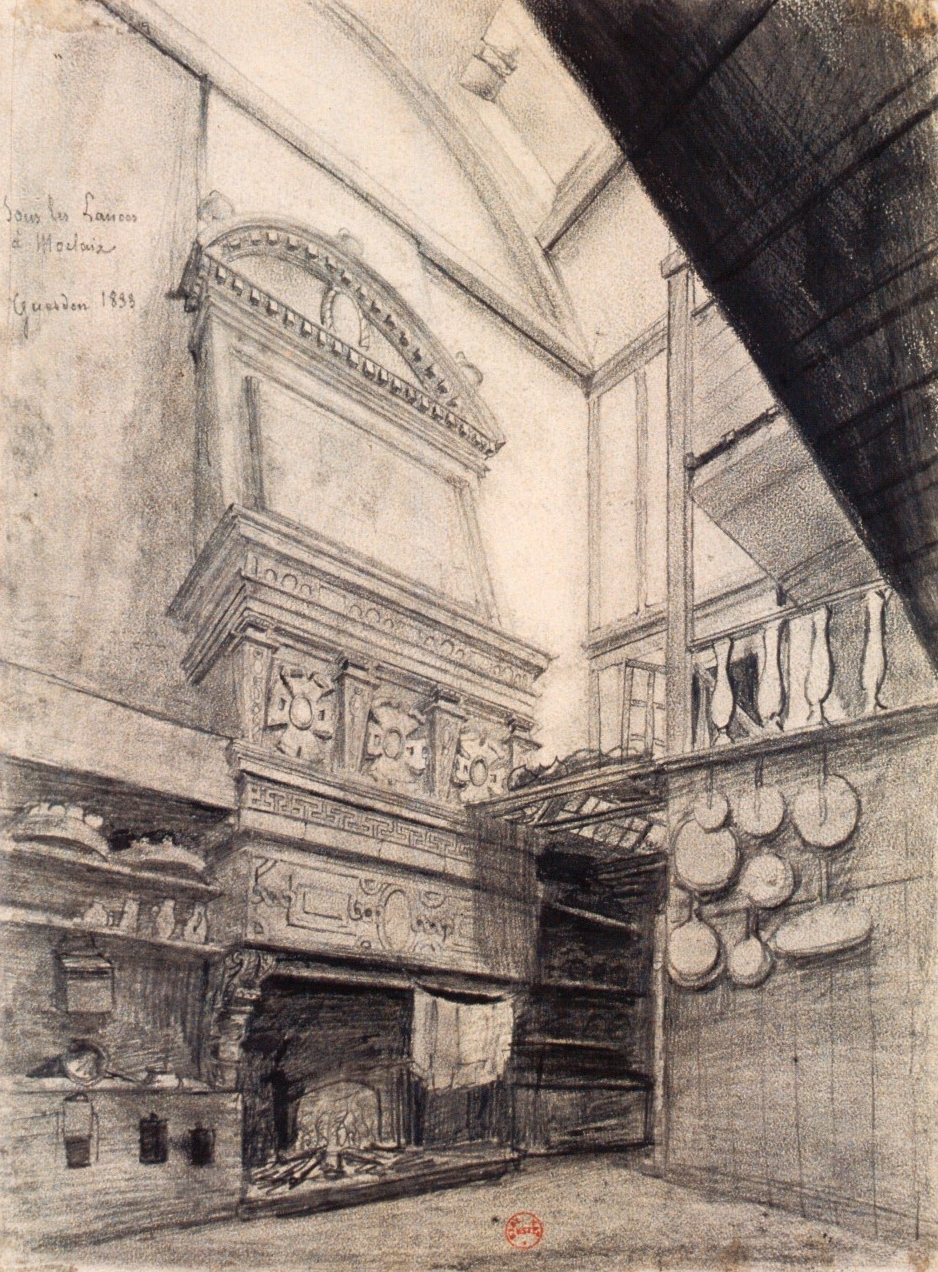
Intérieur d'une maison du quartier des Lances à Morlaix (dessin d'Alfred Guesdon datant de 1833)
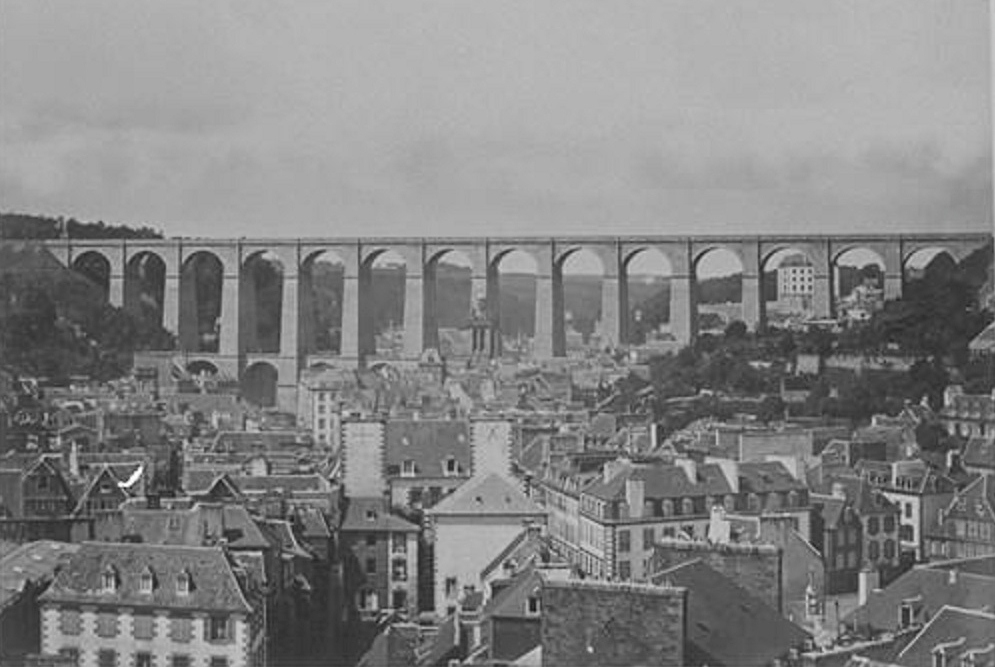
Morlaix et son viaduc (photo J. Duclos) en 1873…
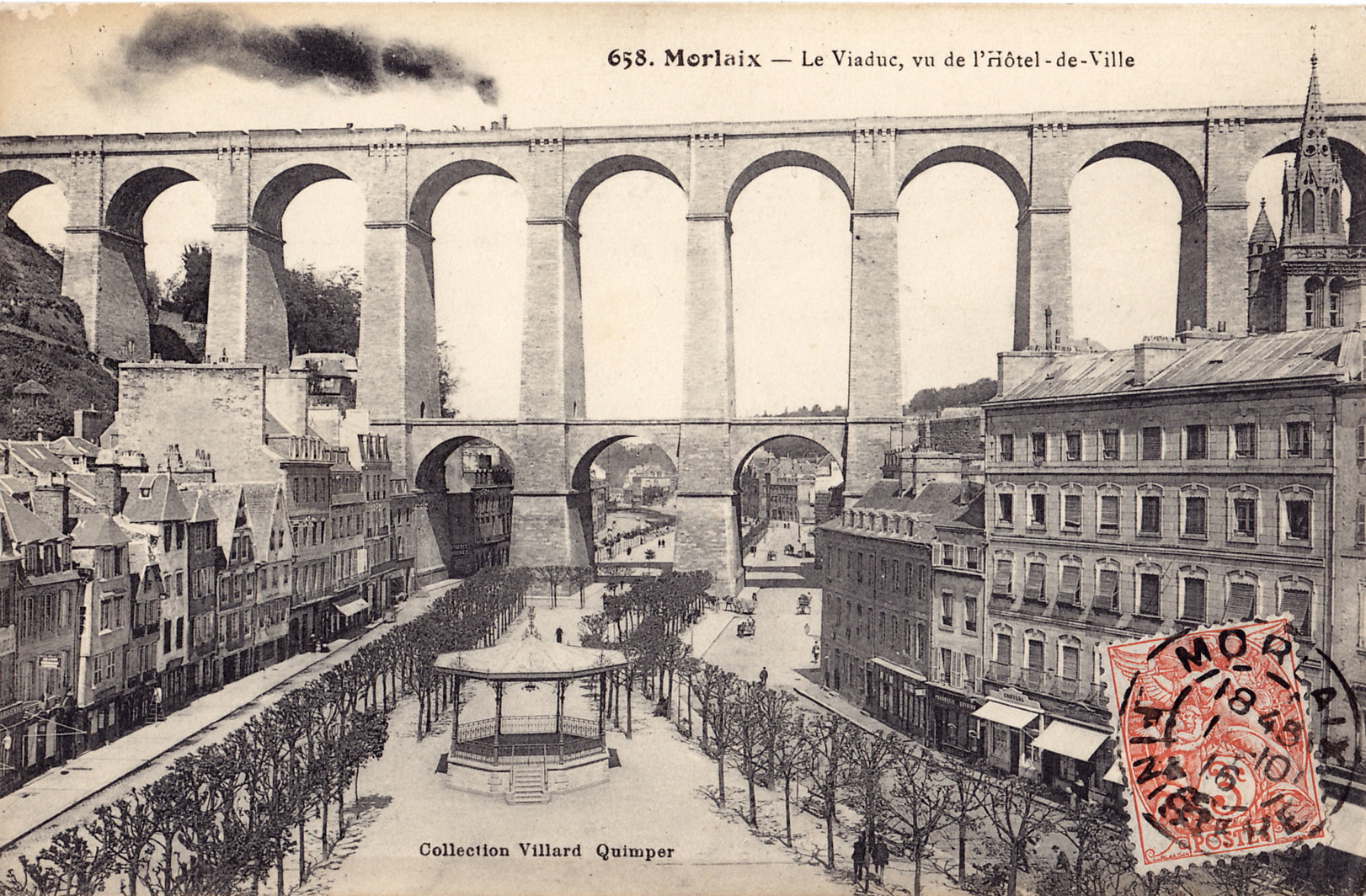
… et dans les années 1910
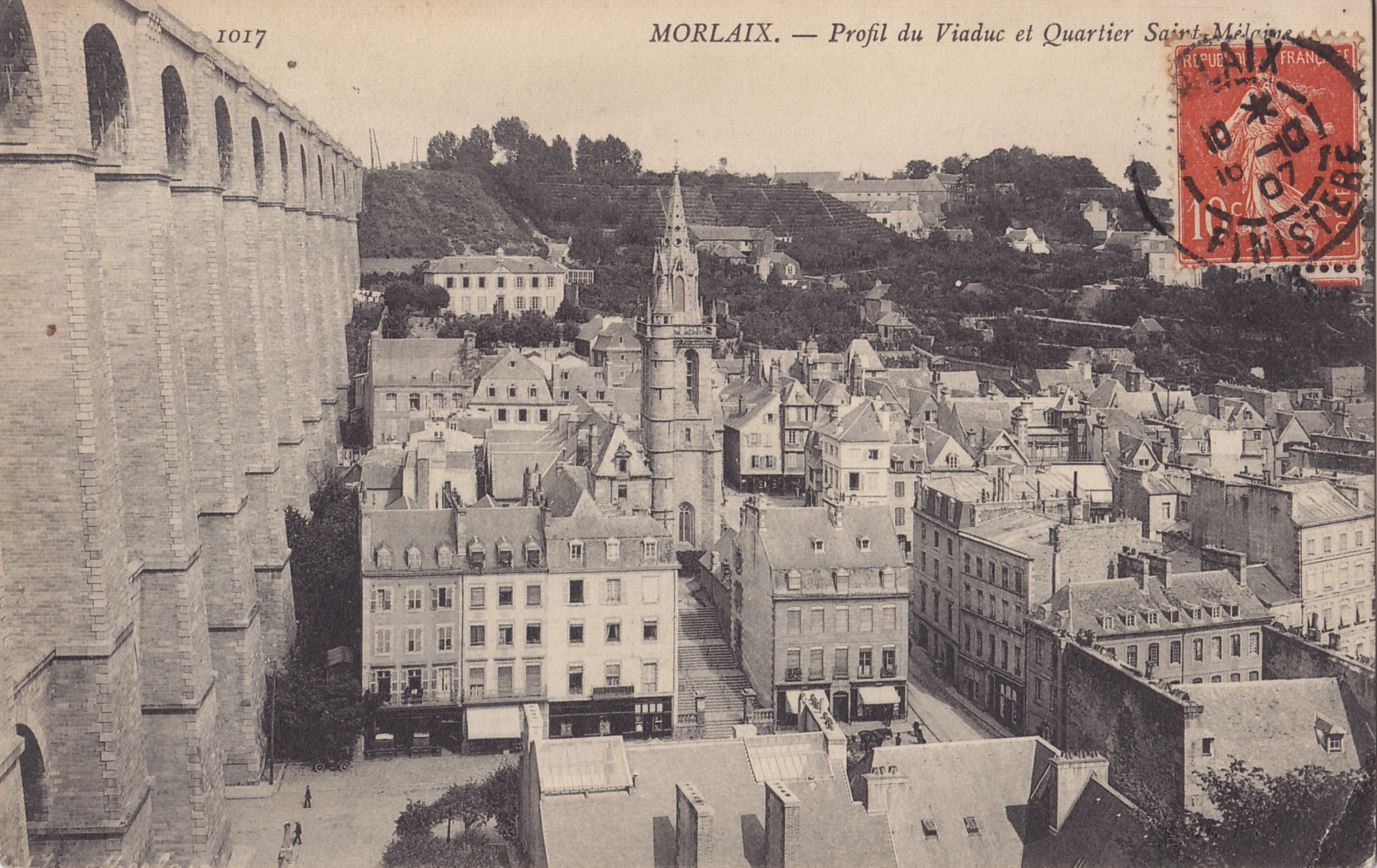
Vue vers le quartier Sainte Melaine, à la même époque.
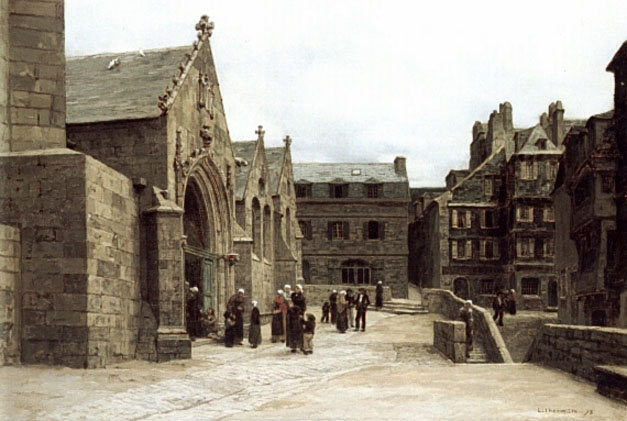
Léon Lhermitte : Sortie de l'Église Sainte-Melaine à Morlaix (1875)

#### Les autres faits duXIXesiècle

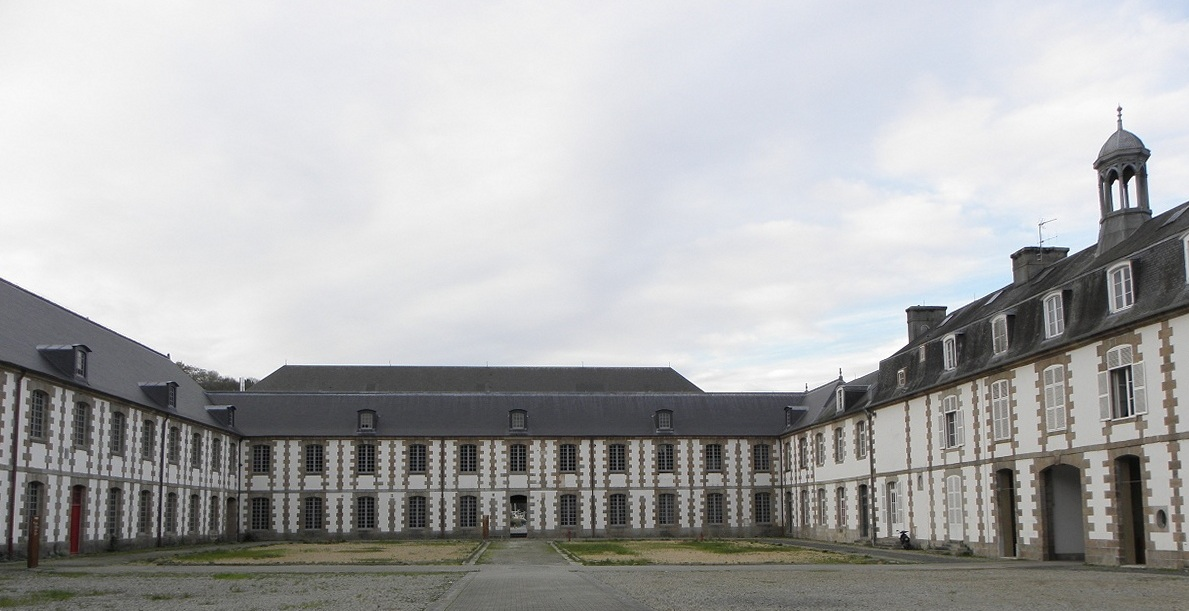
Façade septentrionale de la cour d'honneur de la Manufacture des tabacs de Morlaix.

La Manufacture des tabacs de Morlaix est l'une des plus anciennes de France. Elle existait déjà en 1689.

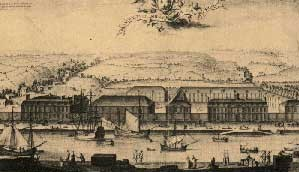
La Manufacture des tabacs de Morlaix : gravure datant du XVIIIe siècle.
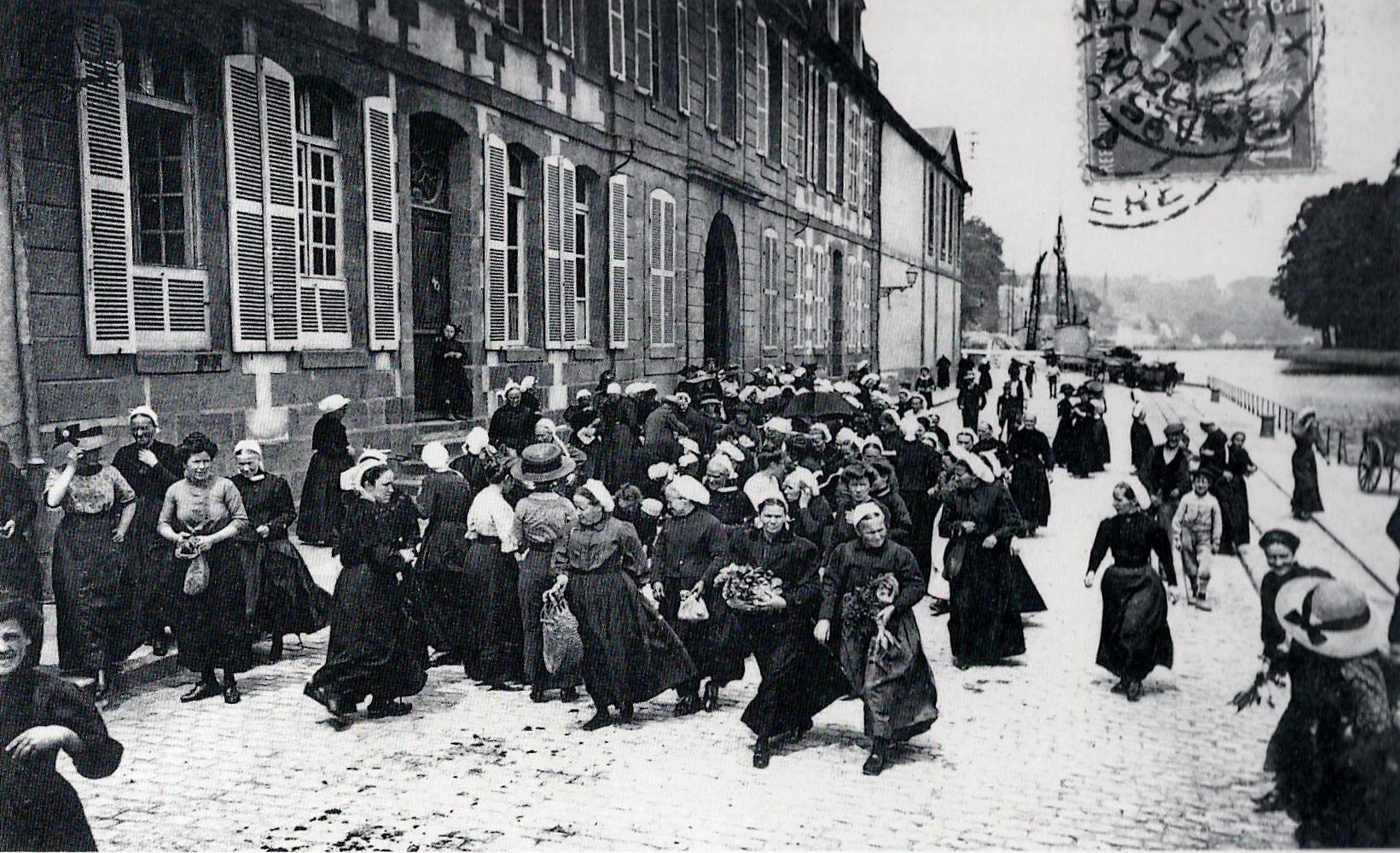
La sortie des cigarières de la Manufacture des tabacs de Morlaix (carte postale, vers 1900).

L'épidémie de choléra de 1832 fit de nombreuses victimes à Morlaix, dont le maire Gustave Rivoallan ; la ville fut la plus touchée du Finistère avec 70 cas pour 1 000 habitants ; 65 % des victimes furent des femmes.
La « Compagnie des paquebots à vapeur du Finistère » est créée en 1839 par Édouard Corbière et quelques amis. Le voyage inaugural du Le Morlaisien, un bateau en bois muni d'une roue à aubes, eut lieu le 10 juillet 1839. Assurant la liaison entre Le Havre et Morlaix et exportant des produits alimentaires, cette compagnie achemina aussi vers Le Havre, Rouen et l'agglomération parisienne de nombreux émigrés Léonards et Trégorrois, à bord du Le Morlaisien, puis du Finistère, et, à partir de 1867 du Morlaix. Édouard Corbière en fut l'un des administrateurs, puis le directeur, jusqu'à sa mort. Cette ligne maritime Morlaix-Le Havre subsista jusqu'en 1907, année de sa fermeture en raison de la concurrence du rail. Charles Le Goffic a décrit la vie difficile des émigrés bretons du Havre sans son roman La Payse.
Le pourcentage de conscrits illettrés à Morlaix entre 1858 et 1867 est de 32 %.
La troisième compagnie (Morlaix) du 4e bataillon de mobiles du Finistère participa le 29 novembre 1870 au combat de l'Haÿ lors du Siège de Paris pendant la Guerre franco-allemande de 1870.
Yan Combot, qui avait assassiné le 21 mai 1892 Françoise Jaffré et sa fille Jeannie Tanguy, condamné à mort, sa grâce refusée, est guillotiné à Morlaix, place Saint-Nicolas, en 1893 ; ce fut la dernière exécution qui eût lieu à Morlaix. Une gwerz fut composée en cette circonstance.

### LeXXesiècle

#### La Belle Époque
En 1883, Ferdinand Foch achète le manoir de Traon Feunteniou, qui restera propriété de la famille Foch jusqu'en 1981.

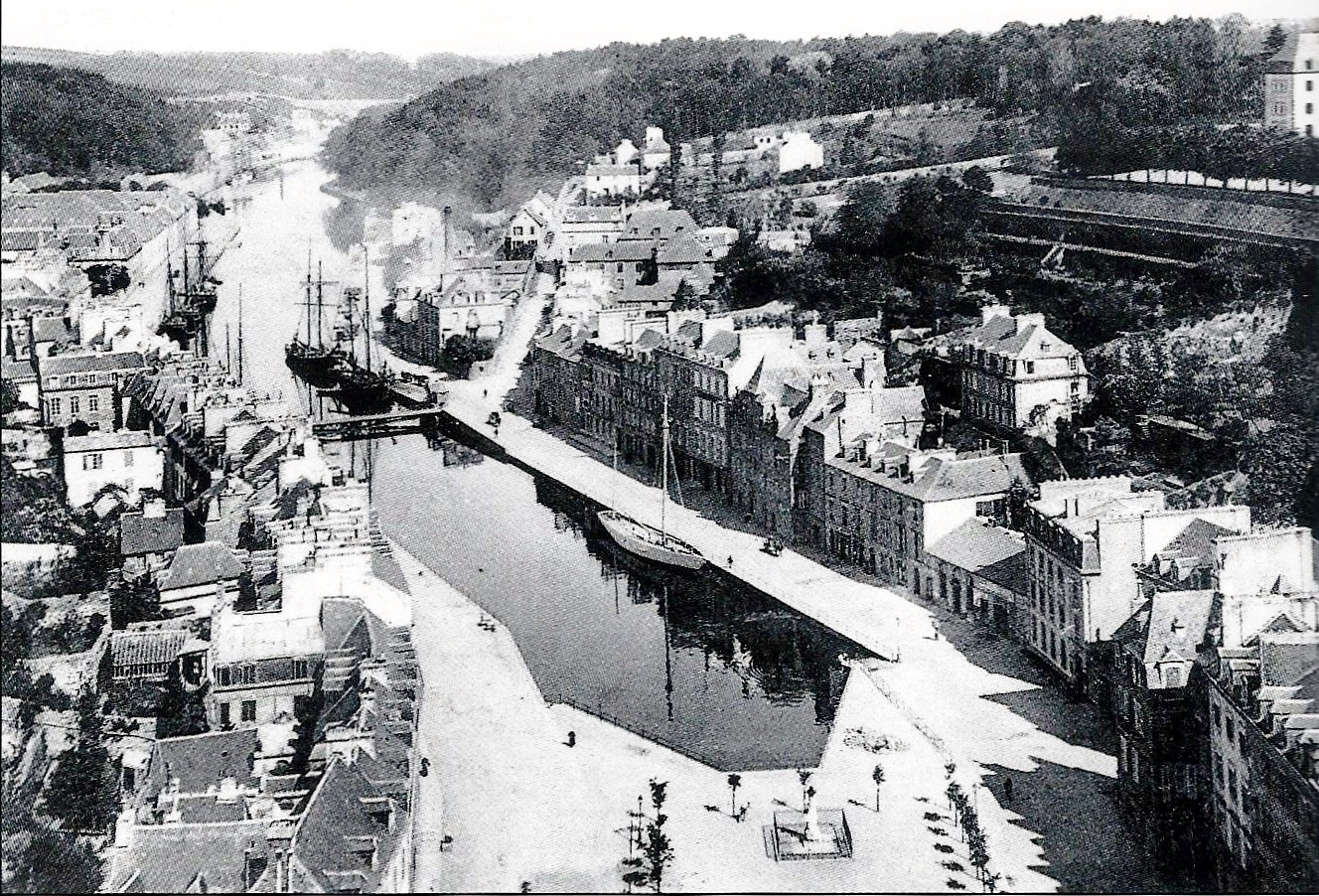
Le port de Morlaix au début du XXe siècle vu du viaduc ferroviaire : le bassin à flot et la place Thiers.

Plusieurs lithographies d'Albert Robida, publiées dans La vieille France, Bretagne illustrent Morlaix vers 1900 :

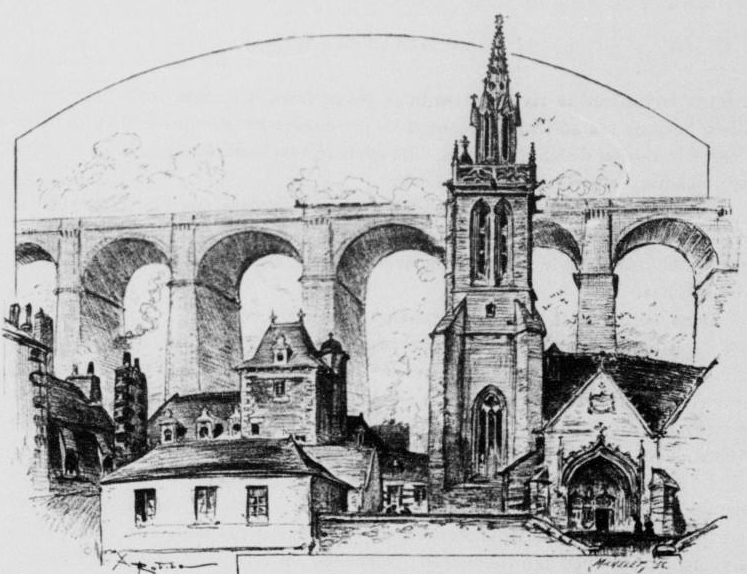
Morlaix : l'église Saint-Melaine et le viaduc.
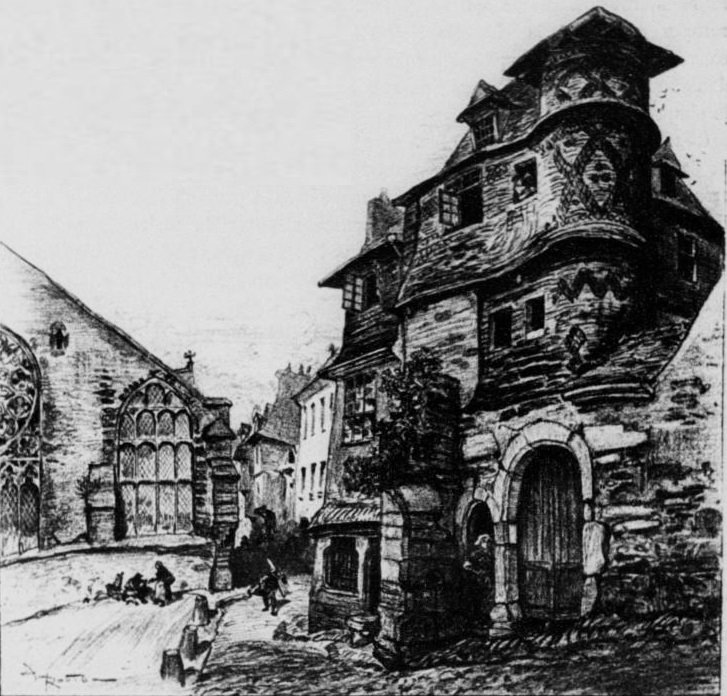
Morlaix : l'ancienne Porte des vignes.
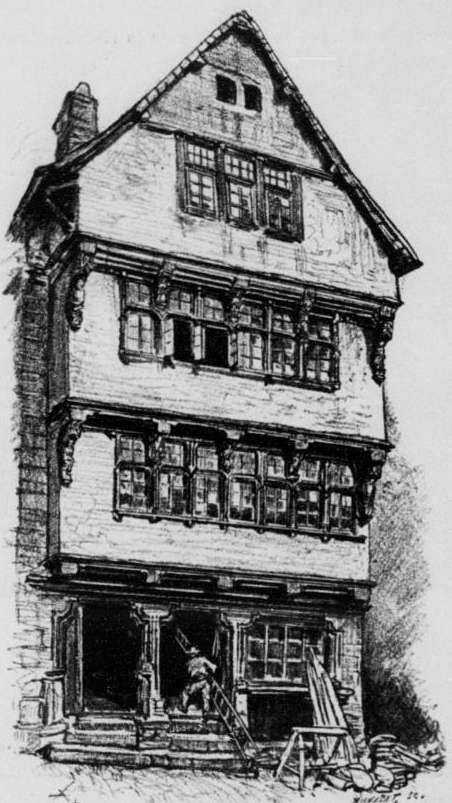
Morlaix : la maison de la duchesse Anne.
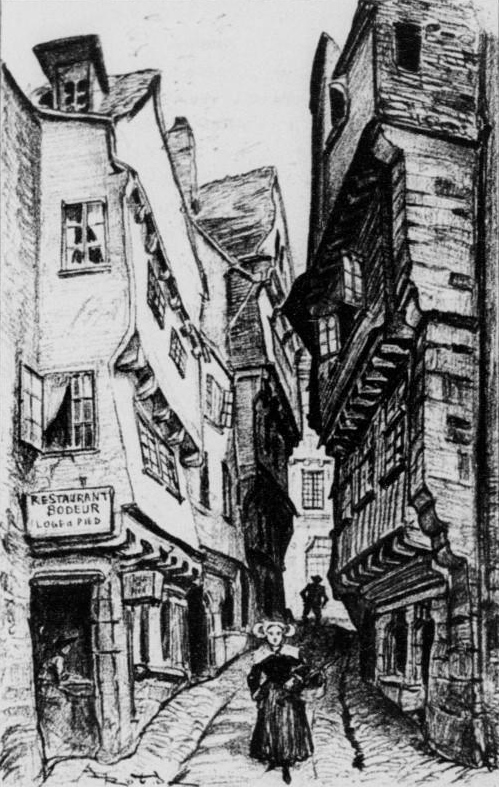
Morlaix : la Venelle au son.
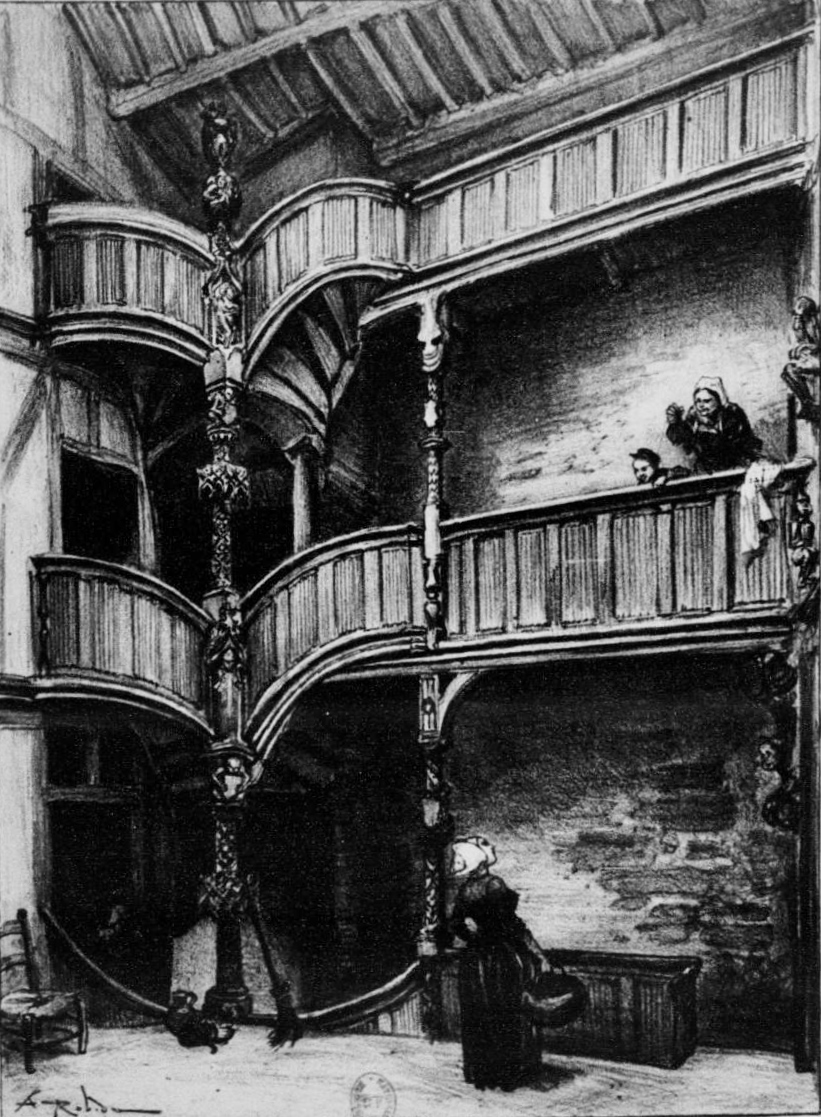
Morlaix : intérieur de maison (maison à pondalez).

#### La Première Guerre mondiale
602 Morlaisiens sont morts pour la France pendant la Première Guerre mondiale. Leur liste peut être consultée sur un site Internet. Un tableau commémoratif placé dans l'église Saint-Mélaine indique 79 morts pour la France pour cette paroisse de Morlaix.

#### L'Entre-deux-guerres

##### Les foires de Morlaix
« Le samedi avait lieu la foire de Morlaix (…) Les porcs se rassemblant dans le quartier du Marc'hallach, à flanc de colline. Les "cagées" de porcelets s'alignent, surveillées par des vendeuses dont les origines étaient indiquées par la coiffe qu'elles portaient. (…) Sur l'autre versant de la colline avait lieu la foire aux chevaux, une des plus importantes de Bretagne. Des milliers de bêtes se retrouvaient à la "Foire Haute" (Foar an eac'h), ainsi appelée à cause de sa situation dominant la ville. À cette foire d'octobre on venait de tout le département. Les chevaux s'y vendaient par milliers ».

#### La Seconde Guerre mondiale

##### Les bombardements
Morlaix a été bombardée à de nombreuses reprises pendant la Seconde Guerre mondiale par les Britanniques et les Américains, l'objectif principal était le viaduc ferroviaire, dans le but de couper les communications ferroviaires avec Brest.
- 29 janvier 1943 : bombardement par la Royal Air Foce dont l'objectif était le viaduc ferroviaire. Mais celui-ci est peu touché, une arche partiellement détruite et vite réparée par les Allemands mais le bombardement fait 67 morts civils, dont 39 enfants de 4 à 7 ans de l'école maternelle Notre-Dame-des-Anges ainsi que leur enseignante, Sœur Saint Cyr Laurent, 30 ans[99],[100], 34 blessés, 7 disparus.
- Nuit du 20 au 21 mars 1943 : Trois alertes aériennes sur Morlaix. Nombreuses bombes dont quatre retrouvées non explosées près du viaduc et deux autres sur une place de la ville. Pas de victimes. Un train de marchandises est aussi mitraillé par la Royal Air Force entre Morlaix et Plouigneau. La même nuit, trois bombes sont lancées sur le viaduc ferroviaire du Ponthou. Des avions de la Royal Air Force bombardent à nouveau Morlaix le 25 mars 1943[101].
- 7 juin 1943 : Plusieurs mitraillages de trains dans la région de Morlaix : un train de marchandises se dirigeant sur Roscoff et un autre sur Brest ; un autre train est mitraillé à Plouigneau et une locomotive haut-le-pied en gare de Landivisiau[101].
- 24 juin 1943 : une bombe tombe sur le château de Keranroux en Ploujean.
- 28 juin 1943 : vers 18 h 30, le terrain d'aviation de Morlaix est bombardé ; des bombes tombent aux alentours dont deux dans le village de Pen-Creach en Ploujean (deux morts : une petite fille de 6 ans et une demoiselle de 79 ans) et d'autres près du château de Keranroux.
- 6 août 1943 : un train de permissionnaires allemands est mitraillé entre Morlaix et Plouigneau par un avion anglais, mais l'appareil s'écrase après avoir heurté un poteau télégraphique ; le pilote est tué[101].
- 28 septembre 1943 : un appareil allemand est abattu en flammes au-dessus de Morlaix et s'écrase au lieu-dit Ker-Joie (trois morts).
- 9 octobre 1943 : bombardement du terrain d'aviation de Ploujean (cinq français tués et cinq blessés).
- 12 novembre 1943 : mitraillage d'un train de marchandises se dirigeant vers Brest en gare de Pleyber-Christ.
- 24 décembre 1943 : bombardement du terrain d'aviation de Ploujean, une bombe tombe sur le village de Kervézélec.
- 15 janvier 1944 : trois avions anglais tombent sur Morlaix lors d'une opération de bombardement.
- 15 février 1944 : trois avions alliés sont détruits dans les environs de Morlaix alors qu'ils survolaient la ville à basse altitude : l'un s'écrase à Pipi-Baul en Ploujean, détruisant une maison ; un autre tombe à Coat-Menguy en Ploujean sans faire de dégâts ; le troisième à Kerguz en Plourin-les-Morlaix (pas de victimes civiles).
- 19 mai 1944 : Bombardement de Lanmeur ; une ferme située à Saint-Fiacre, tout près de Morlaix, est également touchée.
- 1er juin 1944 : mitraillage à Morlaix du train Morlaix-Roscoff par quatre appareils britanniques. La locomotive est hors d'usage, le mécanicien et le chauffeur sont blessés.

##### La résistance et les otages à Morlaix et dans sa région
En décembre 1940, 16 jeunes du pays de Morlaix partent du Dourduff dans l'intention de rejoindre Londres, mais la tempête provoque l'échouage de leur bateau à Guernesey, alors occupé par les Allemands ; ils sont arrêtés : l'un d'entre eux (François Scornet de Penn an Traon en Ploujean) est fusillé, les autres déportés (sept meurent en déportation). En novembre 1941, treize résistants qui attendent à Ploujean, sur les rives de la rivière de Morlaix, un bateau pour se rendre en Angleterre, sont arrêtés et déportés (cinq d'entre eux meurent).
À Morlaix la Gestapo, et notamment le lieutenant Schmidt, commit de nombreuses atrocités dans ses locaux situés Quai du Léon.
En septembre et octobre 1943, l'imprimeur Louis Boclé, de Morlaix, imprime clandestinement les deux premiers numéros du journal "La France combattante des Côtes-du-Nord", dirigé par l'instituteur Jean Devienne, dit François, publié par le principal mouvement de résistance des Côtes-du-Nord, le Front national, créé par le Parti communiste français alors clandestin en mai 1941.
Le livre de Danielle Ropars : 1939-1945 : ils l'ont vécu. De l'action clandestine au combat des trente de Morlaix à Lorient présente la résistance à Morlaix et dans sa région pendant la Seconde guerre mondiale. Le maquis FTP de Saint-Laurent en Plouégat-Guérand, organisé par Pierre Lagadou, dit Jules et André Le Men, dit Victor, se développe à partir du printemps 1943 dans un site boisé et encaissé de la vallée du Douron, autour initialement de la ferme de Coat Chanus. Les résistants recrutent des réfractaires du STO et organisent des parachutages. Un autre maquis FTP nommé War Zao s'est développé à Plestin-les-Grèves, plastiquant notamment deux cafés fréquentés par les troupes allemandes le 1er mai 1944 dans le bourg de Plestin-les-Grèves (en représailles, les allemands bombardèrent l'église de Plestin-les-Grèves). Un autre réseau de maquisards FFI, dirigé par le docteur Léon Le Janne, alias Commandant Noël, coopérant avec François Tanguy-Prigent, alias Jacques Le Ru, maire révoqué de Saint-Jean-du-Doigt, a sa base à Kerabars, en Plouégat-Guérand. Jeanne Bohec, originaire de Plestin-les-Grèves, est surnommée "La plastiqueuse à bicyclette". Le réseau "Var" à Guimaëc, formé d'agents britanniques du SOE (Special Operations Executive), des frères et sœurs Alice, Germaine, Raymonde et Yvonne Jacob, qui tenaient un café à Guimaëc et d'Aristide Sicot, originaire de Saint-Cast où ce dernier avait initialement organisé une filière d'évasion pour les aviateurs alliés, se replie sur Beg-An-Fri en Guimaëc à partir de janvier 1944. Avec la complicité d'un forgeron de Plouigneau, Thomas (qui accueille les aviateurs depuis la gare locale) et d'un négociant en vins, Barazer (qui les transporte), le réseau "Var" parvint à recevoir 27 agents alliés et à faire embarquer 55 personnes, principalement des aviateurs alliés, depuis Beg-an-Fri. À Carantec, le réseau Sibiril, membre du réseau de renseignements militaires "Alliance" permit l'évasion vers l'Angleterre de 152 personnes à bord de 15 bateaux. Parmi ses membres, le docteur Jean Le Duc, qui fut par la suite maire de Morlaix jusqu'en 1971 et député, ainsi que son épouse.
Sept lycéens du lycée de Morlaix, âgés de 17 ou 18 ans, formèrent un groupe de résistants au printemps 1943, organisé par Émile Guéguen et Gildas Lebeurier dit "Gil" ; parmi ses membres Louis Gourvil, Marcel Le Jeune, fils de l'adjudant Le Jeune, mort en déportation, Jo Despretz, et Michel Le Bars. Ce "groupe Gil" participa à diverses actions de résistance au Cloître-Saint-Thégonnec et à Plourin-les-Morlaix. Ses membres rejoignirent le maquis FFI de Saint-Laurent en Plouégat-Guérand, incorporant le "bataillon d'Ornano", dirigé par Édouard Lebeurier (1892-1986), et participèrent à la libération de Morlaix le 8 août 1944.
Le 23 décembre 1943, Jean Thépaut, membre de l'Organisation spéciale, qui dépend du Parti communiste alors clandestin, lance une grenade depuis la rue Gambetta sur le Soldatenheim (« Foyer du soldat allemand ») de Morlaix, faisant 17 blessés (des soldats allemands et quelques Bretonnes qui leur tiennent compagnie). Le 26 décembre 1943, en représailles, les Allemands arrêtent lors d'une rafle 400 Morlaisiens rassemblés sur la place Thiers et en retiennent 60 (le plus âgé Louis Noël a 34 ans et le plus jeune Georges Caën même pas 16 ans) qui sont d'abord parqués au camp d'aviation de Ploujean, puis, via Compiègne, déportés à Buchenwald, certains menés ensuite à Flossenbürg, à Dora-Mittelbau ou d'autres camps de concentration ; 34 d'entre eux meurent dans les camps et deux peu après leur retour. Une « Place des Otages » à Morlaix commémore leur souvenir. Un des survivants, Louis Le Gros (né en 1916, décédé en 1994) a dessiné sur place quelques croquis, qu'il a peints beaucoup plus tard, et qui ont été déposés par son fils au musée des Beaux-Arts de Morlaix.
Le "groupe Justice", un maquis FTP dirigé à l'été 1944 par Eugène Le Luc, actif dans les Monts d'Arrée, principalement entre Brennilis et Sizun, et le sud du pays de Morlaix, récupérant des armes, attaquant des convois allemands, aidant des réfractaires du STO, cacha une famille juive à Saint-Sauveur pendant la Seconde Guerre mondiale.

##### La libération de Morlaix
Morlaix est libéré le 8 août 1944 par les troupes américaines venues des Côtes-du-Nord en passant par Le Ponthou où des maquisards avaient mitraillé des troupes allemandes les 4 et 5 août 1944 sur la RN 12 afin de faciliter l'avancée de l'armée alliée. La Task Force A, composée notamment du 17e Cavalry et du 1st Engineer Company attaqua la garnison allemande de la ville (environ 3 500 hommes de la 266e division d'infanterie allemande) vers 16h45 ; la résistance allemande cessa vers 0h30 et 550 soldats allemands furent faits prisonniers. Les ponts de Morlaix étaient restés intacts.
Neuf cheminots morlaisiens ont été tués à la suite de faits de guerre pendant la Seconde Guerre mondiale.

##### Des tirailleurs coloniaux parqués à Morlaix
À la fin d'octobre 1944 2 000 soldats africains, principalement des tirailleurs sénégalais, qui ont participé à la guerre dans les rangs de l'armée française et avaient été faits prisonniers par les Allemands au début de la Seconde Guerre mondiale, sont transférés à Morlaix dans le but de les rapatrier ; ils sont logés dans un cantonnement de la rue de Callac, ainsi qu'à la corderie de la Madeleine ; beaucoup sont d'anciens prisonniers malades ou sous-alimentés. Au moment d'embarquer pour le Sénégal sur le navire anglais Circassia le 4 novembre 1944, 315 d'entre eux refusent d'embarquer en raison d'arriérés de soldes impayés. Ils dorment dans la rue ou chez l'habitant. Le 11 novembre, ils sont violemment expulsés de la ville et transférés de force à Trévé. Ils sont ensuite transférés à Guingamp où ils restent jusqu'en janvier. Ceux qui sont partis sur le Circassia furent internés dans le camp de Thiatore près de Dakar où une partie se rebella : au moins 35 furent tués et une trentaine emprisonnés avant d'être amnistiés en 1946,.

#### L'après-Seconde Guerre mondiale

##### Les manifestations d'agriculteurs
À la tête du CDJA (Centre départemental des jeunes agriculteurs) du Finistère, Alexis Gourvennec, aussi président de la SICA de Saint-Pol-de-Léon, organise, en raison des difficultés que rencontrent les agriculteurs de la Ceinture dorée, avec Marcel Léon, l'occupation de la sous-préfecture de Morlaix par 2 000 agriculteurs le 8 juin 1961 ; les deux leaders sont arrêtés et incarcérés, ce qui provoque une manifestation monstre à Morlaix de 6 000 agriculteurs le jour de leur procès (22 juin 1961) devant le tribunal de Morlaix ; les juges prononcent leur relaxe, ce qui entraîne leur libération et, à la sortie du palais de justice, ils sont portés en triomphe par la foule.
Le 19 décembre 1966, une manifestation des aviculteurs bretons dégénère et des actes de violence ravagent le centre de la ville de Morlaix ; le journal Le Télégramme de Brest et de l'Ouest titre ce jour-là : « Scènes de violence à Morlaix » :

« La manifestation organisée par les aviculteurs bretons à Morlaix a débuté par un rassemblement imposant, un embouteillage monstre au centre de la ville, et s'est terminé, après un meeting aux halles, par des actes de violence autour de l'hôtel de ville où des bureaux ont été saccagés, des vitres brisées. Une voiture de police fut incendiée près du commissariat devant la porte duquel des manifestants stationnent. »

##### L'incendie de la «Manu» en 1995
Le 19 octobre 1995, la « Manu » est ravagée par le feu :

« Un violent incendie s'est déclaré, vers 18 h 30, hier soir, à la Manufacture des tabacs de Morlaix. En deux heures, la « Manu » a été en partie détruite par le feu, et deux pompiers, un de Morlaix et un autre de Landivisiau, ont été blessés. Il semble que le feu ait pris sous le toit, dans un endroit où des ouvriers effectuaient des travaux : très rapidement, les hautes flammes ont alors dévasté le bâtiment arrière, dont la toiture s'est effondrée, ainsi qu'une des ailes. Dix casernes de pompiers ont dû être appelées sur les lieux et c'est vers 20 h 30 que l'incendie a été maîtrisé. »

### LeXXIesiècle

#### Les incendies des bâtiments de la MSA et des impôts en 2014
Au cours d'une action d'envergure liée à la crise de la production légumière, les bâtiments de la MSA et des impôts sont incendiés dans la nuit du 19 au 20 septembre 2014.

#### Le legs d'Angèle Mariage en 2017
Angèle Mariage a légué lors de son décès survenu à Caen en 2017 un million d'euros à la ville de Morlaix ; comme elle souhaitait que cet argent serve un projet culturel, la ville a réhabilité un emplacement tombé en désuétude pour en faire un tiers-lieu culturel, "La Virgule", ouvert à tous.

## Politique et administration

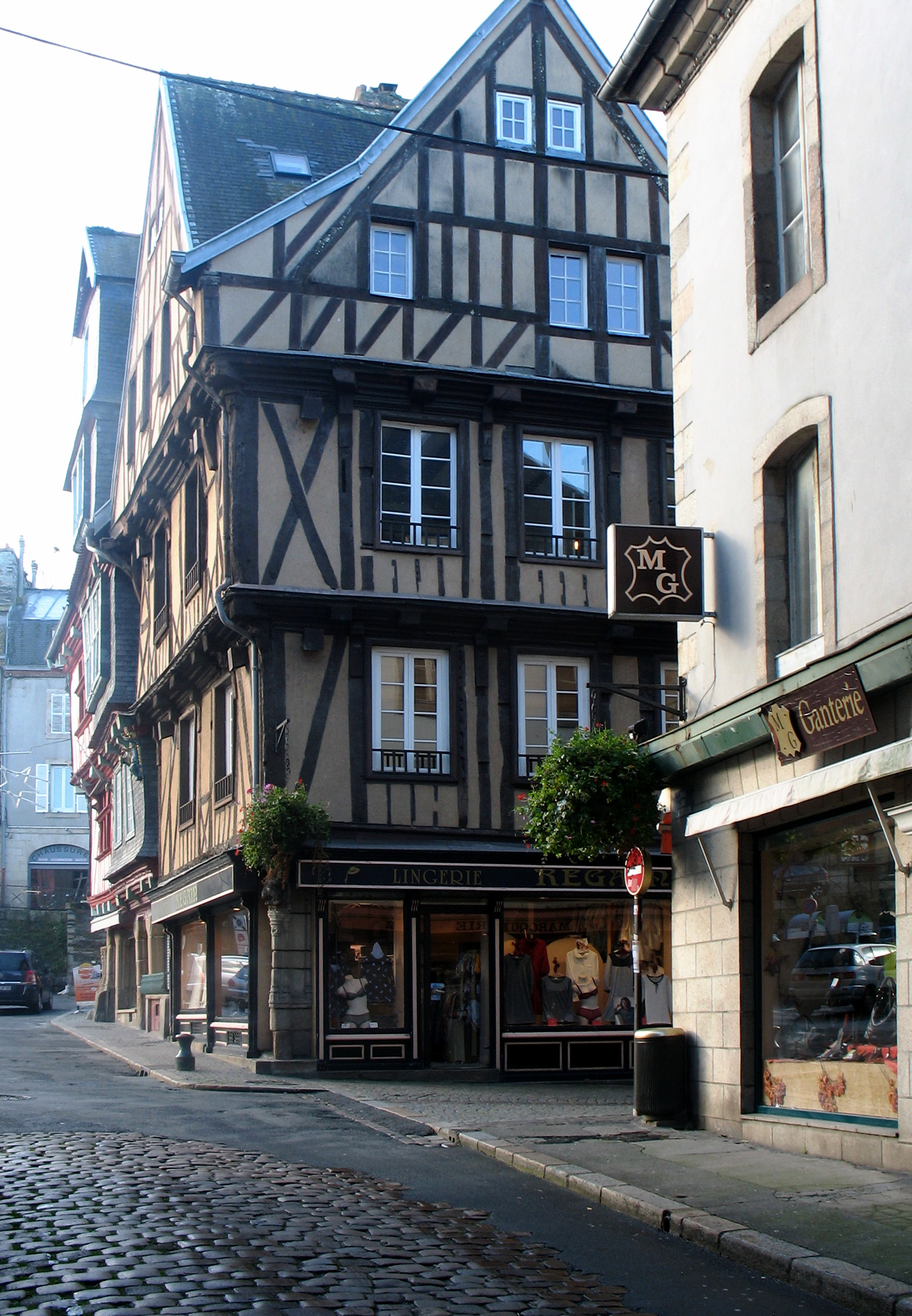
Centre-ville.

### Découpage territorial

#### Intercommunalité
La ville est le siège de la communauté d'agglomération dénommée Morlaix Communauté, un établissement public de coopération intercommunale (EPCI) à fiscalité propre créé en 2000, et qui succédait à la communauté de communes créée en 1995 sous le nom de Communauté de Communes du Pays de Morlaix (CCPM).

#### Rattachements administratifs
La commune est le chef-lieu de l'arrondissement de Morlaix du département du Finistère, dans la région Bretagne, entités auxquelles la commune est donc rattachée.
Elle était depuis 1793 le chef-lieu du canton de Morlaix. Dans le cadre du redécoupage cantonal de 2014 en France, cette circonscription administrative territoriale a disparu, et le canton n'est plus qu'une circonscription électorale.

#### Rattachements électoraux
Pour les élections départementales, la commune fait partie depuis 2014 d'un nouveau canton, le canton de Morlaix porté aujourd'hui à 10 communes.
Pour les élections législatives, elle fait partie de la quatrième circonscription du Finistère.

### Tendances politiques et résultats
Résultats du deuxième tour des élections présidentielles
- Élection présidentielle de 2002 : 91,54 % pour Jacques Chirac (RPR), 8,46 % pour Jean-Marie Le Pen (FN) (78,74 % de votants dont 95,79 % d'exprimés)[130].
- Élection présidentielle de 2007 : 62,24 % pour Ségolène Royal (PS), 37,36 % pour Nicolas Sarkozy (UMP) (83,49 % de votants dont 96,28 % d'exprimés)[131].
- Élection présidentielle de 2012 : 68,19 % pour François Hollande (PS), 31,81 % pour Nicolas Sarkozy (UMP) (80,80 % de votants dont 96,01 % d'exprimés)[132].
- Élection présidentielle de 2017 : 83,50 % pour Emmanuel Macron (LREM), 16,50 % pour Marine Le Pen (FN) (75,16 % de votants dont 88,53 % d'exprimés)[133].
- Élection présidentielle de 2022 : 73,67 % pour Emmanuel Macron (LREM), 26,33 % pour Marine Le Pen (FN) (71,55 % de votants dont 88,75 % d'exprimés)[134].

Résultats des élections municipales
Lors du second tour des élections municipales de 2014 dans le Finistère, la liste menée par la maire sortante Agnès Le Brun (DVD) remporte l'élection avec 3 423 voix (51,82 % des suffrages exprimés, 25 conseillers municipaux et 9 conseillers communautaire), devançant la liste d'union PS & EELV menée par Jean-Paul Vermot qui a obtenu 3 182 voix (48,17 % des suffrages exprimés, 8 conseillers municipaux et 3 conseillers communautaires), l'abstention s'étant élevé à 35,51 %.
Lors du second tour des élections municipales de 2020 dans le Finistère, la liste d'union de la gauche (PS, Génération.s, PCF) menée par Jean-Paul Vermot remporte l'élection avec 2 658 voix (54,95 % des suffrages exprimés, 26 conseillers municipaux et 9 conseillers communautaires), devançant celle (Agir & DVD) menée par la maire sortante Agnès Le Brun, qui obtient 2 179 voix (45,04 % des suffrages exprimés, 7 conseillers municipaux et 3 conseillers communautaires), l'abstention s'étant élevée à 50,71 % lors d'un scrutin marqué par la pandémie de Covid-19 en France.

### Politique locale
Dans son édition du 24 juin 2020, un article du Canard enchaîné intitulé "Drôle de pastis à Morlaix" évoque les moyens déployés par la liste d'Agnès Le Brun pour mobiliser l'électorat abstentionniste, via des procurations. France Télévisions relate la mystérieuse razzia de presque tous les exemplaires du Canard enchaîné sur Morlaix par un inconnu.

### Liste des maires
| Période                                  | Période | Identité                                     | Étiquette | Qualité                                                                                 |
| ---------------------------------------- | ------- | -------------------------------------------- | --------- | --------------------------------------------------------------------------------------- |
| Les données manquantes sont à compléter. |         |                                              |           |                                                                                         |
| 1585                                     | 1586    | Martin Tournemouche                          |           |                                                                                         |
| 1605                                     | 1606    | Nicolas Desportes, sieur du Rest             |           |                                                                                         |
| 1615                                     | 1616    | Yves Le Bervet (du Parc) (1579-1641)         |           |                                                                                         |
|                                          |         | François de La Fruglaye (1730-)              |           |                                                                                         |
| 1671                                     | 1673    | Jacques Alain, sieur de La Marre (1627-1687) |           |                                                                                         |
| 1751                                     | 1752    | Philippe Miron (1701-1786)                   |           | seigneur de L'Estang, négociant, lieutenant-général de police, prieur-consul de Morlaix |
| 1753                                     | 1754    | Jean Lannux l'aîné                           |           |                                                                                         |
| 1763                                     |         | Augustin Tilly de Penanrun                   |           | Négociant                                                                               |
| 1765                                     | 1769    | Pierre Barrère                               |           | Négociant                                                                               |
| 1769                                     |         | Jean Lannux de La Chaume                     |           | Négociant et banquier                                                                   |
| 1780                                     |         | Michel Behic (1736-1837)                     |           | Négociant                                                                               |
| 1782                                     |         | Pierre-Louis Mazurié de Pennanech            |           | Négociant-armateur, député                                                              |
| 1788                                     | 1790    | Michel Behic (1736 - 1837)                   |           | Déjà maire en 1780                                                                      |

### Jumelages et partenariats

#### Jumelages
- Würselen (Allemagne) depuis 1976. Une place de la localité s'appelle MorlaixPlatz.
- Truro (Royaume-Uni) depuis 1979. Une rue de la localité s'appelle Morlaix Avenue.
- Réo (Burkina Faso) depuis 1991
- Chełm (Pologne)
- Cividate Camuno (Italie)

#### Partenariats
- Mielec (Pologne)[145]

## Population et société

### Démographie

#### Évolution démographique
L'évolution du nombre d'habitants est connue à travers les recensements de la population effectués dans la commune depuis 1793. Pour les communes de plus de 10 000 habitants les recensements ont lieu chaque année à la suite d'une enquête par sondage auprès d'un échantillon d'adresses représentant 8 % de leurs logements, contrairement aux autres communes qui ont un recensement réel tous les cinq ans,.

En 2022, la commune comptait 15 220 habitants, en évolution de +3,39 % par rapport à 2016 (Finistère : +2,16 %, France hors Mayotte : +2,11 %).
| 1793   | 1800  | 1806  | 1821  | 1831  | 1836  | 1841   | 1846   | 1851   |
| ------ | ----- | ----- | ----- | ----- | ----- | ------ | ------ | ------ |
| 10 393 | 9 351 | 9 937 | 9 781 | 9 596 | 9 740 | 10 539 | 11 529 | 12 393 |

| 1856   | 1861   | 1866   | 1872   | 1876   | 1881   | 1886   | 1891   | 1896   |
| ------ | ------ | ------ | ------ | ------ | ------ | ------ | ------ | ------ |
| 12 904 | 14 008 | 14 046 | 14 389 | 15 183 | 15 346 | 16 013 | 16 300 | 16 027 |

| 1901   | 1906   | 1911   | 1921   | 1926   | 1931   | 1936   | 1946   | 1954   |
| ------ | ------ | ------ | ------ | ------ | ------ | ------ | ------ | ------ |
| 16 086 | 15 984 | 15 262 | 13 931 | 13 959 | 14 073 | 13 944 | 15 121 | 15 037 |

| 1962   | 1968   | 1975   | 1982   | 1990   | 1999   | 2006   | 2011   | 2016   |
| ------ | ------ | ------ | ------ | ------ | ------ | ------ | ------ | ------ |
| 18 866 | 19 919 | 19 237 | 18 348 | 16 701 | 15 990 | 15 695 | 15 549 | 14 721 |

| 2021   | 2022   | - | - | - | - | - | - | - |
| ------ | ------ | - | - | - | - | - | - | - |
| 14 903 | 15 220 | - | - | - | - | - | - | - |

#### Évolution du rang démographique
| selon la population municipale des années : | 1968 | 1975 | 1982 | 1990 | 1999 | 2006 | 2009 | 2013 |
| Rang de la commune dans le département      | 4    | 3    | 3    | 4    | 4    | 4    | 4    | 5    |
| Nombre de communes du département           | 286  | 283  | 283  | 283  | 283  | 283  | 283  | 283  |

En 2022, avec 15 220 habitants, Morlaix occupe le 6e rang en nombre d'habitants sur les 277 communes que compte le département (derrière Guipavas et devant Douarnenez), et elle est aussi la 20e commune de la région Bretagne (territoire en vigueur au 1er janvier 2025).

#### Pyramide des âges
En 2018, le taux de personnes d'un âge inférieur à 30 ans s'élève à 32,8 %, soit au-dessus de la moyenne départementale (32,5 %). À l'inverse, le taux de personnes d'âge supérieur à 60 ans est de 30,6 % la même année, alors qu'il est de 29,8 % au niveau départemental.
En 2018, la commune comptait 7 109 hommes pour 7 620 femmes, soit un taux de 51,73 % de femmes, légèrement supérieur au taux départemental (51,41 %).
Les pyramides des âges de la commune et du département s'établissent comme suit.
| Hommes | Classe d’âge | Femmes |
| ------ | ------------ | ------ |
| 0,6    | 90 ou +      | 2,9    |
| 6,1    | 75-89 ans    | 11,4   |
| 19,4   | 60-74 ans    | 20,6   |
| 20,6   | 45-59 ans    | 20,1   |
| 18,1   | 30-44 ans    | 14,5   |
| 20,1   | 15-29 ans    | 17,1   |
| 15,2   | 0-14 ans     | 13,4   |

| Hommes | Classe d’âge | Femmes |
| ------ | ------------ | ------ |
| 0,7    | 90 ou +      | 2,2    |
| 7,8    | 75-89 ans    | 11,5   |
| 19,2   | 60-74 ans    | 20,1   |
| 20,8   | 45-59 ans    | 19,7   |
| 17,7   | 30-44 ans    | 16,6   |
| 17,1   | 15-29 ans    | 14,7   |
| 16,8   | 0-14 ans     | 15,2   |

### Manifestations culturelles et festivités
- Festival Panoramas : il a lieu tous les ans en avril (en septembre depuis 2023). Principalement concentré sur les musiques actuelles (électro, hip-hop), il regroupe plusieurs tendances[154].
- Bel Été : tous les étés, depuis 2008, la Ville de Morlaix propose une programmation riche de festivités et d'événements culturels, avec une place prépondérante accordée aux arts de la rue, qui font sa réputation depuis des décennies, et à la culture bretonne[155].
- Festival les Originales : premier festival de chanson francophone en Bretagne, il se déroule pendant la deuxième quinzaine de mai et propose également une programmation de spectacles pendant l'année[156].

### Sports
- Morlaix-Saint-Pol Gymnastique, club de gymnastique artistique féminine et masculine.
- Sporting Club Morlaisien, club de football dont l'équipe première joue en Régional 2 de la ligue de Bretagne de football pour la saison 2018-2019.

### Médias
Morlaix est couverte par une radio locale, Radio Nord Bretagne.

#### Presse écrite
Deux principaux journaux quotidiens relaient l'actualité de Morlaix et ses alentours : Le Télégramme (édition Morlaix) et Ouest-France (édition Nord-Finistère).

### Enseignement

#### Écoles

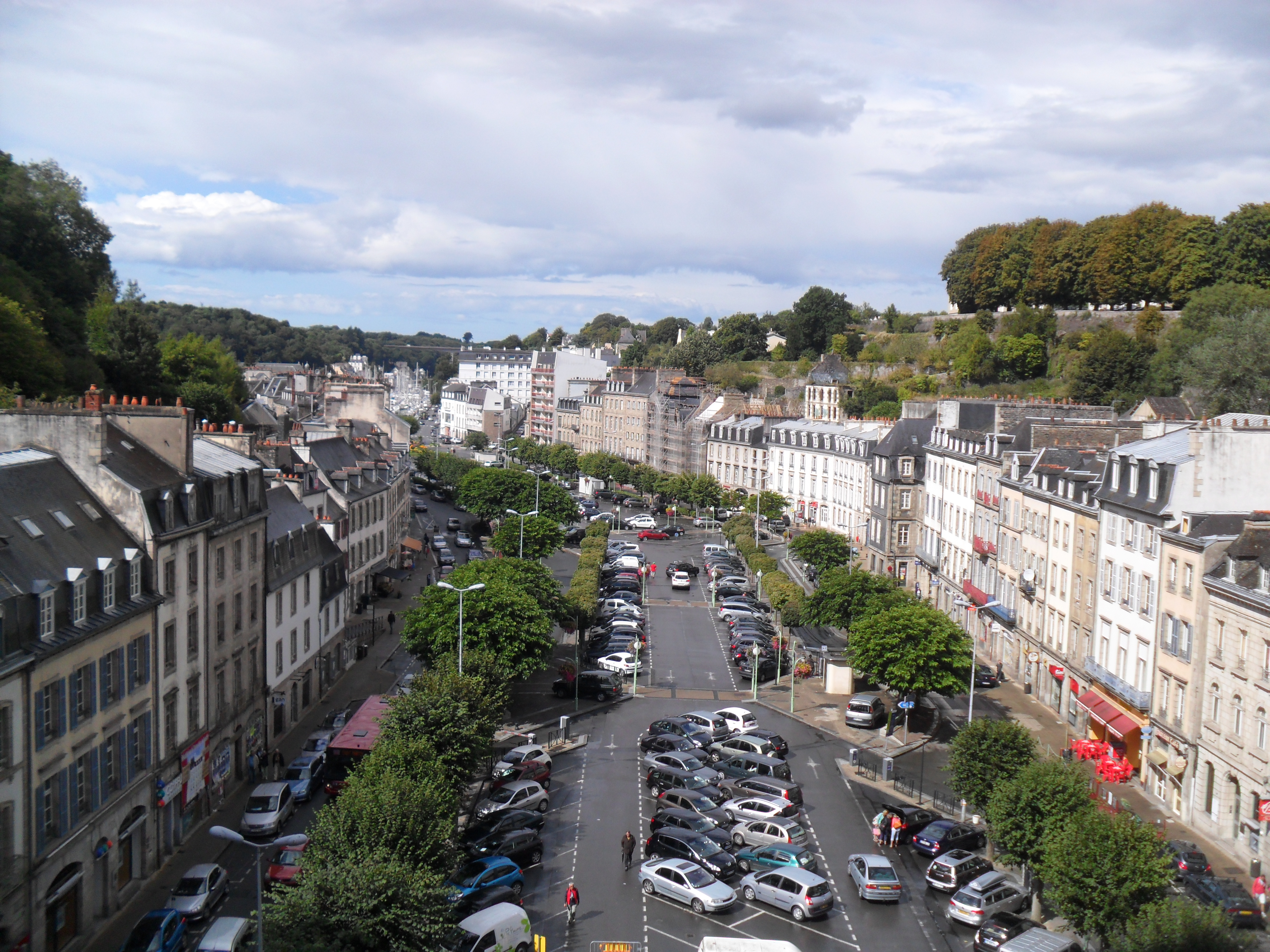
La place Charles-de-Gaulle à Morlaix.

- Publiques
  - École Émile-Cloarec
  - École Jean-Jaurès
  - École Corentin-Caer
  - École Jean-Piaget-Kerfraval
  - École Gambetta
  - École du Poan Ben
- Privées
  - École Notre-Dame-de-Lourdes
  - École des Ursulines
  - École Saint-Joseph
  - École Notre-Dame de Ploujean
- Associatives
  - École Diwan

#### Collèges
- Privés
  - Collège Saint-Augustin
  - Collège Saint-Joseph
- Publics
  - Collège Pierre-Mendès-France
  - Collège du Château

#### Lycées
- Privé
  - Lycée Notre-Dame du Mur - Le Porsmeur
- Publics
  - Lycée Tristan-Corbière
  - Lycée agricole de Suscinio

#### Université de Bretagne-Occidentale (IUT de Brest, site de Morlaix)
- Département GACO :
  - BUT GACO, Gestion Administrative et Commerciale
  - BUT GACO Arts
  - Licence professionnelle MOA, Management des Organisations Agricoles
  - Licence professionnelle GTPI, Gestion Technique du Patrimoine Immobilier
- Département Génie civil :
  - BUT Génie civil - Construction durable

#### Établissement privé par alternance
- Maison Familiale Rurale (MFR)

#### Formations adultes
- GRETA
- AFPA
- IBEP

#### Langue bretonne
- Breton
  - École Diwan
- Bilingue
  - École du Poan Ben

### Santé

#### Le Centre Hospitalier des Pays de Morlaix
Au sud du territoire communal se trouve le Centre Hospitalier des Pays de Morlaix (CHPM), qui fait partie du pôle santé débordant sur la commune de Plourin-lès-Morlaix.

##### Capacité d'accueil
Le centre comportait 968 lits et 237 places au 1er avril 2018. Les lits et les places étaient répartis de la manière suivante :
- Court séjour - Médecine, Chirurgie, Obstétrique : 266 lits et 31 places ;
- Soins de suite et de Réadaptation : 128 lits et cinq places ;
- Soins de longue durée et EHPAD : 264 lits et quatre places ;
- Psychiatrie 267 lits et 177 places ;
- SSIAD : 20 places ;
- Foyer d'accueil pour traumatisés crâniens : 18 lits.

##### Activité
L'activité du centre en 2017 était la suivante :
- 22 537 entrées en hospitalisation complète ;
- 310 882 journées en hospitalisation complète ;
- 47 153 venues d'hospitalisation partielle ;
- 62 920 consultations soins externes ;
- 5 181 interventions chirurgicales ;
- 34 064 passages aux urgences ;
- 1 223 sorties SMUR ;
- 555 accouchements ;
- taux d'occupation en Médecine, Chirurgie, Obstétrique : 81,40 % ;
- 16 231 examens scanner ;
- 6 907 examens IRM ;
- 19 465 856 actes de laboratoire (nombre en B) produits par le Centre Hospitalier des Pays de Morlaix ;
- 7 537 interventions du SSIAD au domicile des patients[157].

### Cultes
- Culte catholique : église Saint-Melaine, église Saint-Mathieu, église Saint-Martin, Église Notre-Dame de Ploujean, Carmel de Morlaix, Monastère de Traonfeunteuniou (Ploujean).
- Culte protestant : 
  - Temple protestant de l'Église Évangélique-Baptiste, 32 rue de Paris.
  - Centre Évangélique Protestant, 2 Rue Jean Monnet.

## Économie

### Monnaie locale
En octobre 2016 une monnaie locale, le Buzuk, est créée et entre en circulation dans le pays de Morlaix. Elle a pour objectif de soutenir le commerce local et renforcer le lien social puisqu'elle circule en circuits courts et éthiques.

### Revenus de la population et fiscalité
En 2011, le revenu fiscal médian par ménage était de 21 216 €, ce qui plaçait Morlaix au 30 015e rang parmi les 31 886 communes de plus de 49 ménages en métropole.

### Emploi
En 2017, la population âgée de 15 ans à 64 ans s'élevait à 9 160 personnes (contre 10 289 personnes en 2012), parmi lesquelles on comptait 70,1 % d'actifs dont 55,3 % ayant un emploi et 14,8 % de chômeurs.

### Entreprises et commerces
Morlaix est le siège de la Chambre de commerce et d'industrie de Morlaix (CCI).

#### Création d'entreprises en 2017
En 2018, Morlaix a vu se créer 99 entreprises dont :
- 7 en industrie (dont 5 individuelles),
- 7 en construction (dont 7 individuelles),
- 37 dans le commerce, le transport, l'hébergement et la restauration (dont 29 individuelles),
- 24 en service aux entreprises (dont 16 individuelles),
- 24 en service aux particuliers (dont 21 individuelles)[Insee 7].

#### Secteur primaire
- Jusqu'en 2005, la Brasserie Coreff était localisée à Morlaix avant de s'installer à Carhaix.

#### Secteur secondaire
- L'ancienne manufacture des tabacs (anciennement gérée par la CCI).
- L'aéroport de Morlaix Ploujean (géré par la CCI).
- À l'Aise Breizh, entreprise textile fabriquant des produits à l'image de la Bretagne, a son siège social à Morlaix.

#### Secteur tertiaire
- Le port de Morlaix (principalement destiné à la plaisance et géré par la CCI).
- Le port de Roscoff - Bloscon (géré par la CCI).
- La criée de Roscoff (gérée par la CCI).
- Le Groupe Télégramme, propriétaire du Télégramme a son siège social à Morlaix.
- L'entreprise Sermeta est également implantée à Morlaix et compte s'y étendre[160].

##### Hôtels
Au 1er janvier 2020, Morlaix compte 6 hôtels pour 181 chambres soit :
- 2 hôtels 1 étoile pour un total de 18 chambres,
- 2 hôtels 2 étoiles avec 63 chambres,
- 2 hôtels 3 étoiles pour un total de 100 chambres[Insee 8].

##### Campings
Morlaix ne comptait aucun camping au 1er janvier 2020.

##### Autres hébergements collectifs
Morlaix comptait une auberge de jeunesse de 79 places au 1er janvier 2020.

#### Autres
La CCI mène également un projet de reconversion urbaine de la manufacture des tabacs de Morlaix, site industriel classé monument historique, qui accueille désormais du logement, de l'enseignement (IUT de Morlaix), de l'économie (hôtel d'entreprises), des services publics (Morlaix Communauté), des ateliers d'artistes. Un projet en travaux comportant une salle de spectacle et trois salles de cinéma est en cours.

## Culture locale et patrimoine

### Emblèmes

#### Héraldique
| Blason de Morlaix | Les armoiries se décrivent : De gueules au navire d'or, aux voiles éployées d'hermines, flottant sur une mer d'azur. |

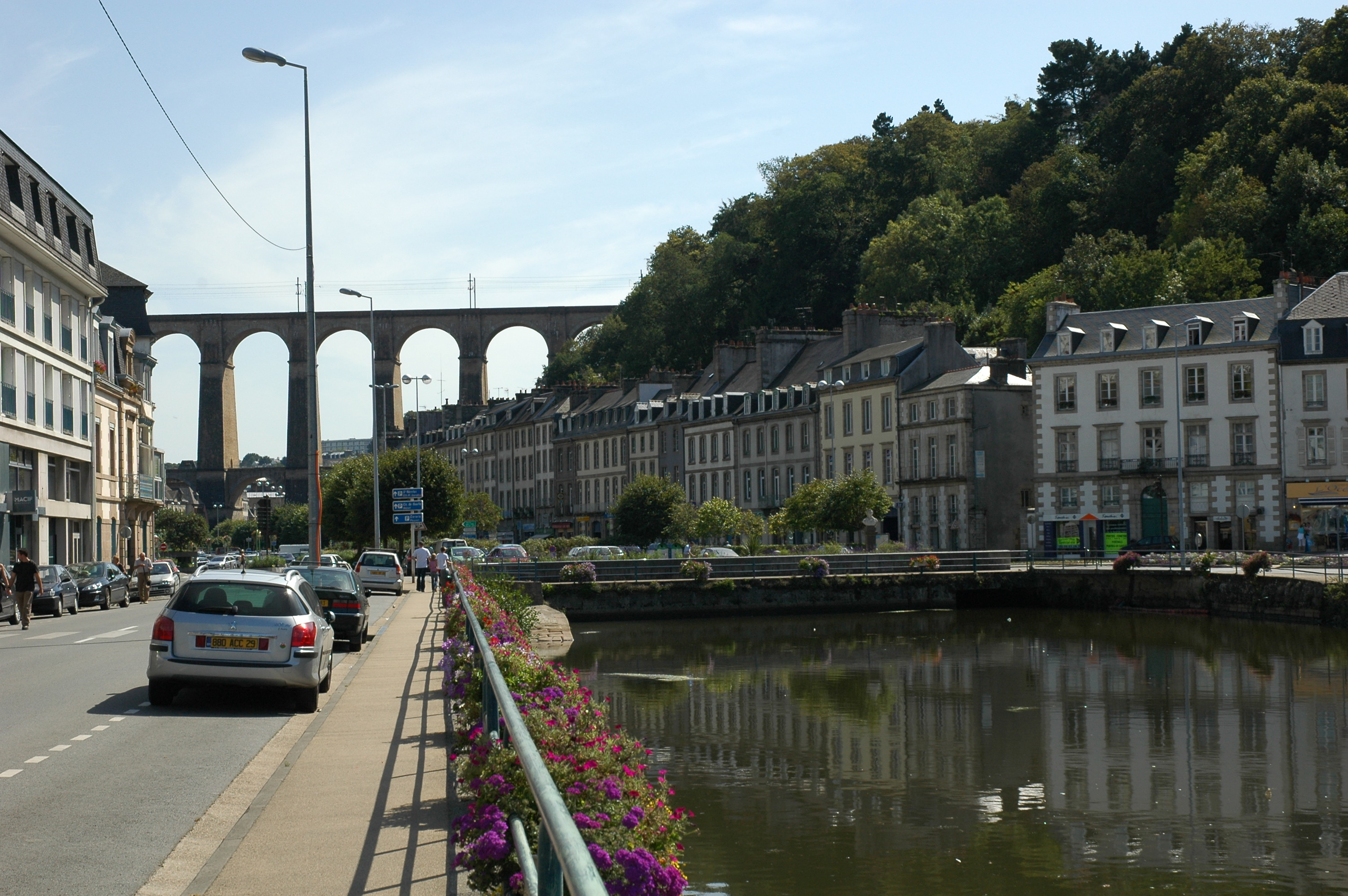
Le viaduc et la rivière de Morlaix.

#### Devise
En 1522, les Anglais pillent la ville en l'absence des habitants, mais s'attardent un peu trop dans les celliers. Les Morlaisiens, revenus, leur taillent des croupières.
 (juillet 2024).
À cette occasion, la ville ajoute à ses armes deux supports, à senestre un léopard rampant (vertical et panache de la queue tourné vers l'extérieur) bicéphale figurant l'Angleterre, à dextre un lion rampant (vertical et panache de la queue tourné vers l'intérieur), auquel s'adresse la devise inscrite sur un listel : S'ils te mordent, mords les.

### Langue bretonne
En breton, la ville se nomme Montroulez.
La commune a voté la charte Ya d'ar brezhoneg le 27 juin 2008 et reçu le label de niveau 1 le 6 février 2009.

### Lieux et monuments
Morlaix abrite plusieurs édifices et constructions présentant un intérêt architectural ou historique.

#### Architecture civile

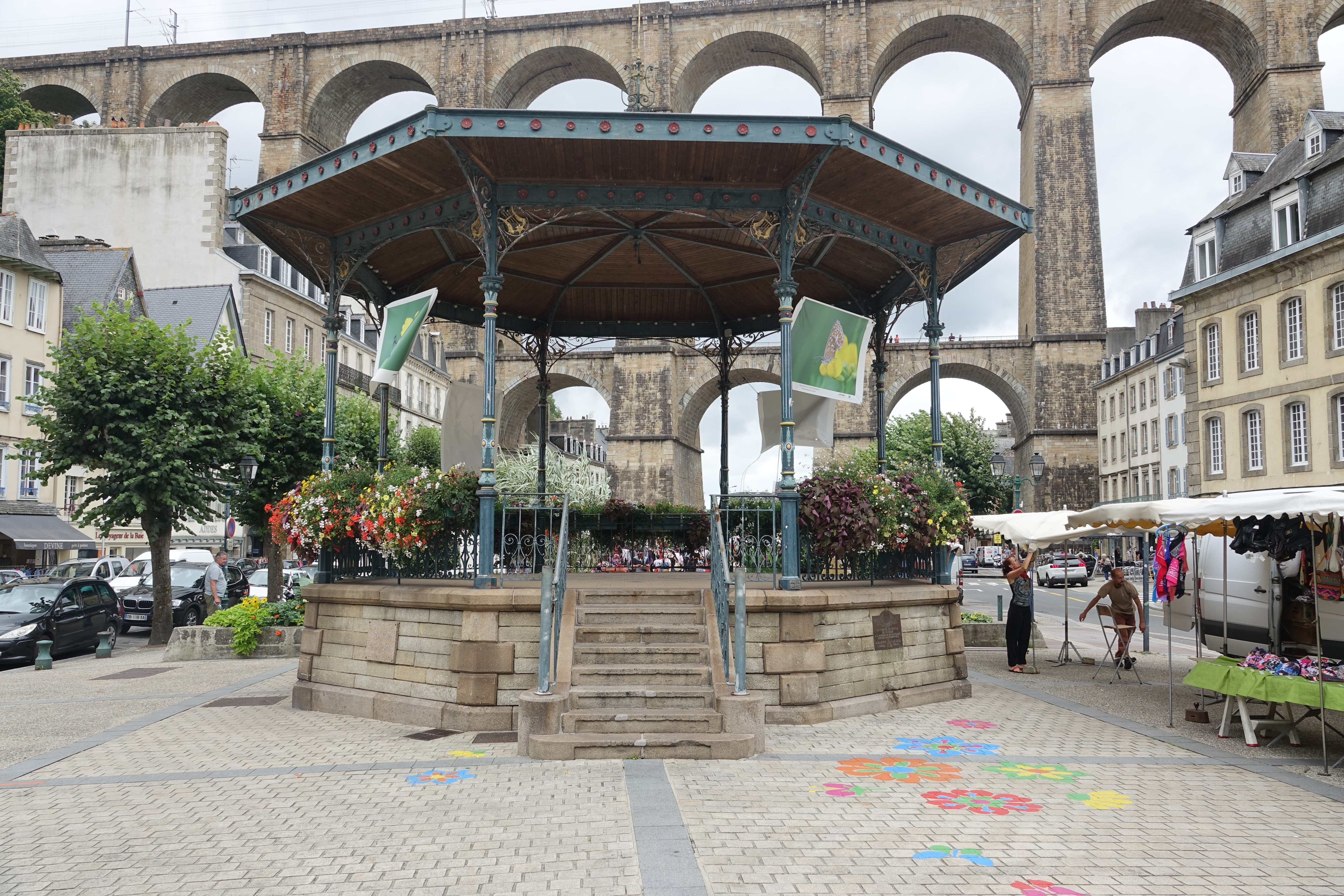
Le kiosque à musique.

Le viaduc de Morlaix est un édifice emblématique de la ville : 292 m de longueur, 58 m de hauteur, 14 arches et 9 arceaux, 11 000 m3 de pierres de granite de l'Île-Grande. Il est construit de 1861 à 1864, pour permettre le passage de la ligne de chemin de fer Paris-Brest. L'ingénieur Fenoux en a tracé les plans.
De nombreuses maisons médiévales à pans de bois sont préservées. Appelées maisons à lanterne ou à pondalez (pont-galerie en breton), elles s'organisent autour d'un hall qui s'élève sur trois à quatre niveaux. Celle du 9 Grande-Rue accueille les œuvres et objets de la collection du musée de Morlaix ayant trait à l'architecture et à l'histoire de la ville – et celle dite « de la duchesse Anne » (XVIe siècle), rue du Mur.
La fontaine des Carmélites, datant du XVe siècle, au pied de l'ancienne église Notre-Dame des Fontaines qui fut détruite. Les Carmélites sont arrivées à Morlaix au XVIIe siècle, à la suite de graves épidémies de peste.

La ville comporte plusieurs escaliers publics anciens et des venelles.

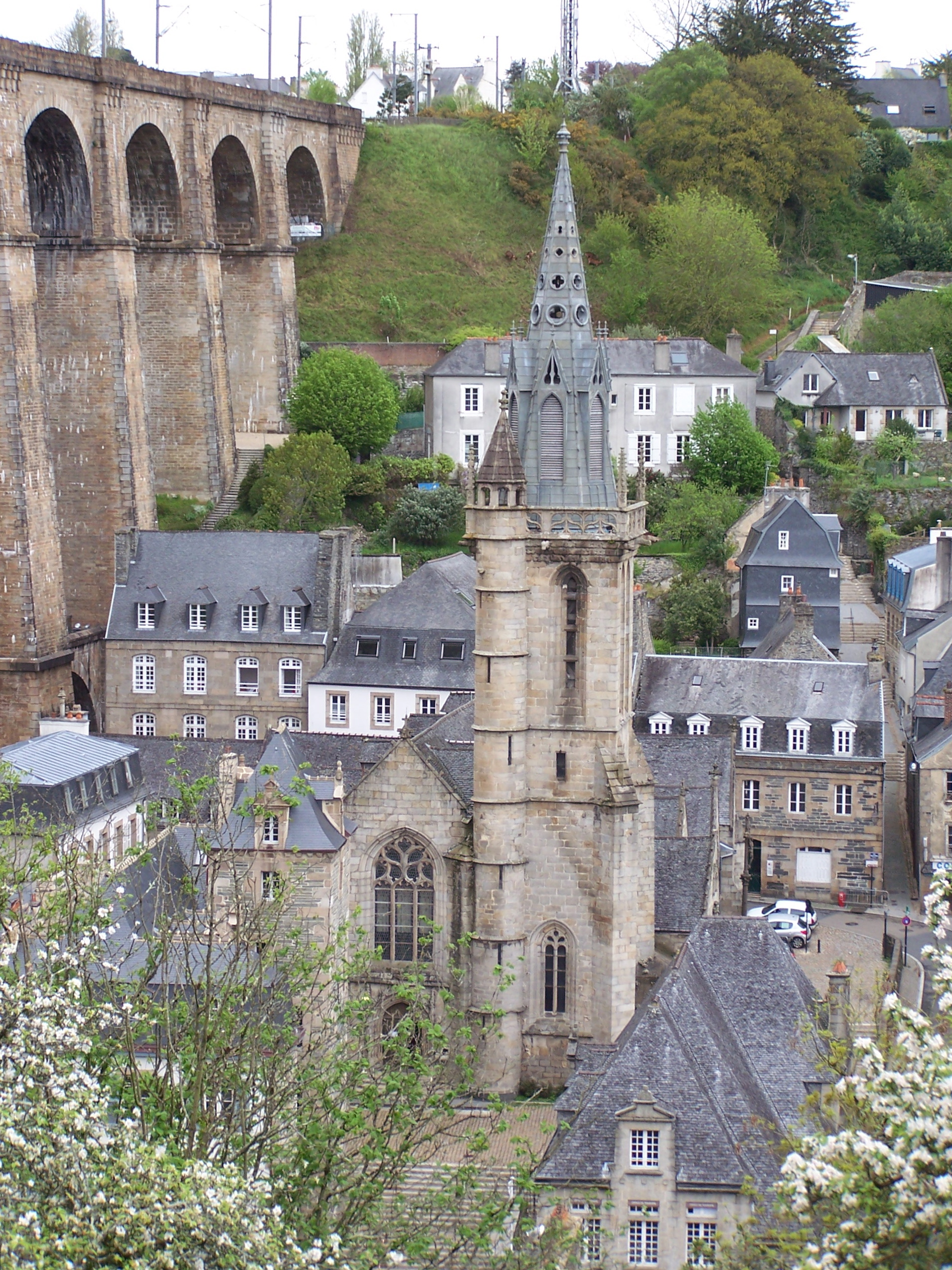
Le viaduc et l'église Saint-Melaine de Morlaix.

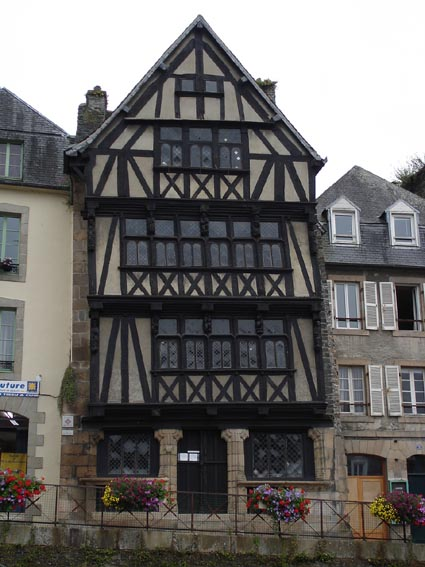
La Maison dite de la duchesse Anne, rue du Mur.

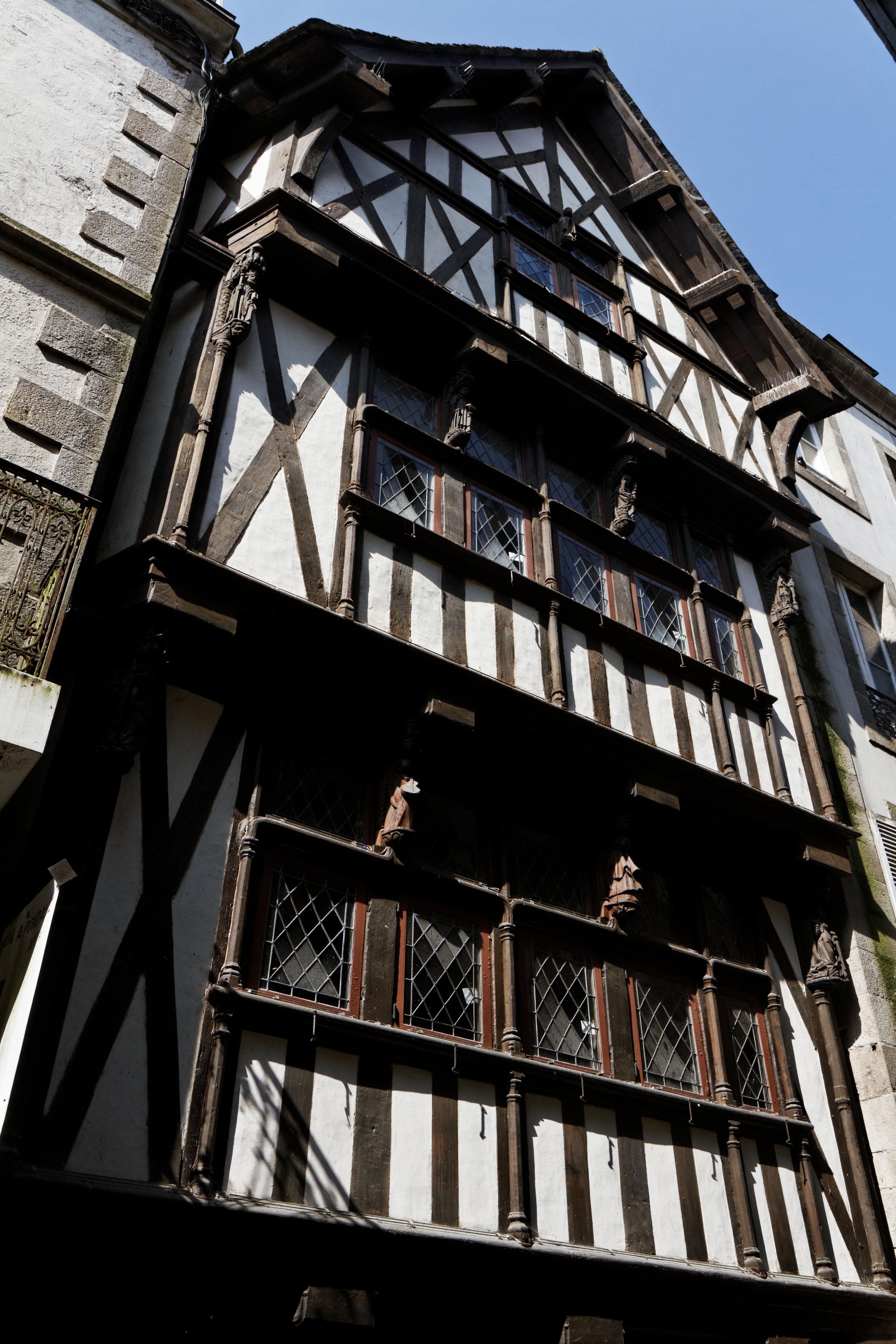
Une maison à lanterne ou à pondalez.

Le théâtre municipal, construit à l'italienne en 1888 et entièrement restauré.
Le kiosque de la place des Otages, offert en 1903 par Auguste Ropars.

#### Architecture religieuse
L'ancien couvent des Jacobins dont l'église fondée en 1230, est la plus ancienne de la ville. Le couvent est construit au XIIIe siècle, la rosace du chevet date du XVe siècle. Il est confisqué à la Révolution, puis sert de caserne et enfin de siège la société d'archéologie du Finistère. Depuis 1887, l'église des Jacobins abrite le musée des Beaux-Arts de la ville, dont le premier conservateur est Edmond Puyo.
Le couvent des Ursulines du XVIIe siècle, typiquement polylithique. L'un des traits les plus frappants des couvents de Morlaix est ce polylithisme de construction.
L'église Saint-Mathieu, dont la tour est un des premiers édifices Renaissance de la région. Elle abrite une statue ouvrante en bois doré de la fin du XIVe siècle. Lorsqu'elle est ouverte elle offre une Trinité sculptée et des scènes peintes du nouveau Testament. Cette statue qui provient de la région de Cologne a été commandée par la Confrérie des tisserands de Morlaix. L'église abrite également un bel orgue, dont le buffet fin XVIIe contient un instrument de Heyer (1873).
L'église Saint-Mélaine, de style gothique flamboyant (XVe siècle) dédiée à Melaine de Rennes. Le prieuré de Saint-Mélaine fut fondé entre 1149 et 1157 à la suite d'une donation de Guyomarc'h III, seigneur de Morlaix. L'église fut construite à la fin du XVe siècle par l'atelier d'architectes Beaumanoir. En 1879, le lanternon de l'église a été remplacé par une flèche en bois recouverte de zinc. L'église abrite de belles sablières et statuaires du XVe au XIXe, ainsi qu'un orgue de Dallam restauré en 1971.

#### Architecture militaire
Le château de Suscinio (maison du corsaire Charles Cornic) et son parc botanique, situés à Ploujean, ancienne commune faisant aujourd'hui partie de Morlaix.

#### Architecture industrielle
L'ancienne Manufacture des tabacs. C'est Jean-François Blondel, architecte du roi qui a conçu la Manufacture entre 1736 et 1740. C'est aujourd'hui un lieu qui abrite l'IUT de Morlaix et l'espace des Sciences du Pays de Morlaix.
L'ancienne brasserie Coreff (Brasserie des Deux Rivières), aujourd'hui basée à Carhaix-Plouguer.

#### Lieux culturels

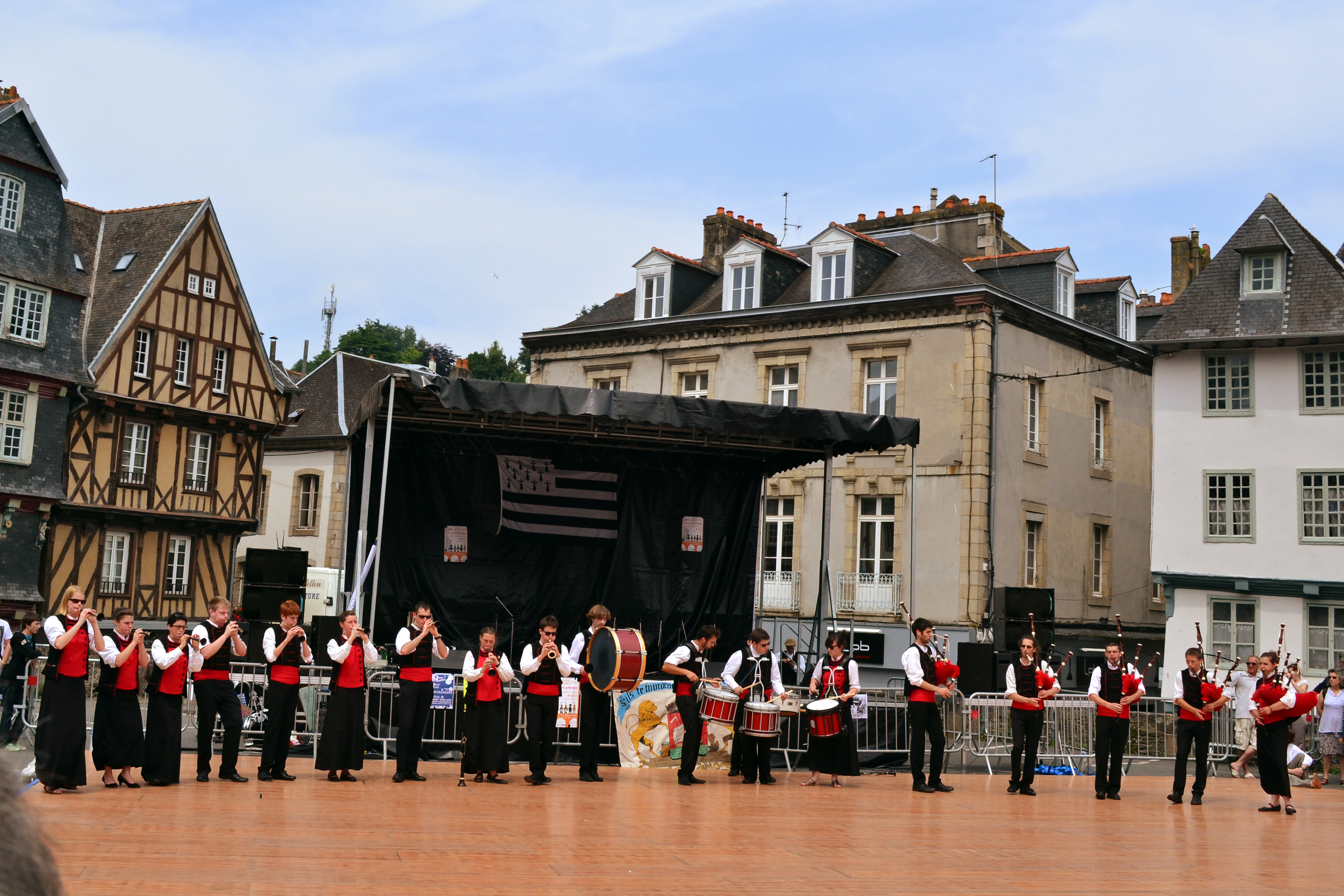
Bagad de Morlaix place Allende.

Le musée des Beaux-Arts de Morlaix, dit aussi Musée des Jacobins (labellisé Musée de France).
Le théâtre du Pays de Morlaix : il propose une programmation régulière mais accueille également de nombreuses compagnies dramatiques en résidence de création.
L'Espace des sciences du Pays de Morlaix situé dans la manufacture des tabacs.
Le Patio, centre d'initiation aux arts du Pays de Morlaix, école de musique.
La Maison des jeunes et de la culture (MJC) de Morlaix.
Lango, parc des expositions de Langolvas, un espace événementiel en fonction depuis 2002.
Le Bagad Sonerien Bro Montroulez, bagad du pays de Morlaix, ensemble de musiciens de musique bretonne.
La Salamandre, salle de cinéma associative classée art et essai.

### Tableaux

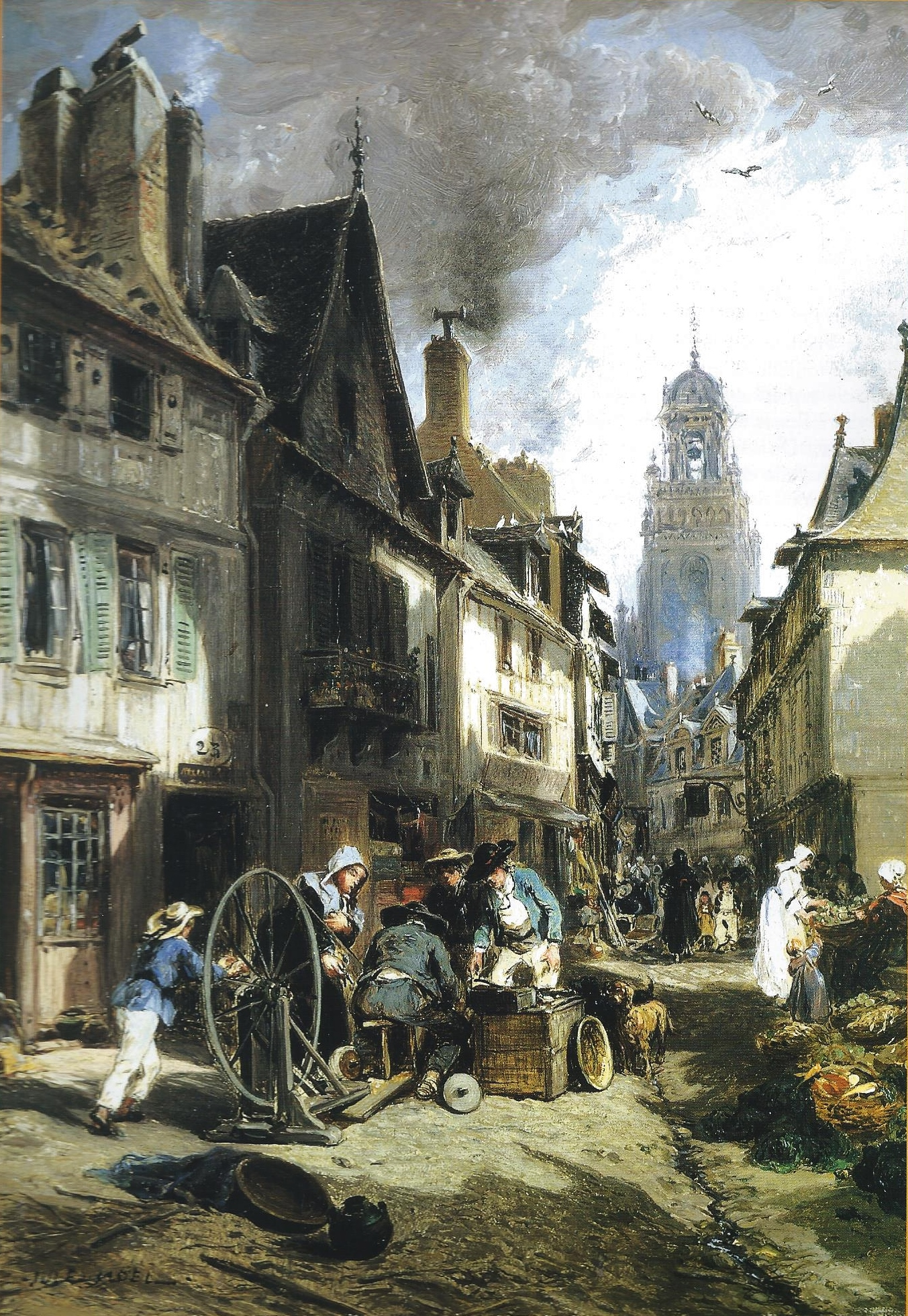
Jules Noël : Le rémouleur à Morlaix (vers 1869, musée des Jacobins à Morlaix).

Plusieurs tableaux représentent la ville :
- Jules Noël : Sortie de la messe de minuit (l'auteur s'est inspiré de l'église Saint-Melaine de Morlaix) (1867, huile sur toile, collection particulière).
- Jules Noël : Morlaix : l'escalier de l'église Saint-Melaine (crayon sur papier, collection particulière).
- Jules Noël : Le viaduc et le quai de Tréguier à Morlaix (vers 1893).
- Jules Noël : Le rémouleur à Morlaix (vers 1868, musée des Jacobins, Morlaix).
- Charles de Kergariou : Le port de Morlaix (collection particulière).

### Personnalités liées à la commune

#### Nées auXVesiècle
- Jean Coatanlem (vers 1455-1492), corsaire et grand amiral du Portugal.
- Nicolas Coetanlem (1460-1519), commerçant et marin, neveu du précédent.

#### Nées auXVIIesiècle
- Étienne de Perier (1687-1766), gouverneur colonial de la Louisiane française, corsaire, lieutenant-général des armées navales et grand-croix de l'ordre royal et militaire de Saint-Louis. Il est décédé au château de Tréoudal près de Morlaix.

Nées au XVIIIe siècle
- Hervé-Nicolas Thépault du Brignou, (né à Morlaix le 9 mai 1696 mort le 26 janvier 1766), ecclésiastique breton, évêque de Saint-Brieuc de 1744 à sa mort.
- Jean-Louis Le Loutre (né en 1709 à Morlaix, décédé en 1772 à Nantes), prêtre évangélisateur et défenseur des Micmacs.
- Charles Cornic (1731-1809), corsaire.
- Michel Behic (1736-1827), négociant, financier, révolutionnaire, maire de Morlaix.
- Joseph Gueguen (1741-1825), domestique, secrétaire, interprète, traducteur, marchand et juge de paix, né à Morlaix, mort à Cocagne (Nouveau-Brunswick).
- Armand Joseph Dubernad (1743-1799), négociant, financier, révolutionnaire.
- Louis-Alexandre Expilly de La Poipe (1743-1794), premier évêque constitutionnel français, évêque de Cornouaille, guillotiné le 22 mai 1794 à Brest avec 26 administrateurs du Finistère.
- Jean Augustin Masson (1749-1808), général des armées de la République et de l'Empire, décédé dans cette commune.
- Guillaume Huon (1757-1808), homme politique né à Morlaix, député du Finistère au Conseil des Anciens.
- Aymar de Blois de La Calande (1760-1852), collecteur de pièces de théâtre et gwerz en langue bretonne.
- Jean Victor Marie Moreau (1763-1813), né à Morlaix, général de la Révolution, vainqueur de Hohenlinden, feld-maréchal de Russie à titre posthume, maréchal de France à titre posthume.
- Georges Guégot de Traoulen (1763-1836), homme politique né et décédé à Morlaix, député du Finistère en 1815 pendant les Cent-Jours.
- Joseph Marie Moreau (1764-1849), né et mort à Morlaix, frère du général, avocat, tribun, administrateur général de la Poste, député d'Ille-et-Vilaine.
- Auguste Charlemagne Philippe-Delleville, né le 5 octobre 1770 à Bayeux, agent garde-magasin au port de Morlaix, devint conseiller général de Morlaix et député du Finistère au Corps législatif de l'an XIII jusqu'en 1810. Il décéda le 9 février 1841 à Saint-Vigor-le-Grand (Calvados).
- Charles Yves César Cyr du Coëtlosquet (1783-1837), général des armées de la République et de l'Empire.
- Alexandre Lédan (br), (1777-1855), imprimeur morlaisien, collecteur d'œuvres poétiques en langue bretonne.
- Émilie Barbe de Saint-Prix (br), née Guitton (née le 7 avril 1789 à Callac, décédée le 27 avril 1869 à Morlaix, qui a longtemps vécu au manoir de Traoufonteuniou en Ploujean, collecta une centaine de pièces en langue bretonne dans la région de Morlaix. Ses recherches furent utilisées par Théodore Hersart de la Villemarqué et François-Marie Luzel[174].
- Luc Urbain du Bouëxic de Guichen (1790), amiral français.
- Édouard Corbière (1793-1875), marin, écrivain, journaliste et armateur.
- Joseph Coat (1798-1858), né à Saint-Mathieu (Morlaix) et mort à Morlaix ; ouvrier et auteur d'une grande quantité de tragédies bretonnes inédites. Fonde à Morlaix une troupe de théâtre populaire, père du poète-ouvrier Vincent Coat (1845-1908) né à Morlaix.
- Auguste Barchou de Penhoën (1799-1855), né à Morlaix, capitaine d'état-major, littérateur, député du Finistère.

Nées au XIXe siècle

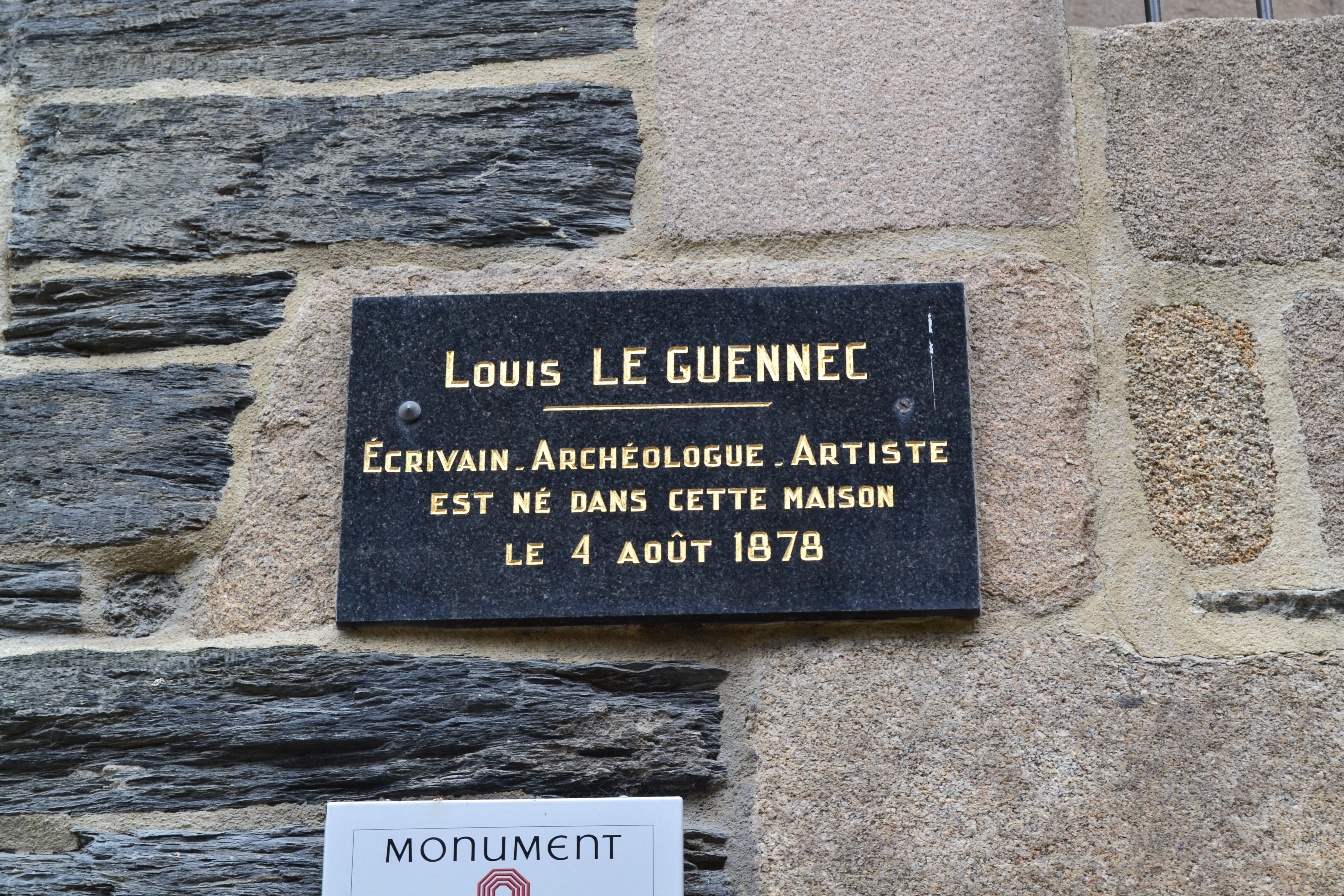
Louis Le Guennec est né à l'Hôtel dit de François du Parc.

- Émile Souvestre (1806-1854), écrivain né à Morlaix, Prix de l'Académie française en 1854.
- Arthur-Marie Le Hir (1811-1868), né à Morlaix, théologien et hébraïsant, maître d'Ernest Renan.
- Eugène Bourgeois (1818-1847), né à Morlaix, écrivain et dramaturge français.
- Charles Émile Alexandre, (1821 à Morlaix - 1890 à Charnay-lès-Mâcon), député.
- Marie Bracquemond (1841-1916), femme-peintre.
- Tristan Corbière (1845-1875), poète, fils de Édouard Corbière. Son buste, par Cyril de La Patellière est à la Bibliothèque des Amours Jaunes.
- Gabriel Pierné (1863-1937), compositeur et organiste.
- Paul Sérusier (1864-1927), peintre post-impressionniste et nabi, vivait à Châteauneuf-du-Faou, décédé à Morlaix et enterré au cimetière Saint-Charles.
- Joseph Pleyber (1866-1947), architecte.
- Maxime Weygand (1867-1965), général français, possédait un manoir à Morlaix et est enterré au cimetière Saint-Charles.
- Jules Boucherit (1877-1962, violoniste, né à Morlaix, professeur au Conservatoire de Paris, nommé « Juste » par l'État d'Israël pour avoir hébergé ses élèves entre 1941 et 1944.
- Guillaume Seznec (1878-1954), a vécu à Morlaix, maître de scierie.
- Magdeleine Boucherit Le Faure (1879-1960), sœur de Jules Boucherit, pianiste et compositrice française.
- Louis Le Guennec (1878-1935), écrivain et artiste.
- Nina Ricci (1882-1970), couturière française d'origine italienne, a vécu une partie de sa vie à Ploujean.
- Francis Gourvil (1889-1984), écrivain et résistant.

Nées au XXe siècle
- Léopold Pascal (1900-1958), artiste peintre né à Morlaix.
- Jean Nicolas, (1901-1984), né à Morlaix, prêtre et missionnaire catholique en Union soviétique.
- Per Roy (1904-1984), né à Morlaix, est un militant et écrivain breton.
- Henri Rol-Tanguy (1908-2002), résistant communiste, colonel commandant les FFI lors de la libération de Paris.
- Joseph Kerharo (1909-1986), pharmacologue et botaniste, né à Morlaix.
- François Tilly (1910-1983), officier de marine français, compagnon de la Libération.
- Michel Mohrt (1914-2011), écrivain, né à Morlaix, Grand prix du roman de l'Académie française en 1962 et membre de l'Académie française de 1985 à sa mort.
- Pierre Le Gourierec (1920-1942), né à Morlaix, tué à Bir Hakeim, Compagnon de la Libération.
- Julien Guiomar (3 mai 1928-22 novembre 2010), acteur né à Morlaix, décédé à Monpazier (Dordogne).
- Jean Roudaut (1929), écrivain français né à Morlaix.
- Paco Rabanne (1934-2023), styliste, a passé une partie de son enfance à Morlaix.
- Jean-Loup Chrétien (20 août 1938-), spationaute.
- Brigitte Fontaine (1939), chanteuse, auteur, écrivain, poète et actrice.
- Denise Le Dantec (1939), poète
- Dominique Lavanant (1944), actrice, née à Morlaix.
- Jean-Michel Caradec (1946-1981), auteur-compositeur-interprète.
- Marylise Lebranchu (1947) femme politique, née à Loudéac (Côtes-d'Armor), maire de Morlaix (1995-1997), présidente de Morlaix Communauté (1995-2003), secrétaire d'État (1997-2000), ministre de la justice (2000-2002), vice-présidente de la région Bretagne (2004-2010), députée (1997-), ministre de la Réforme de l'État, de la Décentralisation et de la Fonction Publique (2012-).
- Daniel Appriou (1947), écrivain et expert judiciaire près la Cour d'appel de Rennes.
- Gérard Delahaye (1er mai 1948), auteur-compositeur-interprète et chanteur pour enfants.
- Miou-Miou (1950), actrice, ses grands-parents vivaient à Plouénan.
- Jean-Albert Guénegan, poète, né à Morlaix en 1954.
- Daniel Kay (1959), poète, né à Morlaix.
- Jean-François Le Gall (1959), mathématicien, né à Morlaix.
- Jean-Philippe Quignon (1961-2012), journaliste au Télégramme quotidien local, et coprésident du festival des Vieilles Charrues de Carhaix-Plouguer.
- Agnès Le Brun (1961), femme politique, maire de Morlaix (2008-2020) et ancien député européen.
- Yvon Pouliquen (1962), footballeur, entraîneur puis agent de joueurs.
- El Globos (1964), dessinateur français, créateur de la Bigoudène de la marque À l'Aise Breizh.
- Franck Zal (1966), scientifique français, médaille de bronze du CNRS en 2001 et fondateur d'Hemarina.
- Françoise Jézéquel (1970), footballeuse française qui a joué pour le Stade Briochin jusqu'en 2004, et en équipe de France de football jusqu'en 2001 (55 sélections).
- Éric Digaire (1972), musicien, membre de Matmatah.
- Clarisse Lavanant (1979), auteur-compositeur-interprète.
- Renan Luce (1980), auteur-compositeur-interprète. Enfance au Quelern, en Plourin-lès-Morlaix.
- Énora Malagré (1980), animatrice de télévision et de radio française.
- Sébastien Touzé, professeur de droit public à l'Université Paris Panthéon-Assas, Directeur de la Fondation René Cassin.
- Tepr (1980), auteur de musique électronique.

### Labels et récompenses
En 2010, la commune de Morlaix a été récompensée par le label « Ville Internet @@ ».

En juillet 2017, elle est décorée de 3 fleurs et vise la décoration de 4 fleurs,.